# Історія Константинополя

Собор Святої Софії — символ візантійського Константинополя

Історія Константинополя охоплює період від освячення у 330 році міста, що ставало новою столицею Римської імперії, до його захоплення османами у 1453 році.
Побудований фактично наново на місці античного Візантія, завдяки величезному за масштабами тих часів будівництву, стрімкому зростанню населення, розвиткові торгівлі і ремесел, столичному статусу і зусиллям перших римських імператорів Константинополь протягом півстоліття перетворився на одне з найбільших міст Європи і Близького Сходу. Заможному і успішному «мегаполісу середньовіччя» була визначена роль найбільшого політичного, культурного і економічного центру великої імперії, яка, втім, прямувала до занепаду. Після падіння в V столітті Рима Константинополь став столицею Східної Римської імперії, яка намагалася зберегти відданість римським та еллінським традиціям і проіснувала близько десяти віків. Історія Константинополя візантійської доби була сповнена бурхливими політичними подіями — народними повстаннями і палацовими інтригами, вбивствами імператорів і змінами владних династій, багатомісячними облогами і походами проти могутніх західних і східних сусідів. Протягом багатьох століть (аж до XIII століття) Константинополь був найбільшим центром блискучої культури і ученості в середньовічній Європі, значно випереджаючи інші світові столиці за рівнем освіченості, активності духовного життя і розвитку матеріальної культури.
Однією з найхарактерніших рис політичного життя Константинополя була постійна боротьба за владу між різними угрупованнями аристократії, армії, купецтва і духовенства. Еліта столиці була вкрай нестабільною і різношерстою групою, оскільки доступ до керівної верхівки Візантії був відкритий вихідцям зі всіх соціальних верств суспільства. Багато столичних вельмож не тільки не цуралися свого простолюдного чи провінційного походження, але навіть пишалися тим, що змогли пробитися на верхівку суспільства з низів суспільства. Мало того, навіть імператорський престол в результаті палацової змови, любовної інтриги, вдалого шлюбу, заколоту армії чи містян міг обійняти виходець з народу. Подібних прикладів у візантійській історії було чимало, імператорами волею долі ставали навіть прості солдати, які дослужилися до воєначальників середнього рангу, м'ясник чи селянин, які пізніше займалися об'їздом коней чи кулачними боями. В Константинополі особливо яскраво відчувався контраст між бідністю міських низів і заможністю аристократії, імператорського двору і духовенства. Місто заслужено називали «головним центром розкоші і злиднів на всьому Сході і Заході».
Захоплення турками Константинополя в травні 1452 року позначило собою остаточне падіння Візантії і перетворення Османської імперії на одну з наймогутніших держав світу. Падіння Константинополя справило величезне враження на сучасників, викликавши шок у всій християнській Європі і радість при дворах Каїру, Тунісу і Гранади. Крім того, знищення найвизначніших культурних цінностей колись квітучого міста завдало непоправних втрат всій європейській культурі. В Європі образ турків став після цього синонімом всього жорстокого і чужого християнству.

## Костянтин і його спадкоємці

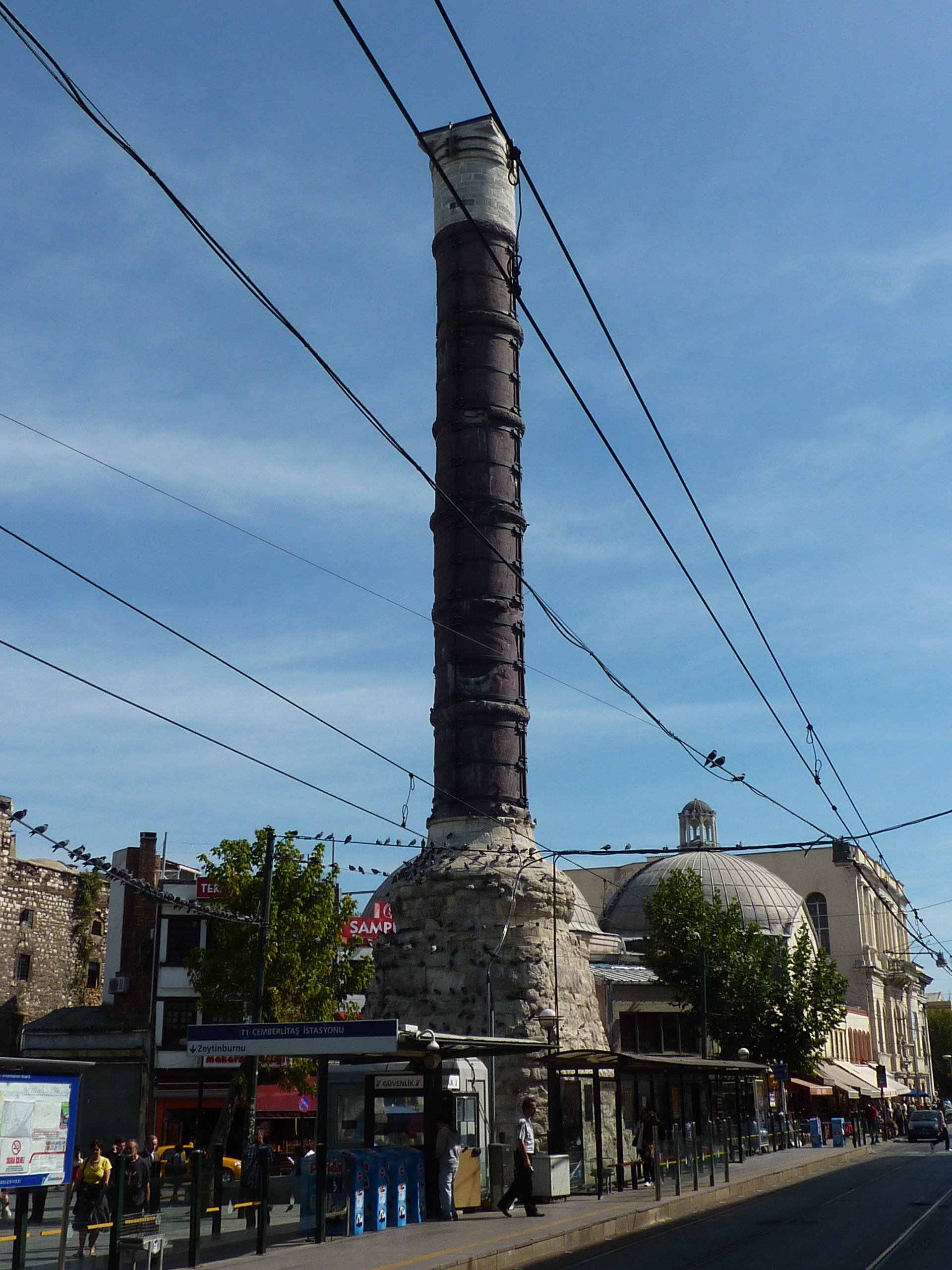
Колона Костянтина, встановлена у 330 році

Римський імператор Костянтин I Великий належним чином оцінив вигідне розташування приморського Візантія, розміщеного на стику Європи і Азії. Крім того, на рішення Костянтина вплинуло неспокійне становище у самому Римі: невдоволення знаті і постійні чвари у боротьбі за трон. Імператор хотів увінчати свою реформаторську діяльність створенням нового адміністративного центру величезної держави. Закладення міста відбулось восени 324 року, і Костянтин особисто вирішив позначити його кордони.Окреслений ним простір обнесли земельним валом, всередині якого розгорнулося масштабне будівництво. За наказом Костянтина до Візантія звозили відомих архітекторів, живописців і скульпторів, найкращих каменярів, штукатурів і теслярів, яких звільнили від інших державних повинностей. Іншим своїм законом, що мав прискорити будівництво столиці, імператор зобов'язав всіх власників нерухомості в містах Понта Евксінського завести собі також хоча б один будинок у Візантії (тільки після виконання цієї умови власники нерухомості могли заповісти своє майно спадкоємцям).
Костянтин різними способами заохочував переселення до нового міста мешканців з різноманітних провінцій Римської імперії, надаючи їм особливі умови і пільги, а багатьох імперських вельмож переводив сюди насильно. Костянтин встановив правило, за яким всі переселенці, які завели собі нерухомість в новій столиці, безкоштовно отримували зерно, олію, вино і хворостиння. Ця так звана продовольча премія існували близько півстоліття і зіграла велику роль для притоку у Візантій нових мешканців з-поміж ремісників, моряків і рибаків. Крім залучення людських ресурсів, Костянтин потурбувався й про оздоблення міста, для чого у Візантій були звезені чудові твори мистецтва зі всіх кутків великої імперії — з Рима і Афін, Коринфа і Дельфів, Ефеса і Антіохії.

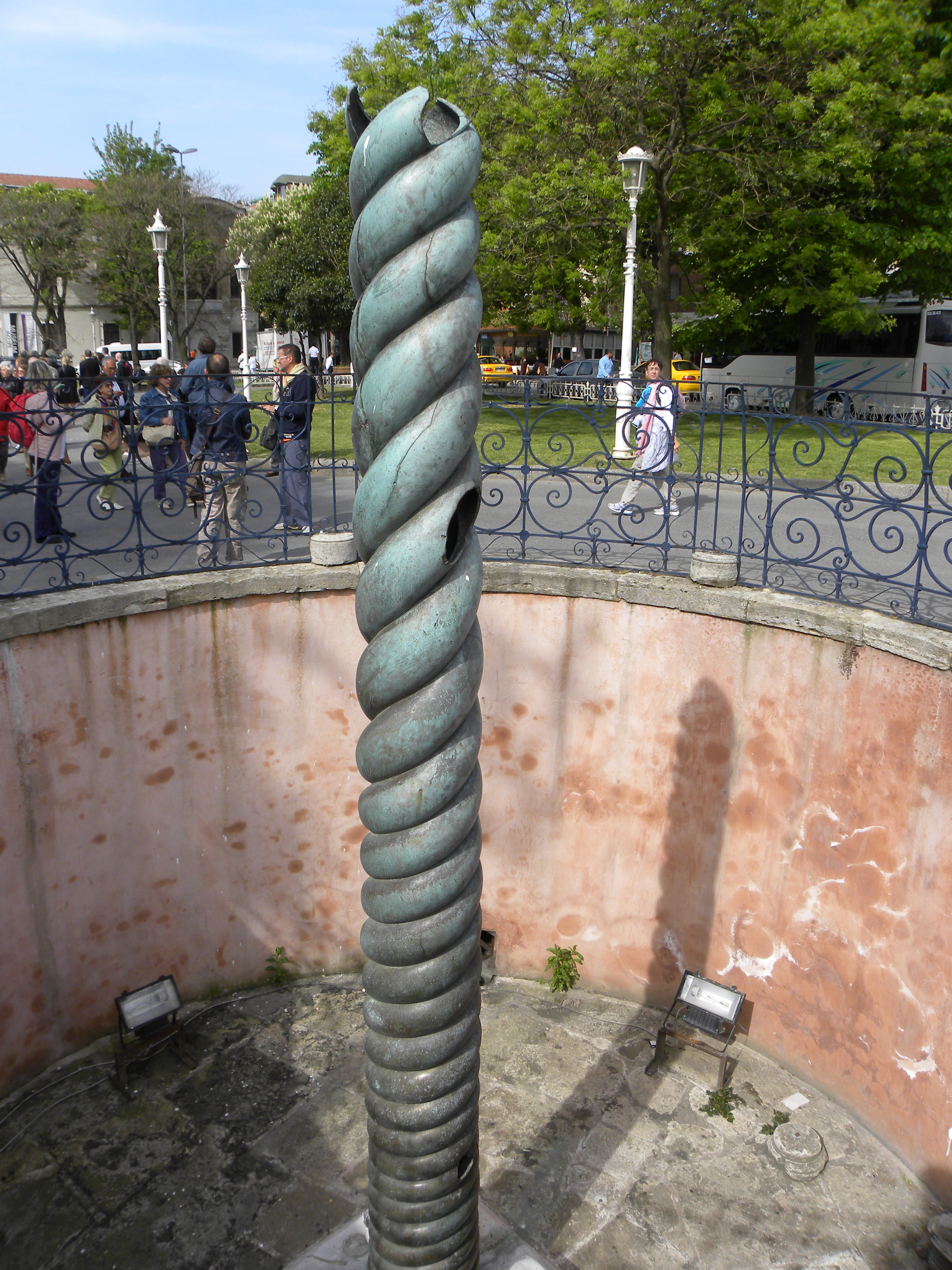
Зміїна колона, встановлена на іподромі

1 травня 330 року відбулась пишна церемонія освячення столиці Римської імперії, яка отримала назву Новий Рим (текст імператорського едикту, виданого того ж дня, був викарбуваний на мармуровій колоні). Головні урочистості проходили на іподромі й охоплювали вистави артистів та спортивні змагання, зокрема улюблені серед народу перегони колісниць. Під час цих урочистостей до почту Костянтина Великого входило й християнське духовенство, яке набирало сили, й все ще впливове язичницьке жрецтво з числа грецьких колегій. Хоча християнство й ставало панівною релігією, імператор, який сам не одразу відмовився від старих традицій, не перешкоджав діяльності жерців (втім, за його царювання багато язичницьких храмів античного Візнатія було перетворено на церкви і громадські будівлі). З нагоди освячення нової столиці була викарбувана монета, на якій зображений Костянтин у бойовому шоломі і зі списом у руці. На честь заступниці міста — Марії Богородиці — була зведена стела з червоного порфіру на білому мармуровому п'єдесталі. Однак назва «Новий Рим» не прижилася, і згодом столицю почали називати Константинополем — містом Костянтина.
За імператора Костянтина були закладені церква Святої Софії, церква Святої Ірини, церква Святого Акакія біля Золотого Рогу і церква Святого Мокія за межами міських стін. Поруч з першими церквами у Константинополі був побудований великий храм Фортуни, оновлені декілька святилищ, заведена привезена з римського храму Аполлона величезна колона, на місці увінчана статуєю самого Костянтина в образі Аполлона (чи Геліоса), який вітає схід сонця. З Дельфів була доставлена бронзова «зміїна колона», вона слугувала підніжжям знаменитої золотої триніжки, а в Константинополі прикрасила арену іподрому. З Рима був привезений знаменитий пам'ятник на честь богині Афіни Паллади, що свого часу був вивезений римлянами з Афін (його колона була перетворена на п'єдестал для статуй, що зображали Костянтина, а потім його спадкоємців). В місті, якому імператор дарував муніципальний устрій Рима, був заснований сенат, й віднині тут знаходився один з консулів. В Константинополь був переправлений солідний потік єгипетського зерна, яке раніше йшло на потреби населення Рима.
До кінця правління Костянтина в новій столиці, яка, подібно Риму, простягнулася на семи пагорбах Босфорського мису, було побудовано близько 30 палаців і храмів, більше чотирьох тисяч значних жилих будівель знаті, іподром, цирк і два театри, понад 150 лазень, більше сотні пекарень, вісім водогонів, а також тисячі домів простолюдинів. Північніше центральної площі Августейон на місці акрополя античного Візантія розташовувався Капітолій, де до кінця IV століття зберігались язичницькі храми і святилища різних богів. За Костянтина і його найближчих наступників, які активно надавали заступництво місцевим мореплавцям і купцям, приділялась велика увага облаштуванню зручних гаваней, будівництву причалів, хвилеломів і торгових складів, збільшенню флоту, який невдовзі повернув Константинополю торгову славу античного Візантія.
Після смерті Костянтина Великого у 337 році, що трапилася в Нікомедії, процес руйнування і занепаду Римської імперії посилився. Між наступниками Костянтина розпалилася відчайдушна боротьба з владу, одним з її найдраматичніших епізодів був заколот розквартированих в столиці військ, організований Констанцієм II. Він скористався невдоволенням у візантійській армії, що виникло після того, як Костянтин заповів величезну державу своїм трьом синам (Констанцію II, Костянтину II і Константу) і двом племінникам (Далмацію Молодшому і Ганнібаліану Молодшому). В Константинополі відбулась кривава різанина, під час якої були перебиті багато родичів покійного імператора, в тому числі обидва улюблених племінники (врятуватися змогли тільки Констанцій Галл і Юліан, сини також вбитого Флавія Юлія Констанція, молодшого брата Костянтина Великого). Констант більше десяти років утримував владу над західною частиною Римської імперії, але загинув у 350 році під час боротьби з полководцем-узурпатором Магном Магненцієм. Лише після перемоги Констанція II над Магнецієм імперія знову була відновлена під владою одного імператора. 357 року з Патр до щойно побудованого константинопольського храму Святих Апостолів були урочисто перенесені мощі апостола Андрія Первозваного, покладені поруч з мощами Луки, Тимофія Ефеського і гробом Костянтина Великого (з часу поховання Костянтина і до XI століття церква Святих Апостолів слугувала усипальнею візантійських імператорів). 360 року поруч з центральною площею Августейон був відкритий храм, названий в народі Великим, — перший попередник сучасного собору Святої Софії.
Після смерті Констанція, що помер в поході проти персів, в грудні 361 року в Константинополь вступів Юліан, який жорстоко розправився з наближеними свого попередника. Він розпочав реставрувати язичництво (за що отримав прізвисько Відступник), провів реформу шкільної освіти, заснував в столиці бібліотеку, яка на віки стала найважливішим осередком візантійської культури. Але правління Юліана було недовгим, він загинув влітку 363 року під час перського походу, після чого війська проголосили новим імператором Йовіана. За правління династії Костянтина в Константинополі жили і працювали лікар Орибасій, ритор Лібаній, богослови і церковні ієрархи Олександр Константинопольський, Павло Ісповідник, Євсевій Нікомедійський, Македоній I, Євдоксій Антіохійський, в місті бували Афанасій Великий, Василій Великий і відомий єресіарх Арій (помер тут у 336 році).

## Валентиніан, Феодосій та їх спадкоємці

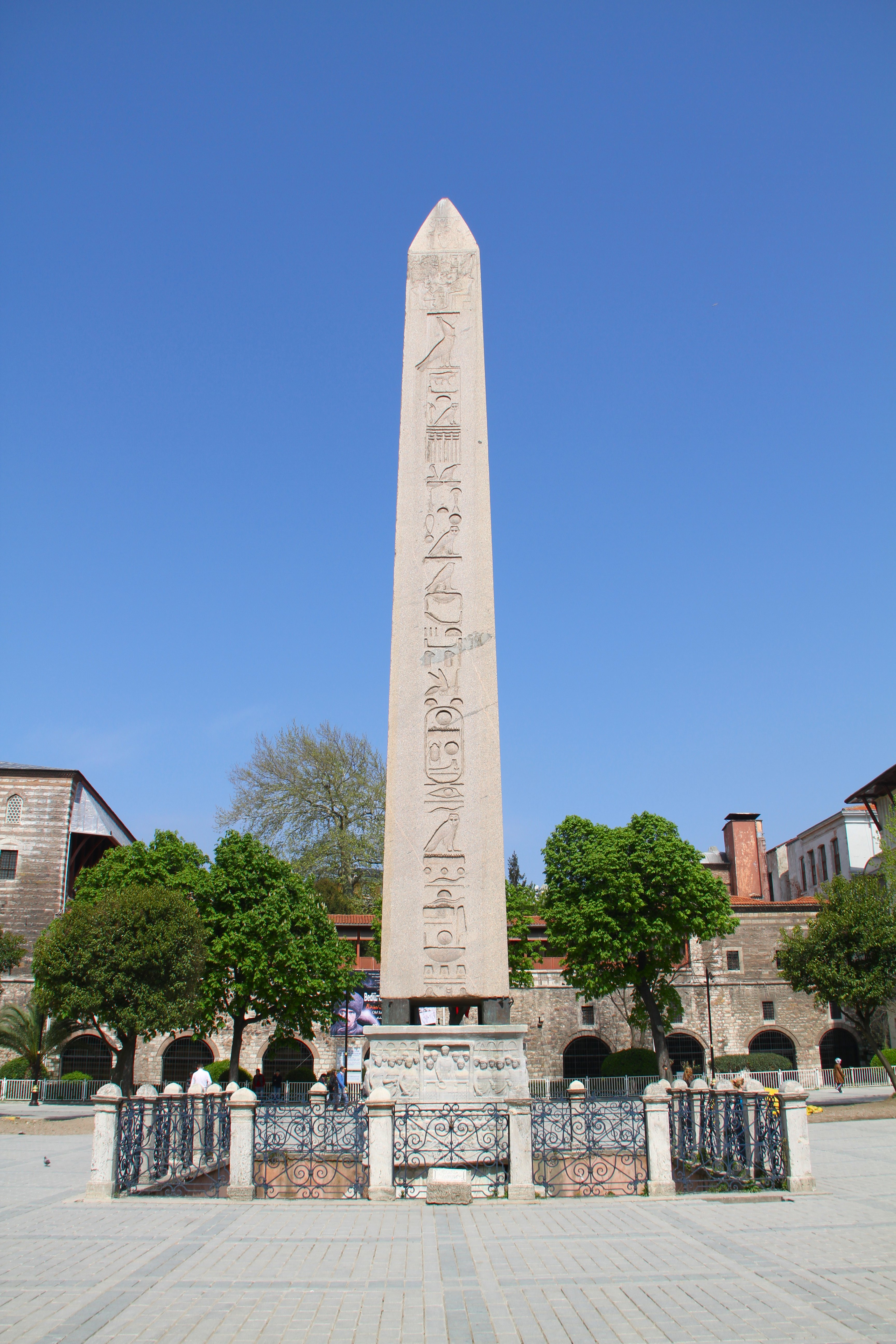
Обеліск Феодосія, встановлений у 390 році на іподромі

У 364 році римські війська проголосили новим імператором Валентиніана I, який своїм співправителем у східній частині імперії зробив молодшого брата Валента II. За його правління був добудований двоярусний акведук, що доставляв воду між пагорбів і став складовою частиною величезної системи, яка забезпечувала Константинополь водою з Фракії. 378 року в битві біля Адріанополя римляни зазнали страшної поразки від заднунайських готів, на полі битви залишились імператор Валент і 40 тис. римських воїнів. Граціан призначив імператором східної частини Римської імперії досвідченого полководця Феодосія, який відтіснив готів від Константинополя й уклав з ними мир. Феодосію за допомогою підкупів, розкішних прийомів в імператорському палаці і призначень на високі посади в армії навіть вдалося прихилити на свій бік деяких готських вождів і воєначальників. Саме тоді в Константинополі виникли військові поселення готів, які служили в міській варті.
У 381 році Перший Константинопольський собор засудив аріанство і встановив статус єпископа Константинопольського, який став другим за статусом після Римського (раніше столиця з часів репресій імператора Септимія Севера перебувала під юрисдикцією митрополита Іраклійського). 390 року на константинопольському іподромі було встановлено гранітний єгипетський обеліск, вивезений з Геліополя. 394 року Феодосій стратив узурпатора Євгенія й на короткий час об'єднав під своєю владою обидві частини Римської імперії, але по його смерті в 395 році єдина держава була розділена між синами Феодосія: Флавію Аркадію дістався Схід, а його братові Гонорію — Захід. У тому ж 395 році вестготи під орудою Аларіха I знову здійняли повстання і разом з алеманами, сарматами, колонами і рабами вдерлися у Фракію (окремі загони повсталих доходили до стін Константинополя, але потім вся маса бунтівників попрямувала до Греції). До кінця IV століття в Константинополі проживало понад 100 тис. осіб, новим поселенцям вже бракувало місця всередині фортечних мурів, зведених імператором Костянтином, і місто стало ширитися за їх межі (в прибережній частині будинки будували навіть на палях).

Стіни Константинополя

У другій половині IV століття в Константинополі працювали такі визначні уми свого часу, як філософи Фемістій і Сінесій, богослови Григорій Богослов, Іван Золотоустий і Нил Посник. 404 року в місті відбулись заворушення, викликанні усуненням з посту константинопольського архієпископа популярного серед народу Івана Златоуста, який конфліктував з дружиною імператора Євдоксією (під час заворушень місто охопили пожежі, у яких згоріла навіть базиліка Святої Софії). На початку V століття (особливо з 410 року) у зв'язку із загрозою нашестя варварів посилився потік переселенців-аристократів з Рима до Константинополя. 412 року стався землетрус, що сильно пошкодив стіни часів Костянтина Великого, і виникла гостра потреба у новому кільці укріплень, які б охопили й нові квартали міста. Нові стіни, розпочаті ще за імператора Аркадія, були добудовані в період правління Феодосія II префектом Антемієм. Стіна Феодосія мала дев'ять головних воріт, які поділялися на цивільні і військові, і багато дрібних проходів (найважливішими воротами, через які проходили жваві торгові шляхи, були Золоті ворота, ворота Ресіос, ворота Святого Романа і Харисійські ворота). Саме до цивільних воріт вели мости через рів, а під час облоги ці ворота замуровували. Військові ворота були під захистом найвищих і найміцніших веж, їх подвійні залізні стулки у мирний час були щільно зачинені, а під час облоги їх використовували для вилазок проти супротивника.
Загальна довжина фортечних мурів Константинополя становила 16 км, по периметру нараховувалось близько чотирьохсот веж. Стіни Феодосія, що перетинали Босфорський мис від Мармурового моря до затоки Золотий Ріг, сягали у довжину 5,5 км і були найміцнішими. Ці стіни були зведені у три ряди (з урахуванням укріплень, добудованих пізніше, після руйнівного землетрусу 447 року). Перший ряд стін, 5 м заввишки, захищав глибокий і широкий рів з водою (він мав 10 м у ширину, а глибина місцями сягала 10 м). Другий ряд, що мав 2-3 м у ширину і 10 м у висоту, посилювали 15-метрові вежі. Третій ряд, наймасивніший, сягав 6-7 м у товщину і був захищений вежами заввишки від 20 до 40 м. Вежі були обладнані пристроями для метання каміння і поливання супротивника гарячою смолою чи олією. Уздовж стіни розташовувались чатові приміщення для варти і невеликі сховища для провіанту і боєприпасів. Основа стін Феодосія заходила на 10-20 м під землю, що майже виключало можливість підкопу. Через рів не було побудовано стаціонарних кам'яних мостів, лише легкі дерев'яні, які прибиралися на ніч, а у разі облоги швидко руйнувалися захисниками міста.
Лінія стін Феодосія на віки визначила ті межі, в яких розвивався Константинополь (за межами стін залишилися західні передмістя Євдом, Пігі, Філопатеон, Влахерни і Космідіон). Подальше розширення міста відбувалося за рахунок створення передмість на північному березі Золотого Рогу (навколо Галати) і на азійському березі Босфора, напроти Босфорського мису (навколо Халкедона і Хрисополя). В жовтні 415 року Феодосій II закінчив затяжне відновлення собору Святої Софії, у 421 році звів неподалік від стін Костянтина в центрі площі колону зі статуєю свого попередника — імператора Аркадія після чого площа отримала назву Форум Аркадія. 425 року імператор відкрив на Капітолії державну школу, яка поклала початок Константинопольському університету (в ній найкращі ритори, граматики, софісти і професори того часу навчали молодь латинській і грецькій словесності, медицині, філософії, риториці і праву), потім неподалік від іподрому побудував підземну цистерну Феодосія. Сестра Феодосія II заснувала жіночий монастир Святого Андрія Первозваного, який пізніше став монастирем Святого Андрія Критського. Перебуваючи під сильним впливом духовенства, Феодосій II заборонив євреям будувати нові синагоги, обіймати посади в державному апараті і тримати у своїх домах християн як прислугу, що сильно скоротило єврейську общину Константинополя. Через чверть століття після побудови стін Феодосія була побудована стіна уздовж морського узбережжя, також посилена вежами (вона була знана як стіна Пропонтіс, чи стіна Мармурового моря). Стіна Феодосія, укріплена стара стіна Костянтина і найновіша стіна, що захищала місто з боку моря, утворювали міцний оборонний пояс, який було важко здолати навіть за наявності найбільш передової облогової техніки.
|                          |                |                |                       |                          |
| Ділянка приморських стін | Стіни Феодосія | Стіни Феодосія | Друга військова брама | Ділянка приморських стін |

Близько 425 року Константинополь був поділений, подібно Риму, на 14 кварталів (регіонів), на чолі яких стояли куратори (регіонархи). У їх розпорядженні перебували охоронці порядку і нічна вартова служба. З часів Костянтина Великого на чолі всього міста стояв епарх (ὁ ἕπαρχος τῆς πόλεως), який відповідав за міське господарство, благоустрій, керівний апарат, підтримання внутрішнього порядку і безпеку столиці. За Констанца II епарх Константинополя за своїми функціями і правами вже майже не відрізнявся від префекта Рима і мав владу, яка робила його другою людиною в державі після імператора. Він головував на засіданнях Сенату і розподіляв зерно, мав право арешту, ув'язнення чи вигнання з міста будь-якої особи, яка на його думку, становила загрозу для благополуччя Константинополя (а також він міг обмежити право проживання містянина певним місцем). Епарху підпорядковувалися численні колегії і держустанови, такі як міська поліція, в'язниця (вона знаходилася у підвалі преторія, розташованого перед Форумом Костянтина) і судові установи всіх 14 кварталів, він курирував розслідування всіх кримінальних злочинів, скоєних в місті.

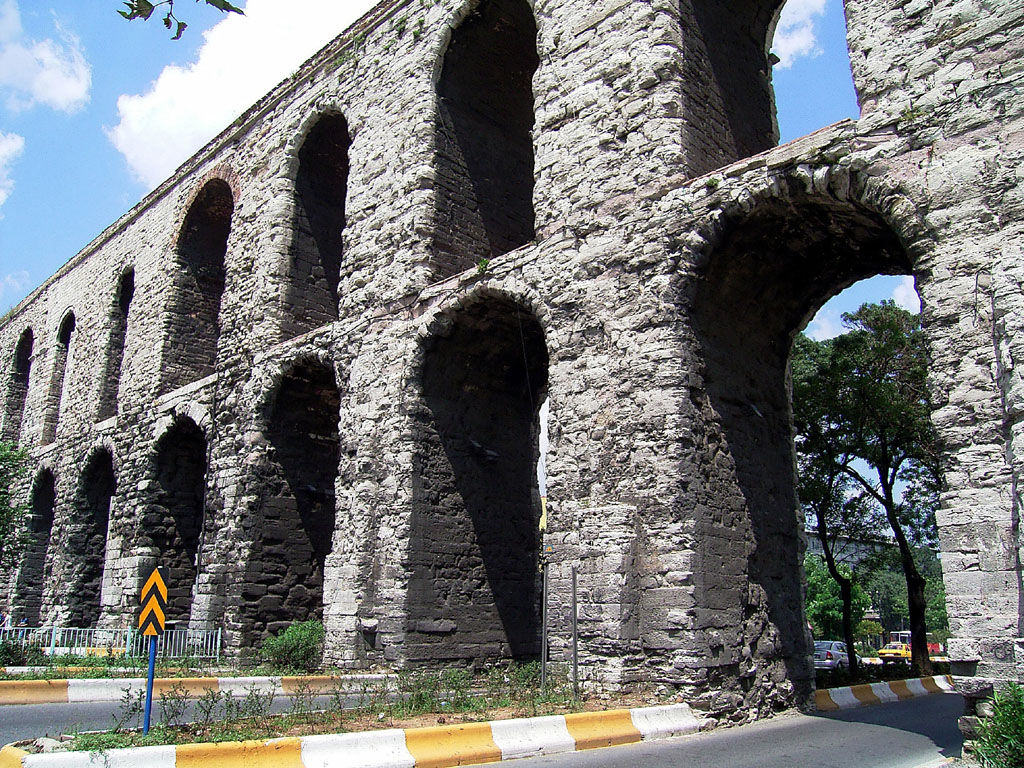
Акведук Валента — важлива частина комунального господарства Константинополя

Від волі константинопольського епарха залежали життя і доля будь-якого містянина, тому на його відомство постійно напосідали численні прохачі і скаржники, які молили про помилування близьких, намагалися отримали замовлення від влади на будівництво чи ремонт міських об'єктів, вимагали розглянути спір між ремісничими корпораціями. Відомство епарха відповідало також за організацію театральних вистав, підготовку міста до релігійних святкувань, парадних імператорських процесій, урочистих зустрічей знатних гостей та іноземних послів. Епарх був однією з ключових фігур різноманітних урочистостей і церемоній при імператорському дворі, обряд його призначення завжди відбувався у палаці у присутності всіх придворних і міської знаті. Потім новий епарх звертався з промовою до представників всіх міських станів і об'єднань, з палацу вирушав до храму Святої Софії, а звідти — у своє відомство. Містяни далеко не однаково ставилися до вибору імператора, і якщо цей вибір припадав на непопулярного вельможу, церемонія призначення епарха нерідко закінчувалася масовими заворушеннями серед демосу. Найпопулярнішим епархом доби становлення Константинополя був Кір, який багато зробив для розвитку і облаштування міста, але його популярність лякала імператора Феодосія Великого, який врешті змістив Кіра з посади і велів постригти у монахи.
Великого розвитку досягло ремісниче виробництво. В Константинополі були розташовані численні імператорські майстерні (ергастерії), які виконували замовлення двору, армії і міської влади. Ремісники були прикріплені до цих майстерень на все життя, причому ця повинність мала спадковий характер. Крім того, значну частину робітників майстерень становили раби. В столиці існувало також багато приватних, міських і церковних майстерень, а також майстерень, що належали аристократам, монастирям і богадільням (останні три категорії власників віддавали перевагу не керувати підприємствами напряму, а здавати їх в оренду). В цих майстернях працювали вільні ремісники, об'єднані в корпорації, діяльність яких суворо регламентувалася спеціальними уставами (вони була зобов'язані сплачували податки і за необхідності нести службу на користь держави). Протягом всього середньовіччя Константинополь був своєрідною «майстернею розкоші» для країн Європи і Сходу. В багатьох містах і майже при всіх дворах були широко відомими шовкові і вовняні тканини, коштовний одяг, шкіряні, керамічні і скляні вироби, ювелірні і церковні прикраси, холодна зброя і військова амуніція (особливо з категорії предметів розкоші), що вироблялися в місті. Купці також були об'єднані у корпорації, і їх діяльність перебувала під наглядом держави (в приватній міжнародній торгівлі домінували сирійські і єгипетські купці). Багато галузей торгівлі були імператорською монополією, і влада широко практикувала віддачу їх на відкуп. Відомство епарха регламентувало чисельність і обов'язки членів корпорацій, їх внутрішню організацію, але особливо пильно чиновники контролювали торгові корпорації, які постачали в Константинополь харчові продукти.

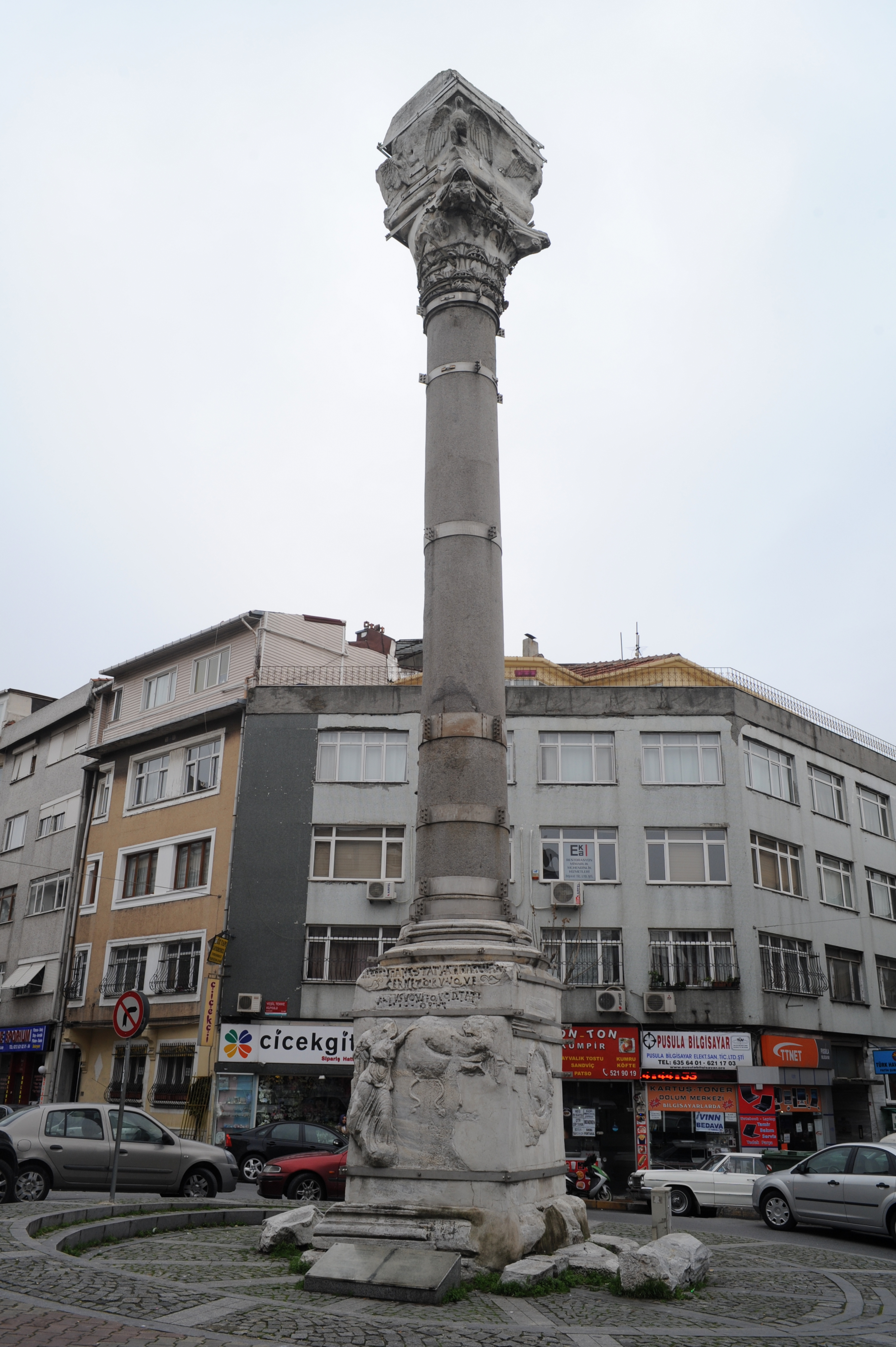
Колона Маркіана, встановлена в середині V століття

Чисельним прошарком населення Константинополя був міський плебс, який включав не тільки найманих робітників і дрібних службовців, а й бідняків, що перебивалися випадковими заробітками, а також різні декласовані елементи: жебраків, проституток, калік і юродивих. Багато з них не мав житла, часто голодував, а заробивши невеликих грошей — напивався у численних дешевих шинках. Влада регулярно улещувала плебс подарунками — з нагоди свят від імені імператора біднякам роздавали гроші, хліб і вино, єпископ Константинополя розподіляв милостиню, іноді плебс отримував можливість подивитися на іподромі вистави фокусників, дресирувальників і акробатів. Однак, попри таку «турботу», плебс мав вкрай нестійкі настрої і легко піддавався на заклики до бунту. Для цього було достатньо найменшої іскри: подорожчання хліба, співчуття до опального вельможі, палкої промови чергового претендента на імператорський престол.
В січні 447 року сильний землетрус зруйнував багато будівель в Константинополі і значно пошкодив фортечні стіни. Близько 16 тисяч осіб за два місяці не тільки відновили старі укріплення, але й побудували зовнішню стіну з рядом веж і насипом, а також поглибили викладений цеглою захисний рів. В результаті з суходолу місто прикривала ешелонована система оборони, посилена 192 вежами. Навесні того ж року до міста з боку Фракії підійшли війська Аттіли, чим викликали паніку і масову втечу містян, але гуни не наважилися на штурм і пішли до Греції. З середини V століття архієпископи Константинополя почали носити титул патріархів. 451 року в Халкідоні, на азійському березі Босфора, під наглядом імператорських чиновників відбувся Четвертий Вселенський собор, що засудив монофізитство і заклав основи віросповідання східного православ'я. 453 року в передмісті Влахерни за межами стін Феодосія була побудована церква Богородиці (її заклала Пульхерія, дружина імператора Маркіана). Через декілька років, на початку правління імператора Льва I, двоє візантійських патриціїв викрали під час паломництва в Палестину ризу Богородиці, яка й була поміщена у Влахернську церкву. Пізніше сюди ж були привезені одяг і частина пояса з розкритої гробниці Богородиці. Про правління Маркіана нагадує також колона його імені, встановлена константинопольським градоначальником в середині V століття (раніше колону увінчувала статуя імператора, а п'єдестал був багато оздоблений барельєфами).
Протягом всього раннього Середньовіччя Константинополь був значним культурним центром, що випереджав у цьому відношенні всі столиці Західної Європи. Жвава торгівля і ремесла, широка освіченість державного апарату з його чисельною бюрократією дозволили зберегти елементи античної культури. Широкі зовнішні зв'язки візантійських купців і дипломатів визначили розвиток в Константинополі географії, астрономії, математики, риторики і лінгвістики. Солідний торговий і грошовий обіг столиці, часті конфлікти навколо угод і спадщини призвели до розроблення цивільного права і розвитку юридичної освіти. Наявність в Константинополі імператорського двору, чисельної світської і духовної знаті, інших заможних замовників і меценатів сприяла розвитку в місті медицини, архітектури, будівельної справи і тісно пов'язаної з нею механіки, а також літератури (особливо поезії і агіографії), музики, театру, художніх ремесел (виготовлення керамічних виробів, мозаїки і емалей) і виробництва фарб (для живопису і фарбування тканин). З середовища придворної бюрократії і високопоставлених священників тієї епохи вийшла плеяда візантійських істориків (наприклад, Пріск, Созомен і Сократ Схоластик). Попри зростаючий вплив духовенства на культуру, в Константинополі збереглась світська освіта, що спиралася своїми традиціями на античність (на відміну від країни Західної Європи, де Церква фактично монополізувала рештки освіченості). Великий вплив на тогочасну науку мала боротьба Церкви з різними єретичними течіями, пережитками «язичництва» і античними традиціями (особливо в філософії і богослов'ї, що яскраво проявилося у знищенні «язичницького» наукового центру в Александрії).

## Лев і його спадкоємці
Після смерті Маркіана на імператорський престол за активного сприяння впливових готських полководців Аспара і Ардабурія був поставлений Лев I Макелла. Новий імператор побудував у лісі за міськими станами, біля цілющого джерела в районі Пігі церкву (пізніше імператор Юстиніан I, що вилікувався водами джерела, спорудив тут розкішний храм і чоловічий монастир Живоносного джерела, а його наступники неодноразово розширювали і оздоблювали високошановану обитель). 463 року неподалік від берега Мармурового моря патрицій Студіон побудував церкву, що стала основною Студійського монастиря, одного з перших монастирів міста, який поклав початок чисельному і впливовому константинопольському чернецтву. Невдовзі в монастирі оселилися монахи-акіміти, послідовники Олександра Константинопольського, — орден, який відігравав найважливішу роль у протистоянні з монофізитством. 471 року в імператорському палаці за наказом Льва I, який прагнув позбутися чужого впливу, були жорстоко вбиті його колишні покровителі — Аспар і його син Ардабурій (щоб помститися один з командирів Аспара вчинив напад на палац, проте атака була відбита вірними імператору загонами).

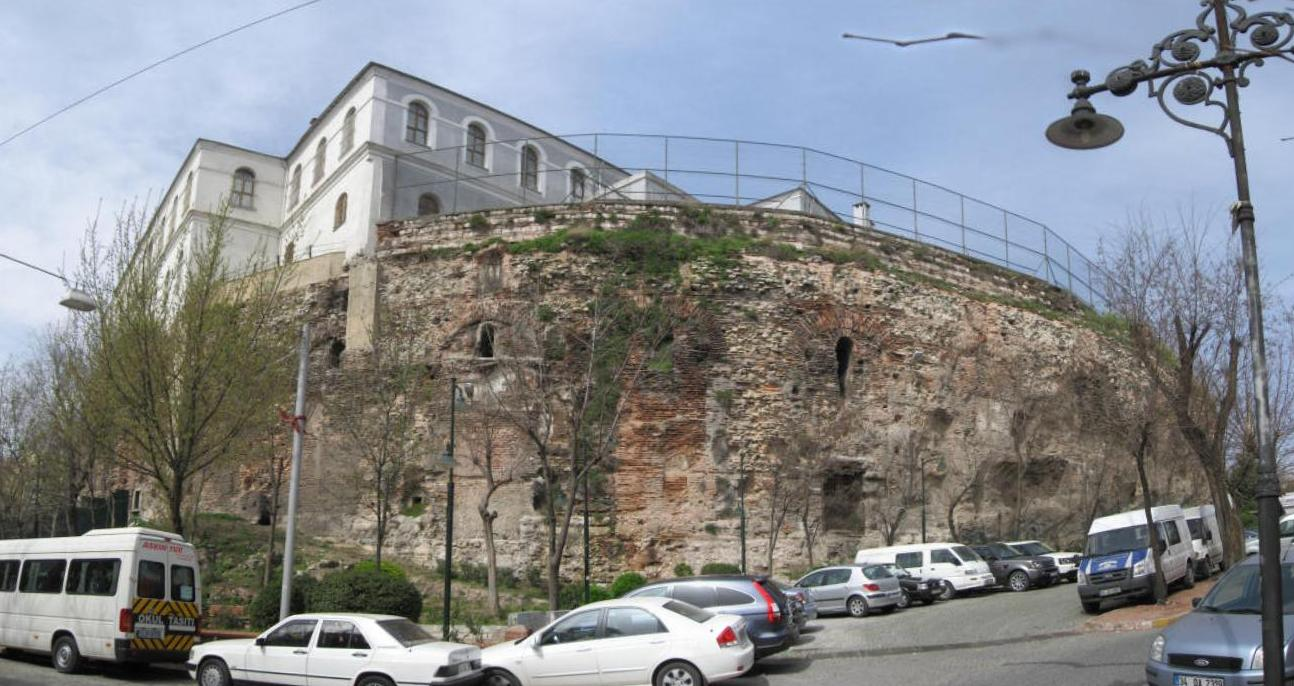
Сфендон — вціліла частина іподрому (фрагмент південної стіни, що оточувала трибуни)

У 476 році варварський воєначальник Одоакр позбавив влади останнього імператора Західної Римської імперії Ромула Августина, відправивши знаки імператорського титулу в Константинополь. До кінця V століття населення столиці і найближчих передмість сягнуло 700 тис. осіб (за іншими даними, на початку VI століть воно становило близько 500 тис. осіб). За словами історика Зосіма, що жив у той час, Константинополь був багатолюдним і тісним містом. Іноземні купці і чисельні паломники, що приїздили до нього, відзначали у своїх нотатках і спогадах широкі центральні вулиці з критими галереями, просторі площі, оздоблені колонами і статуями, величний імператорський палац і резиденції заможних вельмож, християнські храми, тріумфальні арки і великий іподром. Головна вулиця — Меса («Середня») — простягалась з заходу на схід, від Золотих воріт через Форуми Аркадія, Воловий, Феодосія (Бичачий) і Костянтина до площі Августейон, в центрі якої здіймалася статуя Олени Рівноапостольної чи Августи. Меса і вулиці, які вона перетинала, були справжнім осереддям столичної торгівлі. Від площі Августейон до Форуму Костянтина тягнулися ряди крамниць, де йшла жвава торгівля дорогим тканинами, одягом, дорогоцінностями і пахощами. На інших площах торгували худобою, м'ясом, рибою, зерном, хлібом, вином, олією, сухофруктами, шовком-сирцем, милом і воском.
Крім того, на вимощеній кам'яними плитами вулиці Меса і на прилеглих до неї кварталах знаходились найважливіші державні, релігійні і громадські будівлі (з обох сторін Меси тягнулися будинки з двоповерховими тінистими портиками і колонадами), саме Месою слідували імператорський кортеж і церковні процесії. Більшість інших вулиць центральної частини Константинополя мали не більше 5 м у ширину і були забудовані одно-триповерховими будинками вельмож і купців, оздобленими одноповерховими портиками, які часто використовувались як торгові приміщення. Чим далі від центру, тим вулиці ставали неохайнішими, на околицях вони зазвичай не були вимощені камінням і не обладнані водостоками. Тут, в багатоповерхових прибуткових будинках, що іноді сягали й дев'яти поверхів, мешкали ремісники, дрібні крамарі, моряки, рибаки, вантажники та інший робочий люд (якщо в Римі V століття нараховувалось майже 1,8 тис. окремих будинків, то в Константинополі — майже 4,4 тис., що свідчить про чисельність середнього класу).

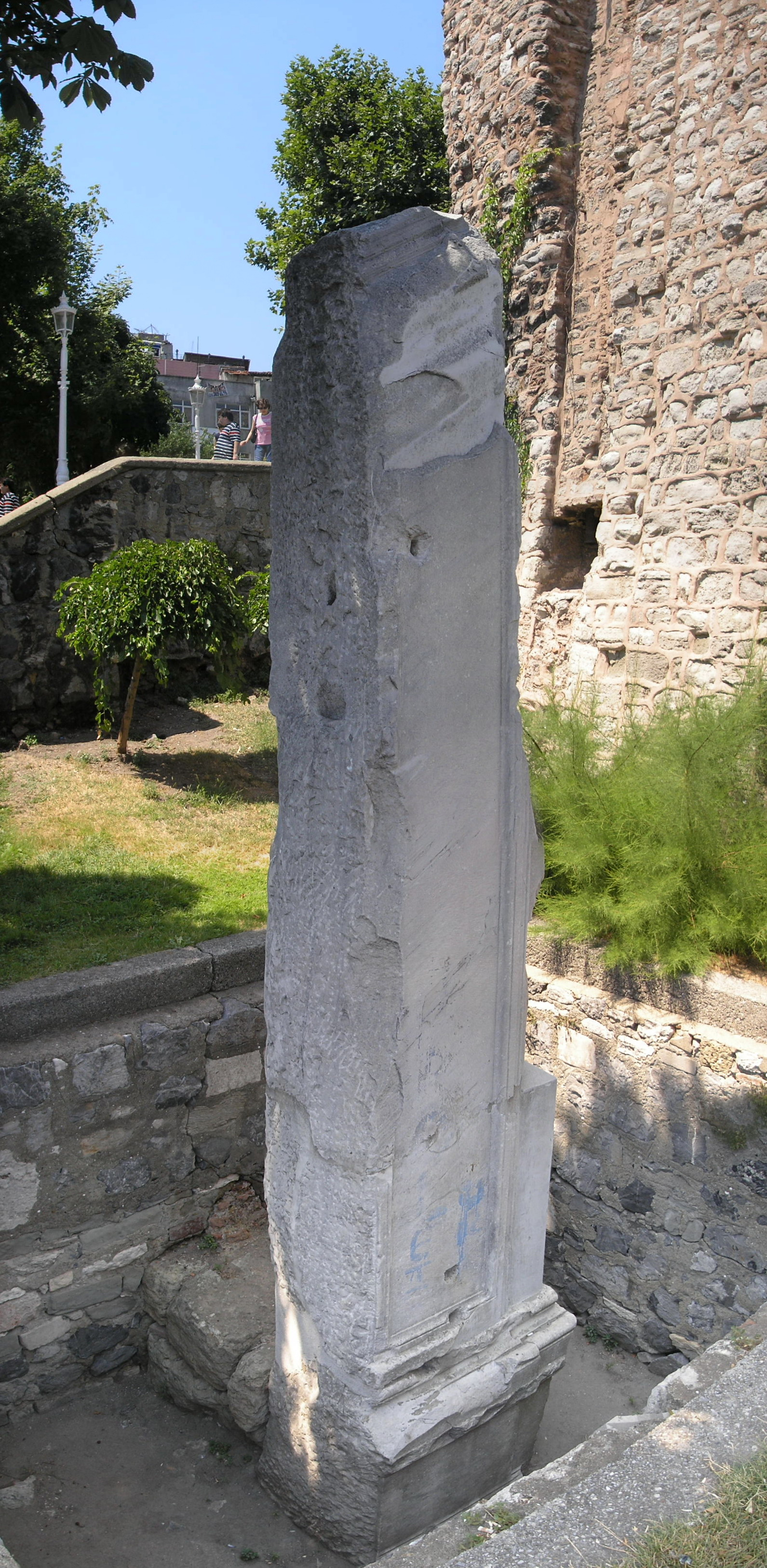
Стовп, що зберігся від тетрапілона Мілій

До площі Августейон прилягала більшість найвизначніших пам'яток Константинополя — ворота Халкі (Халка), що слугували парадним входом до імператорського палацу, будівлі сенату і імператорської бібліотеки, розкішні палаци знаті, терми Зевскіппа (куди звозились найцінніші твори мистецтва зі всієї Римської імперії), храм Святої Софії і резиденція патріарха, іподром і Мілій (чи Міліарій). Вимощений мармуровими плитами круглий Форум Костянтина був багато оздоблений колонами (в центрі височіла знаменита колона Костянтина Великого), портиками і тріумфальними арками. Поруч знаходились великий ринок булочників і провулок «Долина сліз», в якому торгували рабами. Квадратний Бичачий форум (чи площа Бика) був прикрашений тріумфальною аркою і базилікою Феодосія. Від нього Меса розходилася у два боки — головна магістраль йшла на захід, до Золотих воріт, і далі переходила в римську Егнатієву дорогу; інша частина Меси йшла на північний захід до Адріанопольських (чи Харисійських) воріт. В центрі Волового форуму стояла привезена з Пергама величезна бронзова фігура бика, утроба якого слугувала піччю, в якій спалювали засуджених до такої тяжкої смерті злочинців.
До початку VI століття торговий шлях через чорноморські протоки і митні збори з кораблів знову стали одним з головних джерел добробуту міста. Поруч з гаванями, які існували ще з часів античного Візантія на березі Золотого Рогу (Просфоріон і Неоріон), були облаштовані нові великі гавані на березі Мармурового моря (Феодосія і Юліана). До цих гаваней припливали судна зі спеціями, пахощами, слоновою кісткою і дорогоцінним камінням з Індії та Цейлону, шовком і порцеляною з Китаю, килимами, тканинами і перлами з Персії, зерном, бавовною, скляними виробами і папірусом з Єгипту, хутром, медом, воском, золотом та ікрою з Причорномор'я, рабами і паломниками з Криму, Балкан і Північної Африки (регулярне морське сполучення з'єднувало Константинополь з Антіохією, Александрією, Ефесом, Смірною, Родосом, Патрами, Фівами, Коринфом, Фессалоніками і Херсонесом, а також з деякими іншими портами Італії, Галлії, Іспанії і Північної Африки).
У 512 році для захисту від нападів слов'ян була побудована лінія укріплень від Селімбрії на Мармуровому морі до Дерконта на Чорному морі, що отримала назву «Довга стіна» чи стіна Анастасія (історик Євагрій Схоластик називав її «стягом безсилля і пам'ятником боягузтву»). Довжина стіни становила близько 50 км, і вона була покликана захистити від ворожих набігів заможні рільничі господарства у західних передмістях Константинополя, які забезпечували столицю продуктами. У тому ж 512 році в Константинополі відбулося повстання проти релігійної політики Анастасія, який відкрито підтримував монофізитство. Натовп розграбував будинки найближчих сподвижників імператора і хотів посадити на трон консула Ареобінда, але той відмовився від можливості узурпувати владу і втік зі столиці. 514 року до стін Константинополя підійшла армія бунтівного полководця Віталіяна, проте він так і не наважився на штурм й задовольнився умовами перемир'я та щедрими відкупними від Анастасія. Невдовзі війська і флот Віталіяна знову підійшли до візантійської столиці, і знову імператор був вимушений погодитися з умовами бунтівників. 516 року Віталіян розпочав третій похід на Константинополь, але цього разу завдяки вмілим діям полководців Юстина і Марина Сирійця бунтівникам було завдано нищівної поразки. В період правління імператора Анастасія були проведені грошова і податкова реформи (він скасував хрисаргір, чим заслужив популярність у столичних торговців і ремісників). За правління династії Левів в Константинополі працювали видатні історики Малх Філадельфійський і Зосім.
На верхівці соціальної піраміди населення Константинополя стояли імператор, його найближче оточення і вища аристократія (патріарх Константинопольський, сенатори, в тому числі ілюстрії, карісіми і спектабілі, патрікії і консули, а також префекти преторія, префект Константинополя, військові магістри, магістр офіцій, препозит священної спочивальні, квестор священного палацу, коміти священних щедрот). Серед сенаторської аристократії були впливові родичі правлячого імператора і провінційні династії заможних землевласників, вихідці з яких змогли закріпитися при дворі імператора. Прикладом таких династій можуть слугувати сім'ї Апіонів і Лаксаріонів з Єгипту. Сенаторами ставали також полководці, чиновники, юристи і дипломати (в тому числі й вихідці з числа варварів, тобто гунів, герулів, гепідів, скіфів та інших племен), які проявили себе. Вкрай мало серед сенаторів було нащадків старої римської аристократії, що в IV–V століттях переселилася до Константинополя. Нерідко сенатори упадали в немилість, і їх майно вилучалося на користь імператора.
Слідом йшли вищі чини армії (коміт екскувіторів, доместики і стратілати) і духовенства (єпископи, настоятелі монастирів і соборів), інші чиновники імператорського двору і міської адміністрації, професори університету і голови приватних шкіл, відомі лікарі, юристи (особливо придворні, що входили до імператорської ради і служили в імператорській канцелярії), архітектори, філософи та інші вчені, заможні купці-оптовики, власники великих майстерень, аргіропрати, судовласники (навікулярії) і голови торгово-ремісничих корпорацій. За ними розташовувалися рядові юристи, лікарі, інженери, ритори, вчителі початкових шкіл, висококваліфіковані майстри і дрібні торговці, рядові священнослужителі і обслуговчий персонал кліру (ченці, диякони, іподиякони, читці, співаки, воротарі, хартофілакси, скевофілакси, церковні економи, нотаріуси і екдики), а також представники творчих професій (артисти театрів, художники і скульптори). На дрібних ремісників і крамарів лягав основний тягар виплат податків, орендної плати, процентів по позиках, а також тягар виконання різноманітних державних повинностей. У самому низу соціальної драбини знаходилися міська біднота, розорені селяни, жебраки, чисельні державні, церковні і приватні раби. З бідноти походила основна маса поденників, які широко використовувалися в майстернях, крамницях, садах, на будівництвах, в порту і на верфях. Раби працювали переважно в майстернях, крамницях і як домашня прислуга (особливо при імператорському дворі і домах знаті).

## Юстиніан і його спадкоємці

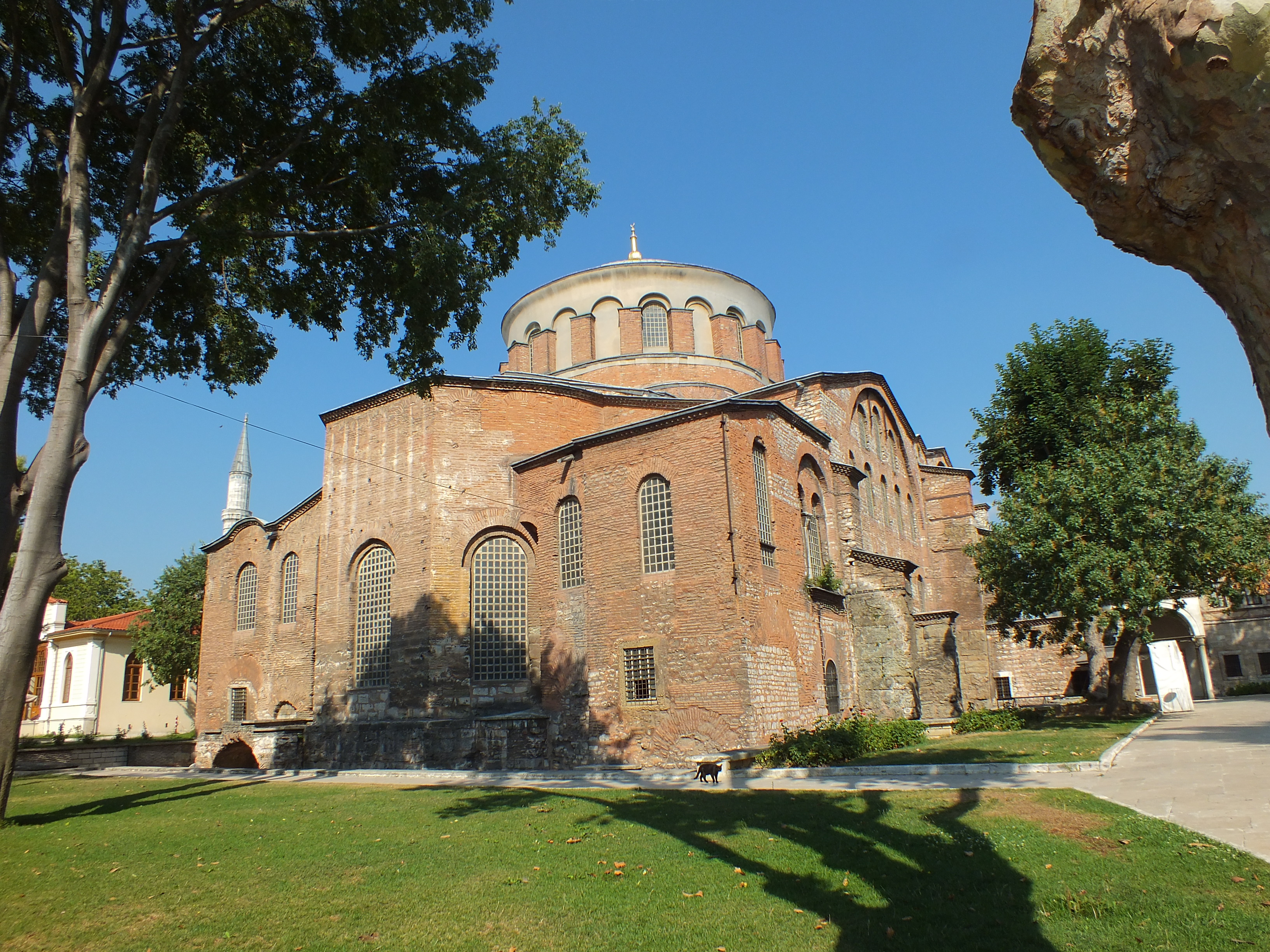
Церква Святої Ірини, відбудована після повстання «Ніка»

У 527 році на імператорський престол зійшов племінник Юстина I Старшого, уродженець Македонії Юстиніан I. Під той час особливої ваги в столиці набули діми — масові «спортивні» (чи «циркові») партії, які спочатку виникли під час змагань на іподромі, а потім поступово перетворилися на політичні організації містян, що відстоювали інтереси різних станів і прошарків суспільства. Іподром відігравав велику роль в політичному житті міста та імперії, народ користувався ним як місцем зборів, де можна висловити своє невдоволення діями влади. В Константинополі існували чотири головних діми — венети («голубі»), парсини («зелені»), левки («білі») і русії («червоні»), названі так за кольорами одягу візників колісниць. Найвпливовішими серед них були венети і парсини, які мали виборних керівників — дімархів і дімократів, свою скарбницю, нерухомість і озброєні загони міської молоді, які чинили тиск на імператорську владу. Венетів очолювали великі землевласники і сенатори з числа аристократів (вони виступали за зміцнення рабовласницьких відносин, мали великі інтереси в західній частині імперії і тісні зв'язки з духовенством), парсинів — заможні торговці, відкупники і лихварі (які мали тісні зв'язки зі східними провінціями імперії і симпатизували монофізитам), але рядовим членами обох партій були вихідці з середніх і нижчих прошарків Константинополя. Правлячі верхівки дімів боролися між собою за владу, доходи і вплив при імператорському дворі. Маса рядових дімитів нерідко брала участь в міських заворушеннях, викликаних високими податками і утисками влади, але керівникам дімів до якогось часу вдавалося утримувати невдоволення натовпу.
В січні 532 року в Константинополі почались заворушення, які увійшли в історію під назвою повстання «Ніка», тобто «Перемагай». Такий лозунг обрала собі міська біднота, невдоволена поборами чиновників і релігійними утисками завзятого християнина Юстиніана. Ядром повстанців стали венети і парсини, до яких долучилися незадоволені імператором сенатори. 11 січня на іподромі, як завжди, проходили кінні змагання, але обстановка на трибунах була розпалена до краю. Керманичі парсинів гнівно обрушилися на ненависного начальника палацової гвардії Калоподія, а потім через імператорського оповісника розпочався діалог між керівником парсинів і Юстиніаном. Під галасування натовпу, що заполонила іподром, парсини висунули низку звинувачень проти чиновників імператора, а потім дійшли до відкритих нападок і образ самого Юстиніана. Після того як «зелені» демонстративно залишили іподром, Юстиніан наказав заарештувати не тільки вождів парсинів, але й декотрих вождів їх довічних супротивників — венетів.
13 січня парсини і венети на іподромі звернулися до імператора з проханням помилувати засуджених на смерть керівників дімів і, не отримавши відповіді, здійняли в Константинополі бунт проти Юстиніана. Натовпи повстанців звільняли в'язнів, громили будинки знаті й архіви, де зберігалися податкові списки і боргові документи, підпалювали урядові будівлі і християнські храми. У вогні численних пожеж загинули будівля сенату, частина будівель на площі Августейон, більшість будівель на вулиці Меса до форуму Костянтина, церкви Святої Софії і Святої Ірини, терми Завксіппа і частина імператорського палацу. Юстиніан пішов на поступки, усунувши з посад низку сановників (в тому числі Іоанна Каппадокійського і Трибоніана), але коли повстанці почали вимагати скинення самого імператора, він кинув про тих загони найманців (готів і герулів). Вуличні бої принесли успіх повстанцям, і навіть спроба імператора укласти перемир'я з дімотами закінчилася тим, що натовп знову закидав Юстиніана і Феодору прокляттями і образами. Імператор був вимушений тікати з іподрому і готуватися залишити Константинополь, але Феодора на засідання імператорської ради умовила його продовжити боротьбу. Багато в чому долю Юстиніана вирішив його вірний полководець Нарсес, який зумів підкупити частину венетів і переманити на бік імператора впливових сенаторів.

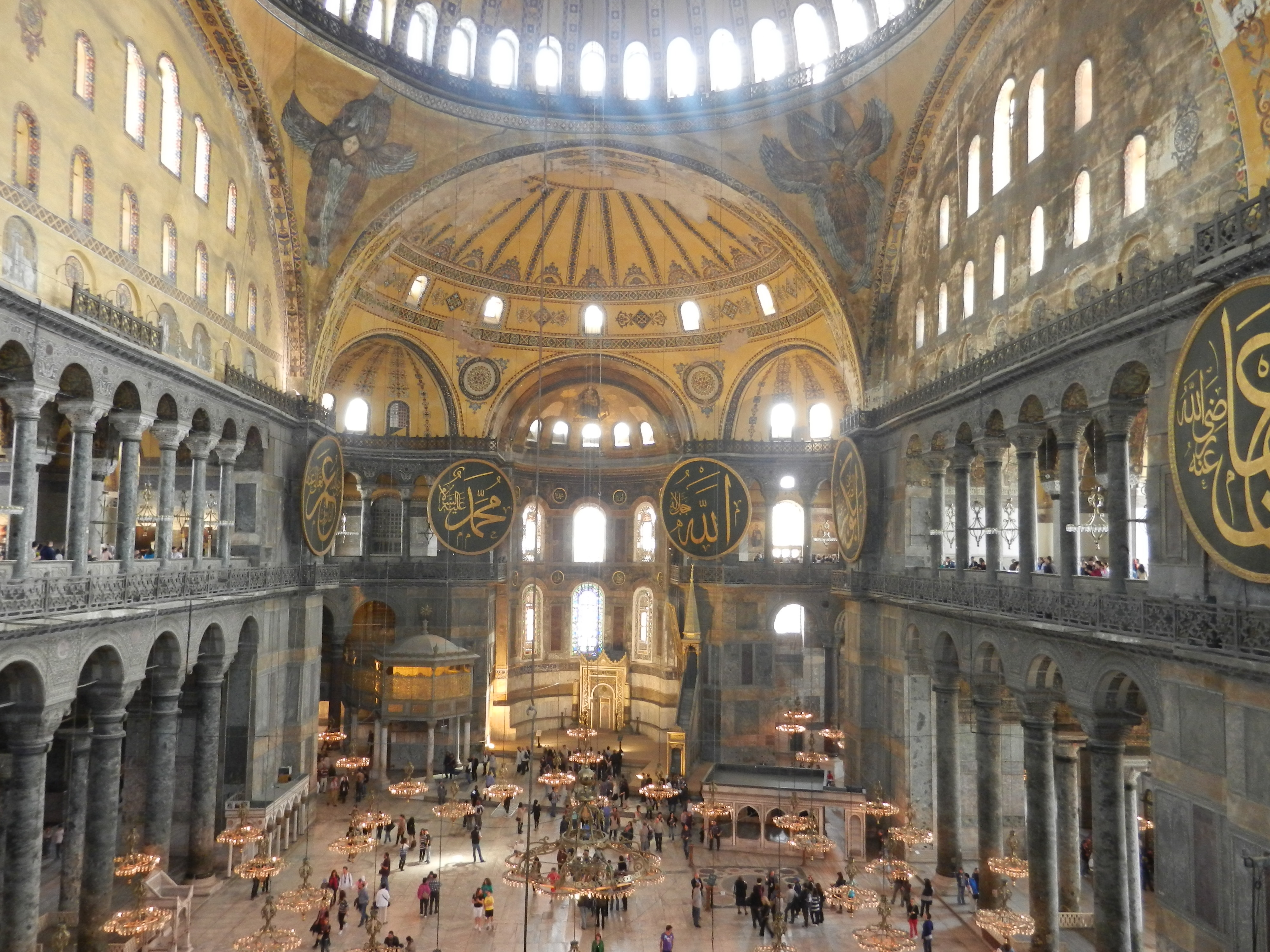
Інтер'єр собору Святої Софії

18 січня загони вірменських і герульських найманців під командуванням полководців Велізарія, Мунда, Іоанна Вірменина і Нарсеса з кількох боків зненацька атакували іподром, де зібралися повстанці. Під час кривавої різанини, вчиненої військами, було вбито близько 35 тис. осіб. Тривалий час після придушення повстання Юстиніан забороняв проводити на іподромі які-небудь змагання, вони поновилися тільки за п'ять років. Побоюючись нових бунтів, Юстиніан наказав побудувати в палаці на випадок облоги хлібні сховища, а поруч — добудувати розпочате ще за імператора Костянтина Великого велике підземне водосховище, яке отримало назву цистерна Базиліка (раніше, у 528 році біля іподрому була побудована інша підземна цистерна — Філоксена). Але головним проєктом імператора, який прагнув увічнити своє ім'я і славу Константинополя, стало будівництво нового кафедрального собору Святої Софії, який за своїми розмірами і пишністю мав затьмарити все, що було побудоване в столиці раніше. Згідно з легендою, поступитися своїми ділянками землі під майбутній собор Юстиніан особисто просив у їх власників, план собору був вказаний імператору уві сні ангелом, а деякі суперечки між Юстиніаном і архітекторами також вирішувалися за допомогою втручання небесних сил. Закладення фундаменту почалося вранці 23 лютого 532 року, на сороковий день після величезної пожежі, яка знищила попередню церкву. Для спорудження храму до Константинополя були запрошені архітектори Анфемій з Тралл і Ісидор з Мілета, на будівництві було задіяно близько 10 тис. майстрів і чорноробів. Юстиніан майже кожен день особисто спостерігав за перебігом робіт, приїжджаючи на будівництво по-обіді. 534 року був виданий Corpus iuris civilis, який регламентував всі сторони життя константинопольського суспільства.
Будівництво собору тривало близько шести років і споживало величезні ресурси, рівні майже всім доходам Візантійської імперії. Наприклад, тільки на амвон і хори був витрачений річний дохід, що потрапив до скарбниці з такої заможної провінції, як Єгипет. До Константинополя з усіх кутків імперії звозилися коштовні будівельні матеріали (мармур, граніт і порфір), а також вцілілі фрагменти античних будівель — мармурові колони з Рима, Афін і Ефеса, білосніжний мармур з Проконезу, світло-зелений мармур з Каристоса, біло-червоний мармур з Ясоса, рожевий з прожилками мармур з Фригії. У певний момент Юстиніан навіть забажав весь собор вимостити золотими плитками, але його змогли відмовити від цієї марнотратної ідеї. Коли імператор увійшов до храму у день його освячення (27 січня 537 року), він викликнув: «Слава Усевишньому, що обрав мене для звершення цієї великої справи! Я перевершив тебе, Соломон!» Свята з нагоди освячення собору тривали 15 днів, на вулицях населенню від імені Юстиніана роздавали монети і хліб. За царювання Юстиніана були також побудовані церкви Святої Ірини і Святих Апостолів (549), побудовані церква Святого Полієвкта (527), церква Святих Сергія і Вакха (536) і унікальний акведук, що доставляв у Константинополь воду з річки Кідаріс (його чотири двоповерхові арки заввишки 36 м були перекинуті через потік завширшки 140 м). Поблизу собору Святої Софії була встановлена величезна колона, яку увінчувала бронзова кінна статуя Юстиніана.

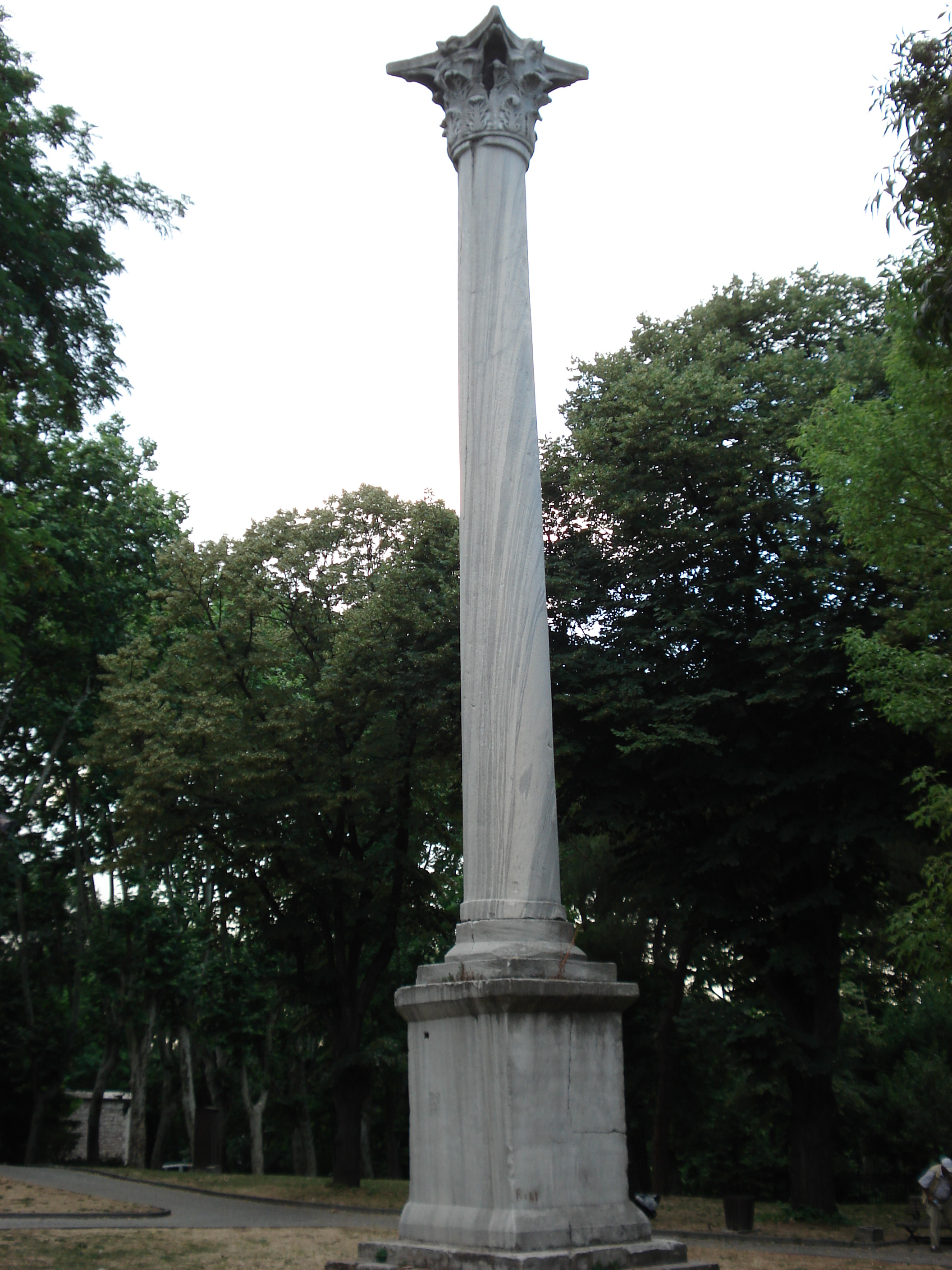
Гранітна Колона готів, в античну епоху увінчана статуєю легендарного Візанта

В першій половині VI століття велике значення в ремісничому секторі мали державні майстерні з виробництва тканин з льону, бавовни і шовку, фарбувальні і швейні майстерні, майстерні з виробництва предметів розкоші (особливо коштовностей) і зброї, карбування монет, хлібопекарні, які використовували єгипетське зерно, судноверфі, веслові майстерні і артілі ловців пурпурових мушель. Частина ремесел була заборонена приватним особам і входила до сфери інтересів імператорських монополій. Потрапити до числа членів державних корпорацій (цехів) було непросто; крім наявності необхідного віку і навичок, необхідно було походити з родини члена корпорації. В місті було також декілька тисяч майстерень вільних ремісників, об'єднаних в свої торгово-ремісничі корпорації (майже 1,7 майстерень і крамниць були звільнені від державних податків, натомість вони фінансували потреби собору Святої Софії і забезпечували пожежну охорону Константинополя). Серед приватних підприємств виділялися кузні, ткацькі, гончарні, шкіряні, взуттєві, хутряні та ювелірні майстерні, майстерні з виробництва ножів, сільськогосподарського інвентарю, свічок і мила, а також артілі каменярів, теслярів, малярів, землекопів, каменерізів і садівників. Більшість майстерень і крамниць одного профілю утворювали спеціалізовані квартали, наприклад, аргіропрати облаштувалися на Месі. Чимала частина робітників Константинополя була зайнята в обслуговуванні проастрій — земельних володінь, що являли собою маєтки імператора, аристократів, монастирів і церков з великим підсобним господарством.
На період правління Юстиніана припало відновлення зруйнованих в епоху великого переселення народів торговельних зв'язків з Причорномор'ям і перетворення Константинополя на важливий центр транзитної торгівлі. Візантія домоглася необмеженого панування в протоках і басейні Чорного моря, що дозволило Юстиніану стягувати високі мита з усіх суден, що проходили повз столицю. Торгівля перебувала під пильним контролем імператорських чиновників, які ретельно оглядали судна і сухопутні каравани, що прибували до міста, визначали розмір мита, встановлювали допустимі строки перебування приїжджих купців у Константинополі і контролювали наявність майна і товарів в момент їх від'їзду. Бажаючи збільшити торговельну роль столиці, візантійська влада забороняла транзит через протоки цілого ряду товарів (у тому числі зерна, вина, оливкової олії і деяких сортів шовкових тканин), змушуючи іноземних купців здійснювати закупівлі в самому Константинополі. Ці обмеження, з одного боку, сприяли процвітанню торгових корпорацій столиці, а з іншого — стимулювали утворення в місті кварталів іноземних купців. На рейдах константинопольських гаваней стояли судна з Єгипту, Ханаану, Криму, Італії та Іспанії, на заїжджі двори стікалися каравани з Месопотамії, Персії, Аравії, Кавказу та Індії.
Роздрібна торгівля була зосереджена в крамницях і портиках вздовж Меси (від Мілія до Форуму Костянтина) і Артополія. Існували спеціальні ринки, наприклад, для імпортних товарів (у гавані Юліана) і ринок худоби. Жвава торгівля велася в гавані Ієронім на азійському березі Босфору, де Юстиніан наказав облаштувати постійну митницю. Торгові агенти імператора та інших впливових осіб, а також купці-оптовики і різні посередники, скуповували тут привезені товари і на своїх судах перевозили їх до Константинополя. У місті було безліч крамниць, в яких торгували дорогими тканинами і готовим одягом, ювелірними прикрасами і дорогоцінним камінням, воском, свічками, милом і пахощами, вином, оливковою олією, прянощами і спеціями, м'ясом, рибою, овочами і фруктами. Поруч з торговцями складався прошарок чиновників, які оформляли угоди, міняйл і лихварів, які брали гроші під відсотки, а також золото і срібло на зберігання, сплачували заставу, оцінювали майно, виступали посередниками при здійсненні операцій або гарантами при сплаті боргу, позичали гроші під відсотки або заставу, розпродавали майно з торгів (у тому числі майно конфісковане, померлих без заповіту або людей, що розорилися) і навіть пробірували монети. Активну участь у фінансових операціях брали сенатори, інші аристократи або їх довірені особи.
До кінця правління імператора Юстиніана Візантійська імперія досягла максимального розквіту, включивши до свого складу велику частину Північної Африки і Італії, частину Іспанії та Вірменії, Далмацію, а також територію колишнього Боспорського царства. Контролюючи такі заможні області, як Балкани, Мала Азія, острови Егейського моря, Сирія, Палестина і Єгипет, Візантія грала першорядну роль в міжнародних відносинах доби раннього Середньовіччя, а Константинополь був тим центром, куди стікалися зібрані податки і військова здобич величезної держави. В столиці осідали слов'яни і фракійці, араби і євреї, вірмени і копти, готи та інші варвари, вихідці з Італії та Іспанії, більшість з яких переходила на грецьку мову, наверталася у православ'я і швидко засвоювала візантійські традиції. Юстиніан затвердив необмежену владу імператорів, надав Церкві значні привілеї і гарантував права приватної власності, саме за нього відбувся перехід від римських традицій до візантійського стилю правління. Цей період процвітання затьмарила так звана «Чума Юстиніана» 541–542 років, занесена до Константинополя на суднах із зерном з Єгипту (за різними оцінками, на піку пандемія вбивала від 5 до 10 тис. містян на день і таким чином знищила від 40 до 50% населення столиці). 553 року з ініціативи Юстиніана в столиці пройшов Другий Константинопольський собор, який повторно засудив несторіанство як єресь. У 557 і 558 роках Константинополь постраждав від потужних землетрусів, багато споруд міста, в тому числі собор Святої Софії і монастир Святого Михайла зі стародавньою церквою Хора (церквою Христа Спасителя «в селі» або «в полях»), зазнали значних пошкоджень.

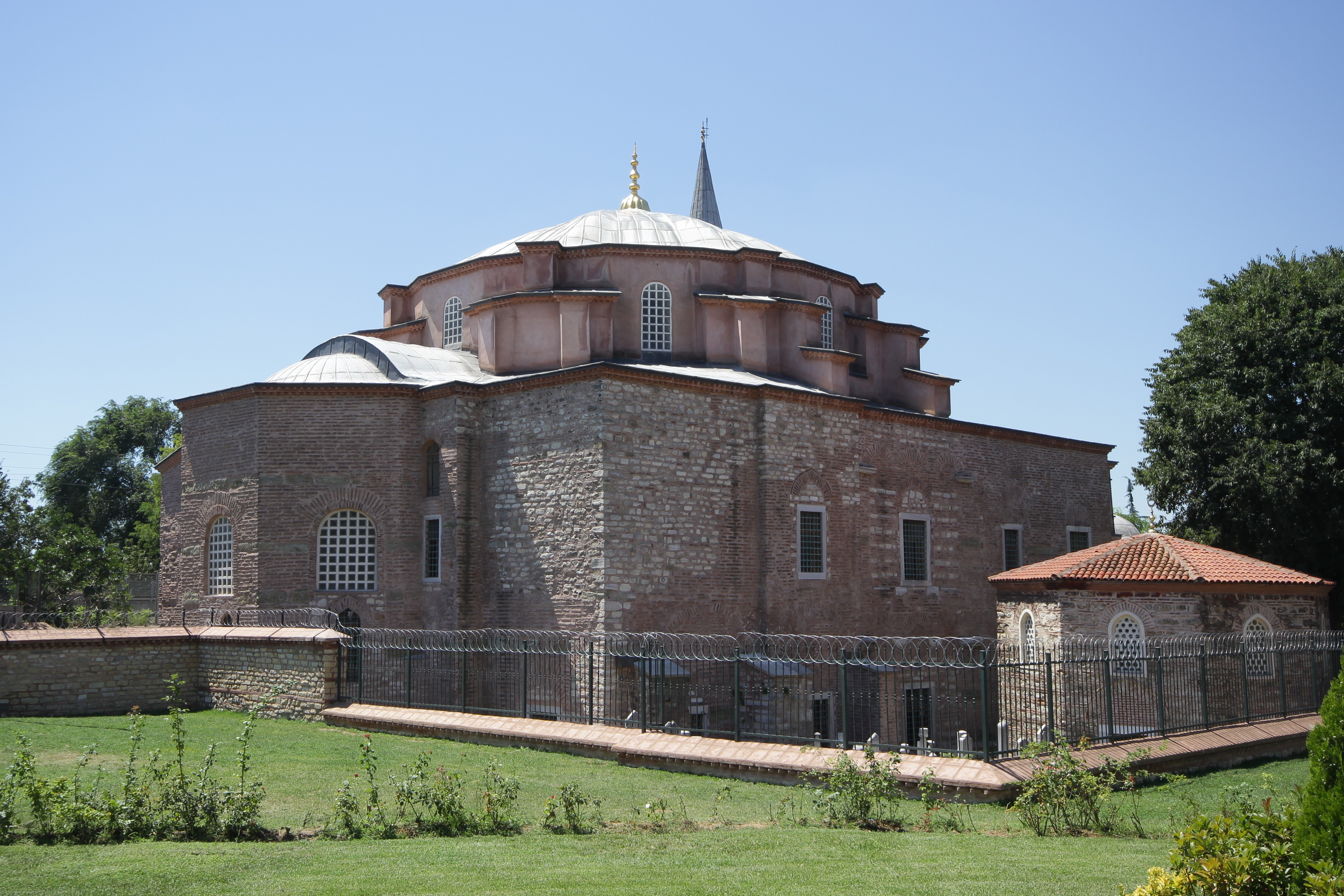
Церква Святих Сергія і Вакха

У VI столітті в Константинополі, що переживав за правління династії Юстиніана бурхливий культурний і науковий підйом, жили і працювали філософи Стефан Візантійський і Іоанн Філопон, богослов Іоанн Ефеський, архітектори-математики Анфімій з Тралл і Ісидор Мілетський, історики Прокопій Кесарійський, Агафій Мірінейський (був також відомим поетом), Іоанн Малала, Ісихій Мілетський, Петро Патрикій, Меандр Протектор і Іоанн Лід, географ Козьма Індикоплов, поет Павло Силенциарій. Наприкінці VI — на початку VII століття у багатьох районах Візантійської імперії спалахували повстання рабів, напівзалежних і розорених селян, племен і послідовників єресей, солдатів і воєначальників різних рангів, нерідко підхоплені міською біднотою Константинополя (у столиці, де серйозні виступи відбувалися в 588, 601 і 602 роках, ситуація ускладнювалася традиційної активністю дімів). Імператор Маврикій врахував сумний досвід Юстиніана і задобрив керівників дімів, доручивши збройним загонам прасинів і венетів, що налічували близько 2,5 тис. осіб, охорону міських стін. Але через нестачу зерна заворушення не вщухали і вилилися у відкритий напад натовпу на імператора під час хресної ходи. Під градом каміння Маврикій зі своїм сином та свитою був змушений сховатися за стінами Влахернського палацу, а дімоти залишили свої пости на стінах і приєдналися до бунтівників. Коли в 602 році на столицю рушили повсталі проти імператора частини візантійської армії, що стояли на Дунаї, саме бунтівний міський плебс і раби допомогли їм захопити Константинополь. Маврикій втік на невеликому судні, але незабаром був спійманий і страчений у Халкідоні (причому спочатку на його очах зітнули голови всім його дітям).
На престол був зведений воєначальник й один з повстанців — сотник Фока, проти якого виступила все ще впливова на той період рабовласницька знать, сенатська аристократія, великі землевласники, частина провінційних і столичних чиновників, що спричинило відкриту громадянську війну між прибічниками і противниками нового імператора. 603 року столичні заворушення завершилися грандіозною пожежею, під час якої згоріло багато будівель центральної частини Константинополя. У 607 і 609 роках влада жорстоко придушила виступи проти Фоки парсинів, багатьох бунтівників обезголовили або втопили, але репресії лише погіршували становище узурпатора. Тим часом перси під орудою сасанідського шахіншаха Хосрова II Парвіза легко відтісняли деморалізовану візантійську армію, грабували Малу Азію і доходили до Халкідона.
У період правління династії Юстиніана в Константинополі почала складатися впливова вірменська діаспора, яка потім зіграла величезну роль в житті Візантійської імперії. При імператорському дворі вірмени займали пости полководців і радників, дипломатів і скарбничих. 571 року після невдалого повстання проти персів до Константинополя втекло безліч представників вірменської знаті, включаючи князя Вардана Маміконяна, католікоса усіх вірмен та кількох єпископів. У цей же період на візантійський трон зійшов перший імператор вірменського походження — Маврикій. Однак не всі вірмени опинялися в західній Візантії за власною волею, Тиберій II і Маврикій практикували і насильницьку депортацію населення з Вірменії у Фракію, внаслідок чого частина вірмен перебиралася до столиці вже із західних областей імперії.
З моменту виникнення Константинополя тут існували численні готелі, заїжджі двори і притулки для паломників, які приймали як гостей міста, так і пілігримів, які йшли з Європи до Єрусалиму (пандохейони і мітати робили це на комерційній основі, а ксенодохії були благодійними установами, які давали пристанище незаможним). За правління Юстиніана і його спадкоємців ксенодохії стали перетворюватися на лікувальні заклади, в яких надавалася медична допомога біднякам. Багато ксенодохіїв мали в місті і передмістях земельні наділи (проастії) з майстернями, садами і городами, які здавали в довгострокову оренду (емфітевзис), а отримані доходи скеровували на утримання будівель і лікарів. Потім за фінансової підтримки імператорів, заможних містян і монастирів ксенодохії як богадільні з медичним ухилом стали в Константинополі поширеним явищем. На азійському березі Босфору розташовувався лепрозорій Аргіроній, що перебував у віданні Церкви. У місті було чимало лікарів, які отримували платню від держави (серед них виділялася привілейована група придворних лікарів) або жили суто на ті кошти, які отримували від хворих.

## Іраклій та його спадкоємці
Громадянська війна закінчилася приходом до влади Іраклія I, війська якого увійшли до Константинополя 3 жовтня 610 року. Фока і його наближені були страчені, а їх трупи спалили на Бичачому форумі. Іраклій був ставлеником нової феодальної знаті, яка досягла компромісної угоди зі старою рабовласницької аристократією, але положення Візантії на міжнародній арені було не таким райдужним: зі сходу імперії загрожували Сасаніди, з заходу — Аварський каганат. 617 року перські війська дійшли до Халкідона і реально загрожували Константинополю, після чого ще раз здійснили спустошливі набіги на візантійські землі в Малій Азії, дійшовши до берегів Босфору. 619 року війська Сасанідів захопили Єгипет і припинили поставки зерна до Константинополя, змусивши імператора вперше скасувати безкоштовну роздачу хліба. 620 року Іраклій уклав мир з аварами, погодившись сплачувати грізному сусіду величезну данину, і здійснив низку успішних походів проти персів. Вибравши час, коли війська імператора були у черговому східному поході, перська армія під командуванням Фаррухана Шахрвараза взимку 625 року захопила Халкідон і спустошила прилеглі до нього райони вздовж азійського берега Босфору.
Влітку 626 року з заходу до Константинополя рушила 300-тисячна армія Аварського каганату, в складі якої було чимало загонів підкорених слов'янських племен. Війська кагана взяли штурмом стіну Анастасія і встали табором біля міських стін Феодосія. Їм протистояли доволі сильний гарнізон під командуванням призначених Іраклієм регентів — патріарха Сергія і патриція Вона, а також солідний флот, перевага якого полягала в тому, що ані авари, ані перси не мали у розпорядженні значних морських сил. Кораблі візантійців легко справлялися з невеликими суднами слов'ян і постійно перешкоджали контактам аварів з персами, що розташувалися на азійському березі Босфору. Отримавши відмову у видачі всіх скарбів Константинополя, каган наприкінці червня 626 року почав штурм фортечних стін, застосувавши важку облогову техніку. Авари побудували 12 величезних облогових веж, на що візантійці відповіли застосування «грецького вогню», який знищив всю облогову техніку супротивника.

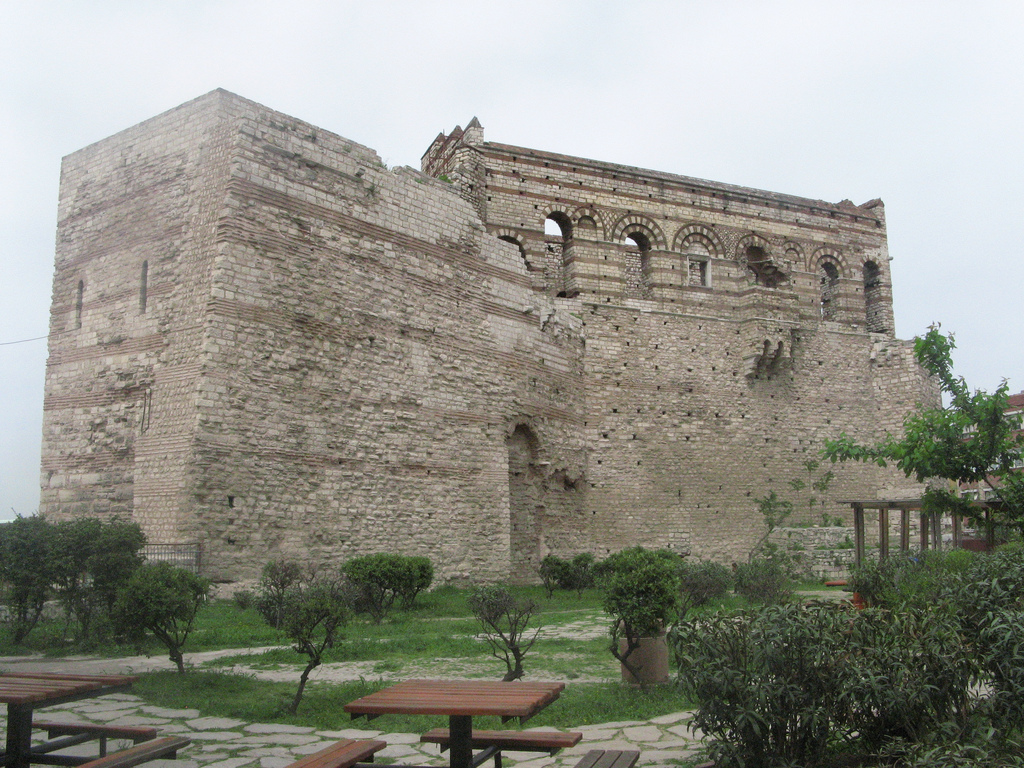
Стіна біля Влахернського палацу

Після низки невдач на суші і морі каган направив частину військ і легкі судна слов'ян, що лишилися, до гирла мілководної затоки Золотий Ріг, де їх не могли дістати важкі кораблі візантійців. Але захисники міста хутко і таємно зміцнили цю ділянку оборони, розташували флот вздовж берегової лінії Золотого Рогу і таким чином заманили штурмові загони аварів у засідку. В ніч на 4 серпня війська каганату зазнали чергової поразки, після чого багато союзників аварів почали залишати облоговий табір. Каган був змушений зняти облогу і відступити від стін Константинополя, на шляху розоривши околиці столиці. Після цих подій комплекс оборонних укріплень в північно-західній частині міста, в районі передмістя Влахерни, був посилений так званою стіною Іраклія, яка вдало доповнювала лінію стін Феодосія (стіна мала майже чотириметрову товщину і була укріплена 20 масивними вежами).
Навесні 628 року імператор Іраклій урочисто в'їхав до Константинополя через Золоті ворота, привізши із вдалого походу проти персів безліч трофеїв, зокрема, Животворний Хрест та інші християнські реліквії, золото з розграбованих шахських палаців і сотні візантійських прапорів, раніше загублених у битвах. 641 року, після смерті Іраклія, на престол зійшов його старший син від першого шлюбу Костянтин III Іраклій, проте через кілька місяців він помер. В результаті палацового перевороту, організованого полководцем Валентином Аршакуні, війська захопили Халкідон і змусили відправити у заслання молодшого сина Іраклія і співправителя Костянтина III Іраклія II. На трон був поставлений неповнолітній син Костянтина Констант II (він переніс свою резиденцію з Константинополя до Сиракуз, де в 668 році й був убитий слугою).
Починаючи з другої третини VII століття Візантія вступила у низку війн з Арабським халіфатом, в результаті яких втратила Сирію, Палестину, Єгипет, Верхню Месапотамію, Кілікію і володіння у Північній Африці. Це сильно вдарило по економіці Константинополя, тим більше, що цими землями проходила торгівля столиці з Індією і Китаєм. Араби періодично здійснювали набіги і на володіння імперії в Малій Азії, їх флот почав загрожувати морському пануванню Візантії в басейні Егейського моря. 670 року арабський флот захопив сусіднє місто Кізік, а починаючи з 674 року кораблі арабів щорічно протягом п'яти років з'являлися біля стін Константинополя. Крім того, на заході велика частина італійських володінь Візантії була захоплена германськими племенами, а Балкани були заселені слов'янськими племенами.
З листопада 680 по вересень 681 року в столиці з ініціативи імператора Костянтина IV проходив Третій Константинопольський собор, який підтвердив засудження монофелітства як єресі. Становище імперії ще більше ускладнилося наприкінці VII — на початку VIII століття з приходом періоду політичної анархії, викликаної жорсткою боротьбою за імператорський трон між різними угрупованнями феодальної знаті. В роки правління Юстиніана II була побудована друга черга комплексу імператорського палацу, але після його скинення у 695 році настав новий період нестабільності. Протягом двох з половиною десятиліть на престолі змінилося шість імператорів, причому останній з них, Феодосій III, пробув у влади менше двох років.
|                   |                    |                   |                   |
| Цистерна Феодосія | Цистерна Філоксена | Цистерна Базиліка | Цистерна Базиліка |

У 695 році полководець Леонтій підійняв у Константинополі повстання, захопив Юстиніана, наказав відрізати йому ніс і язик, після чого відправив у заслання, а сам зайняв трон. 698 року візантійський флот під ударами арабів був змушений залишити Карфаген, а його командири, побоюючись імператорського гніву, захопили столицю, скинули Леонтія (якого, також відрізавши ніс, ув'язнили в монастирі) і поставили на трон воєначальника Тиберія III. 705 року Юстиніан II, який втік із заслання за допомогою війська болгарського хана Тервела, повернув собі владу і наказав зітнути голову Леонтію і Тиберію на одному з ринків Константинополя. 711 року Константинополь знову захопили заколотники, які проголосили імператором вірменина за походженням Філіппіка, який стратив покинутого усіма Юстиніана. 713 року після одного з бенкетів Філіппік був осліплений, а на трон зійшов його секретар Анастасій II. Влітку 715 року під стінами обложеного Константинополя спалахнули запеклі бої, які завершилися в листопаді того ж року захопленням і пограбуванням столиці бунтівними провінційними військами. Анастасій відрікся від престолу і постригся в ченці, а новим імператором став Феодосій III (за однією з версій — син Тиберія III). Військові події VII століття привчили мешканців Константинополя були готовими до частих облог. Константинопольці підтримували у належному стані міські стіни, слідкували за вчасним наповненням комор зерном, в цистерн — прісною водою. Важливе значення мав й «духовний захист» столиці. Популярна серед мешканців міста гомерівська легенда про облогу Трої і надія на заступництво Богородиці додавали впевненості у неприступності (під час будь-яких зовнішніх загроз на стіни Константинополя виставлялися ікони Богородиці, прапори з її зображенням, мармурові хрести і дошки з накресленими молитвами, бастіонами крокували релігійні процесії, що виконували молебни і несли різноманітні реліквії Богородиці). У VII столітті в Константинополі жили і працювали історик Феофілакт Сімокатта, богослов Максим Сповідник, поет Георгій Пісіда.

## Ісаврійська династія
Весною 717 року трон захопив стратиг вірменського походження Лев III Ісавр, який започаткував Ісварійську династію, а вже у серпні цього року Константинополь обложила велика армія арабів під орудою Маслами ібн Абдул-Маліка. Нападники вирили біля стін Феодосія рів, побудували кам'яні стіни, зміцнивши таким чином свої позиції, і встановили напроти веж Константинополя свої величезні облогові машини. Тим часом арабський флот, що нараховував 1,8 тис. кораблів, увійшов до Босфору з метою блокування столиці з боку моря, але й цього разу візантійці за допомогою «грецького вогню» спалили багато суден противник. З приходом лютої зими у таборі нападників почався масштабний голод, а прибула весною 718 року ескадра знову зазнала поразки. Крім того, на арабські тили почали нападати союзні Леву III болгарські загони хана Тервела, після чого арабам довелося рити ще один захисний рів. Врешті 15 серпня 718 року араби були вимушені зняти облогу і відступити. Саме під час цієї облоги візантійці вперше застосували загороджувальний ланцюг (чавунні кільця, підтримувані на плаву дерев'яними буями), що перекривав вхід до Золотого Рогу.

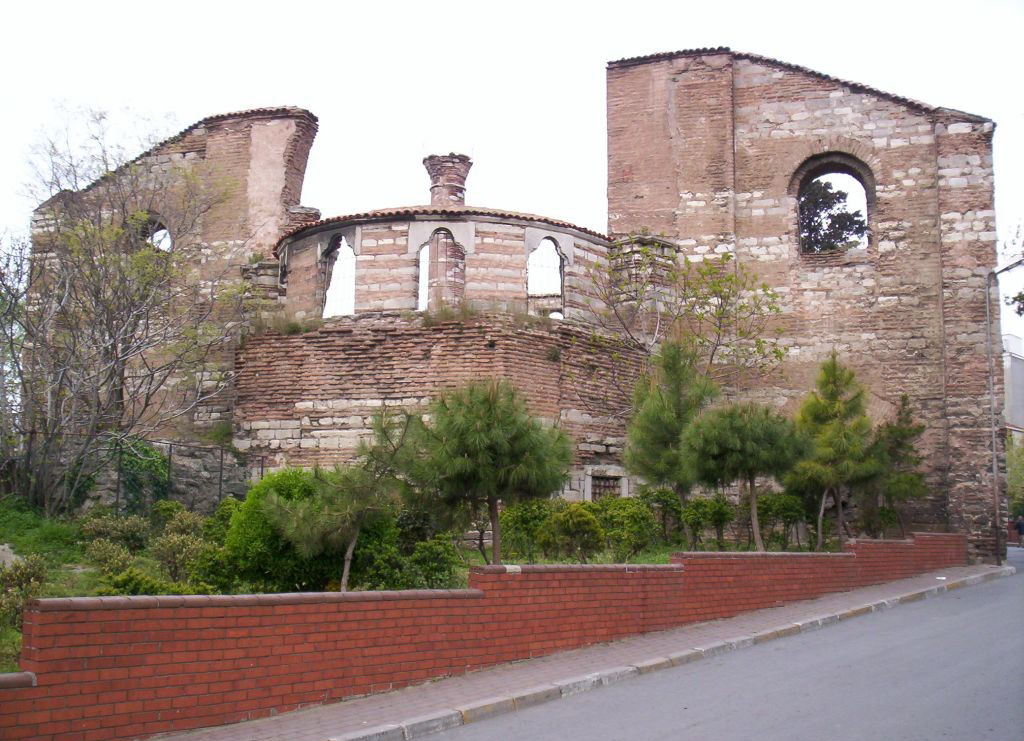
Студійський монастир, що став головним осередком іконошанувальників

У 723 році імператор видав наказ з вимогою всім візантійським євреям прийняти хрещення за грецьким обрядом. Після виснажливих війн з персами, аварами і арабами, а також внаслідок низки епідемій населення Константинополя значно скоротилося. Столиця гостро потребувала прісної води (акведук Валента, зруйнований аварами під час облоги 626 року, був відновлений тільки за півтори століття), через припинення імпорту єгипетського зерна була відчутною нестача хліба (дефіцит частково намагалися скоротити за допомогою розширення полів в передмістях Константинополя). Але якщо в масштабах світової політики значення Константинополя з часів Юстиніана I впало, то а масштабі Візантійської імперії, особливо після захоплення арабами Александрії і Антіохії, навпаки, збільшилось. Константинополь став місто, що не мало собі рівних у всій імперії, його роль як основного торгово-фінансового і культурного центру ще більше зросла (самі візантійці називали свою столицю «царем міст» і «оком всесвіту»).
Головними осередками культури були численні приватні школи, якими керували видатні учені, а також школи при монастирях і церквах. В Константинополі набули розвитку медицина, математика, астрономія, хімія, філософія і юриспруденція, місто вважалося впливовим центром богослов'я. 726 року Лев III видав едикт проти шанування ікон, поклавши початок руху іконоборства. Він тривалий час позначався на політичному житті Константинополя, розколовши мешканців столиці на два ворожих табори — іконоборців і іконошанувальників. Імператор, військова і феодальна знать прагнули обмежити вплив Церкви і поживитися за рахунок великих володінь монастирів, вміло маніпулюючи думкою невдоволених народних мас. Одним з яскравих епізодів цієї гострої боротьби став виступ більшої частини духовенства імперії на чолі з константинопольських патріархом Германом I проти іконоборської політики імператора. Ця сутичка завершилася у 729 році позбавленням Германа патріаршого сану і заміною його ставлеником іконоборців — Анастасієм. Під час іконоборства (особливо у 730–787 і 814–842 роках) були знищенні тисячі ікон, мозаїк, фресок, статуй святих і писаних вівтарів, переслідуванням, тортурам і стратам піддавалися ченці і навіть високопоставлені чиновники (гоніння на ченців і розорення монастирів спричинили масову втечу братів до Південної Італії, Причорномор'я, Сирії і Палестини). В Константинополі найсильніше постраждав і дійшов занепаду монастир Хора.
Загалом кажучи весь період правління Ісварійської династії Візантією керувала група честолюбних вірмен. Після смерті Лева III в 741 році політику іконоборства продовжив його син Костянтин V. Під час походу Костянтина проти арабів владу в червні 742 року захопив шурин імператора Артабаст, що вступив у Константинополь зі своїми військами. 743 року Костянтин V розбив загони Артабаста і його сина Микити, після недовгої облоги захопив Константинополь і ув'язнив осліпленого узурпатора в монастирі Хора. Патріарха Анастасія, який брав активну участь у заколоті і коронуванні Артабаста, публічно висікли і катали на віслюку голим по іподрому. 754 року Костянтин V скликав у Ієрійському палаці на азійському березі Босфору (мис Гери навпроти Халкідона) церковний собор, що засудив шанування ікон. Лютою зимою 764 року стіна уздовж Мармурового моря була сильно пошкоджена (а місцями зруйнована) великими крижинами, які шторм викидав на парапети. Влітку 797 року столичний гарнізон вчинив заколот проти Костянтина VI, якого за наказом його матері Ірини осліпили в імператорському палаці. Наприкінці VIII століття в Студійському монастирі оселився один зі «стовпів» партії ікношанувальників, видатний богослов Феодор Студит, який розробив суворий чернечий статут. У цей же період в Константинополі працювали відомі історики Георгій Сінкел і Феофан Сповідник, які також виступали проти іконоборства. У VIII столітті Візантія остаточно перетворилася з рабовласницької держави в державу феодального типу (хоча рабство тут зберігалося набагато довше, ніж у Західній Європі).

## Никифор і його спадкоємці
Восени 802 року впливовий візантійський чиновник Никифор скинув імператрицю Ірину, поклавши край Ісаврійській династії. У жовтні 811 року війська, які зібралися на іподромі, скинули сина Никифора Ставракія і проголосили новим імператором Михаїла I Рангаве, чоловіка дочки Никифора. 813 року до Константинополя рушили війська болгарського хана Крума, які розбили візантійську армію біля фортеці Версінікія поруч з Адріанополем, що підштовхнуло Михаїла I до відречення від престолу. Новий імператор Лев V Вірменин (син вірменського княжого роду Арцрунідів) під час переговорів спробував убити Крума, але тому вдалося врятуватися. Розлючений хан підготував велику кількість облогових машин, зібрав сильне військо зі слов'ян і аварів, але навесні 814 року, напередодні вирішального походу, раптово помер. 820 року Лев V наказав стратити свого старого військового товариша Михаїла Травла за звинуваченням у зраді. Причому зробити це наказав досить витончено — прив'язати до мавпи і спалити в печі, яка нагрівала воду для палацових лазень. Дізнавшись про це, обурені прихильники Михаїла переодяглися ченцями і вбили Лева під час різдвяної служби (за одними даними, в палаці, за іншими — в соборі Святої Софії), а його старшого сина і співправителя Костянтина Симбата з іншими синами покійного імператора вигнали з Константинополя на Принцеві острови.

## Аморейська династія

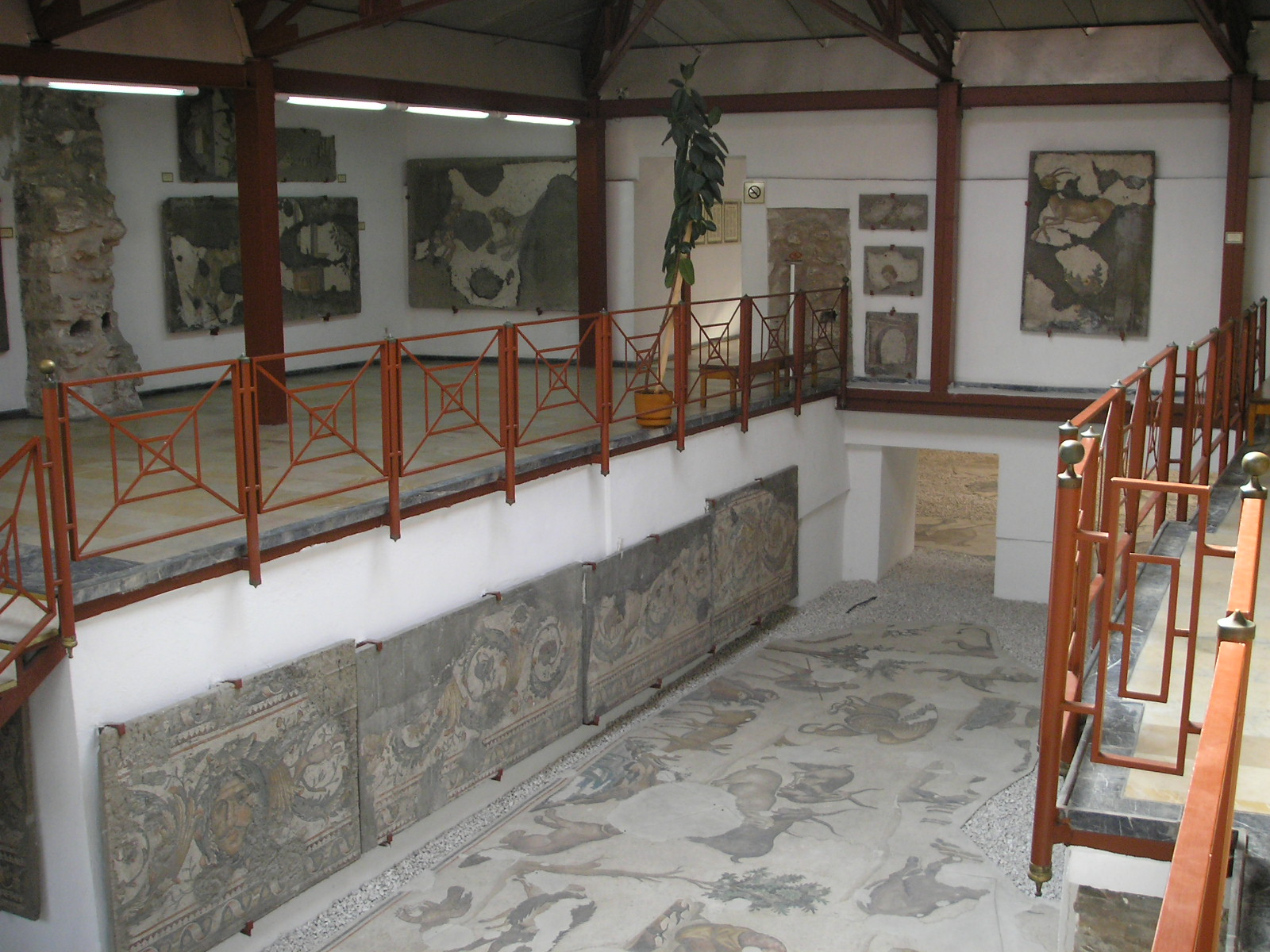
Вціліла мозаїка Великого імператорського палацу

У 820 році на престол зійшов Михаїл II Травл, який заснував Аморейську династію. 821 року у Візантії спалахнуло велике повстання на чолі з воєначальником Фомою Слов'янином, який проголосив себе «чудом порятованим» від осліплення Костянтином VI. У загони повстанців вливалися розорені селяни, міська біднота, солдати, ченці і біглі раби, а також послідовники єретичних рухів і вихідці з пригноблених народів. З грудня 821 року протягом майже року армія Фоми Слов'янина осаджувала Константинополь. Лише підкупом частини прихильників Фоми і за допомоги війська болгарського хана Омуртага, Михаїл II зміг розгромити повстанців. Фома був захоплений у полон і після катувань страчений (823 рік), але остаточно повстання було придушене лише в 825 році.
За наказом імператора Феофіла була побудована низка палацових будівель, що належать до третьої черги комплексу імператорського палацу. Таким чином, комплекс Великого імператорського палацу, будівництво якого тривало понад п'ять століть (він був закладений за Костянтина Великого, а потім розширювався і перебудовувався його наступниками), до середини IX століття займав величезну територію в південно-східній частині Босфорської мису, між Мармуровим морем, площею Августейон та іподромом. Загальна площа будівель Великого імператорського палацу і суміжних палаців Магнавра і Буколеон (Вуколеон) перевищувала 400 тис. кв. метрів. Територія Великого палацу включала особисту резиденцію імператора, житлові приміщення членів імператорської сім'ї та палацового гарнізону (включаючи імператорську гвардію), приміщення для численної обслуги, зали для урочистих прийомів, великі сади і парки, прикрашені статуями, фонтанами й альтанками.
Серед найвизначніших споруд Великого палацу джерела тієї епохи відзначали двоповерховий Триконх, що служив тронною залою (його нижній поверх мав прекрасну кругову галерею), а також Сігми, Трикліній, Ерос, Містеріон (його зала вражала сучасників акустикою), Камілас і Мусікос. Всі ці палацові будівлі були оздоблені коштовними сортами мармуру (часто різнобарвного), мозаїкою і позолотою (особливо дахи), багато прикрашені скульптурами, фресками і картинами, в їх архітектурі широко використовувалися арки, склепіння і колони. Особливою розкішшю відрізнялася особиста резиденція імператора, що складалася з низки залів. Тут зберігалося безліч творів мистецтв античних і візантійських майстрів з мармуру, дорогоцінного каміння, золота, срібла і слонової кістки. У головній залі палацу Магнавра, де зазвичай відбувалися прийоми іноземних вельмож і послів, знаходився золотий імператорський трон, перед яким на сходах лежали два золотих лева. За троном стояло золоте дерево, на гілках якого сиділи золоті птахи.

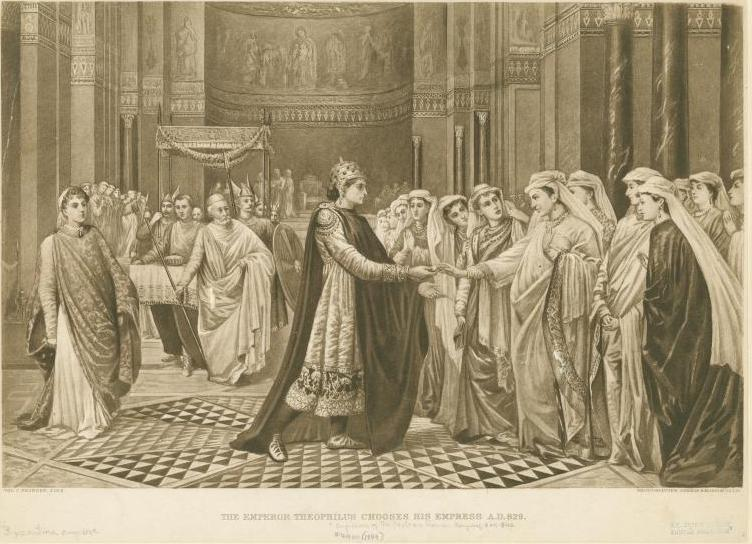
Імператор Феофіл обирає наречену (гравюра 1889 року)

Великий імператорський палац внутрішніми переходами і критими галереями був з'єднаний з розташованим поруч іподромом, який служив улюбленим місцем розваг містян, і форумом, де вирішувалися найважливіші державні і церковні справи всієї Візантійської імперії. Спорудження іподрому почалося ще в роки правління Септимія Севера, який зруйнував античний Візантій, і було завершено при Костянтинові Великому за зразком Великого римського цирку. Іподром мав 370 м у довжину і 180 м завширшки, його трибуни з сорока рядів вміщували понад 40 тис. глядачів (за іншими даними — до 100 тис.). Над амфітеатром розміщувалася прикрашена численними творами мистецтва галерея, з якої розгорталася вражаюча панорама міста. Посеред арени, відокремленої від трибун ровом, була розташована вузька тераса, яку прикрашали привезені з різних країн розкішні колони і статуї (у тому числі знаменита статуя Геракла роботи Лісіппа і статуї візантійських імператорів). Імператорська трибуна спиралася на 24 мармурові колони, а над нею височіла вежа, увінчана бронзовою квадригою роботи того ж Лісіппа.
З середини IX століття значно розширилися і зайняли важливе місце в торгівлі Константинополя зв'язки зі слов'янськими народами (через грецькі міста Причорномор'я), Закавказзям і країнами Західної Європи. У ремісничому виробництві, поряд з працею найманих вільних працівників, надалі широко застосовувалася праця рабів. Серед торгових і ремісничих корпорацій особливо виділялися виробники і продавці тканин (окремі цехи займалися перепродажем шовку-сирцю, прядінням, ткацтвом і фарбуванням тканин, пошиттям шовкових і полотняних виробів). Сировина і тканини прибували до Константинополя з багатьох країн: шовкові тканини — з Дамаска і Багдада, ткане полотно — з Фракії, Македонії та Болгарії, льон — з Колхіди. Важливе місце в діловому житті міста займала колегія тавуларіїв, що складали, оформлювали та скріплювали печаткою документи різного роду (заповіти, договори про купівлю, продаж, заставу та оренду). Вся діяльність торговельних і ремісничих корпорацій (у тому числі продаж готових виробів іноземним купцям) строго регламентувалася і перебувала під постійним контролем епарха Константинополя. Чиновники апарату епарха пильно стежили за якістю, цінами, сортами, фасонами і забарвленнями вироблених товарів, а також за часом і місцем їх продажу. У число привілейованих входили цехи тавуларіїв, ювелірів, міняйл і торговців шовковими тканинами, які менше страждали від жорсткої регламентації і поборів чиновників (на відміну від численних булочників, м'ясників, риботорговців, ткачів, фарбарів, шкіряників і миловарів).

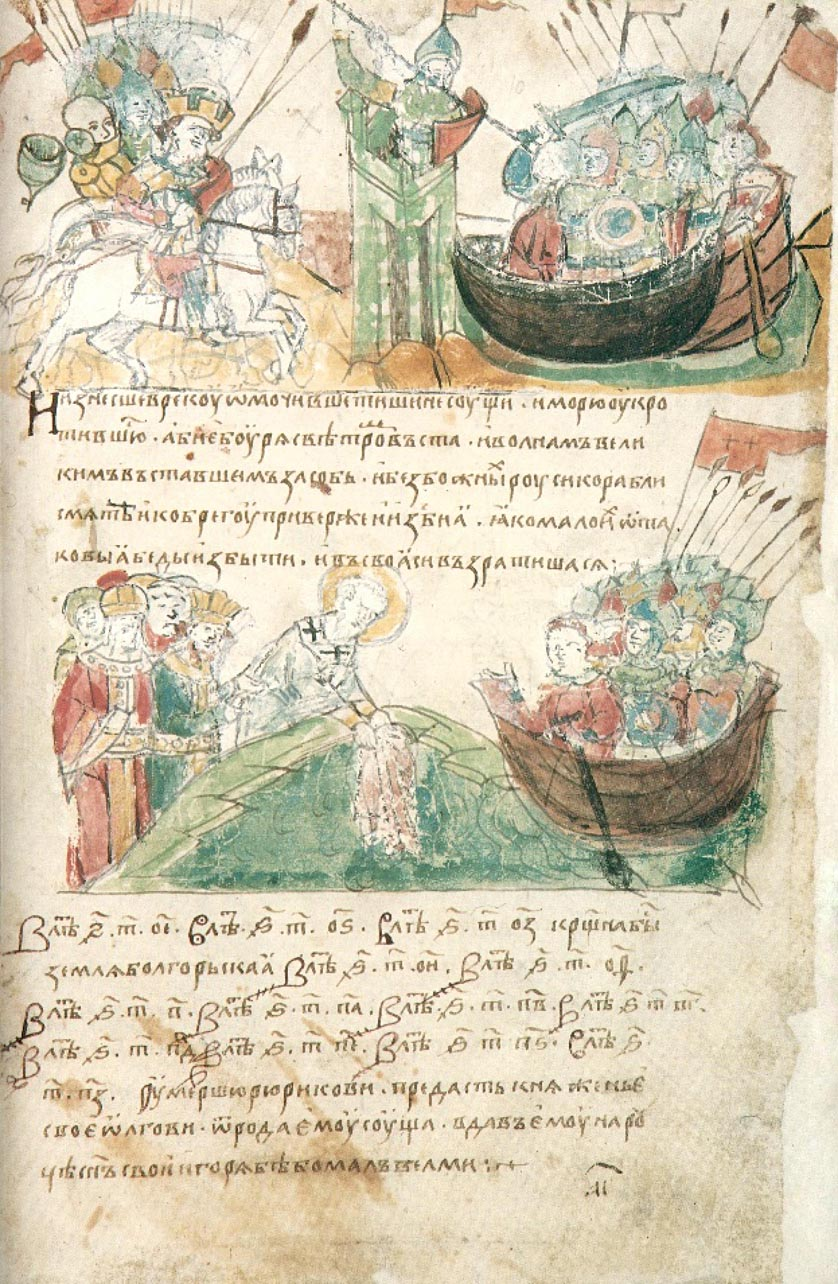
Похід київських князів Аскольда і Діра на Константинополь у літописі

У 843 році імператриця Феодора, що правила при своєму малолітньому синові Михаїлі III, остаточно відновила іконошанування. Іконоборство, розколюючи суспільство на ворожі партії, зробилося для влади небезпечним. Надалі роль патріархів в політичному житті країни знову зросла, вони не тільки активно втручалися у вирішення міських проблем Константинополя, а й відігравали важливу роль у загальнодержавних справах. За Михаїла III знову посилився вплив вірменського придворного угруповання, причому тепер воно змагалося з іншим вірменським угрупованням. Влітку 860 року, під час походу імператора проти арабів, набіг на Константинополь зробило руси під командуванням київських князів Аскольда і Діра. На двохстах човнах вони дісталися до візантійської столиці, яку називали Царгородом, розграбували околиці, але до повноцінної облоги міста приступити не встигли. Згідно з однією версією, сильна буря знищила майже всі судна, і лише деяким воїнам вдалося врятуватися і повернутися на батьківщину. За іншою версією, руси і не планували брати участь у тривалому протистоянні і, задовольнившись багатою здобиччю, відбули до берегів Північного Причорномор'я.
З другої половини IX століття у Візантійській імперії почався економічний і культурний підйом, який привів до небувалого розквіту в Константинополі науки, літератури і мистецтва (особливо архітектури, живопису і мініатюри). Пожвавилася діяльність вищих шкіл, а юридичний і філософський факультети Константинопольського університету відігравали важливу роль в науковому і культурному житті столиці (університетом заведено називати школу, засновану в 855 році дядьком імператора Вардою і видатним ученим Левом Математиком, яка розташовувалася в палаці Магнавра). У Магнаврській школі за античним зразком викладали граматику, риторику, діалектику, арифметику, геометрію, музику й астрономію, основи дипломатії та військової справи, вивчали твори стародавніх авторів. У Константинополі цього періоду творили богослов і письменник Фотій, видатний поет Іоан Граматик і поетеса Касія Константинопольська. У травні 861 року в церкві Святих Апостолів відбувся так званий Дворазовий собор, що засудив скинення патріарха Ігнатія.

## Македонська династія

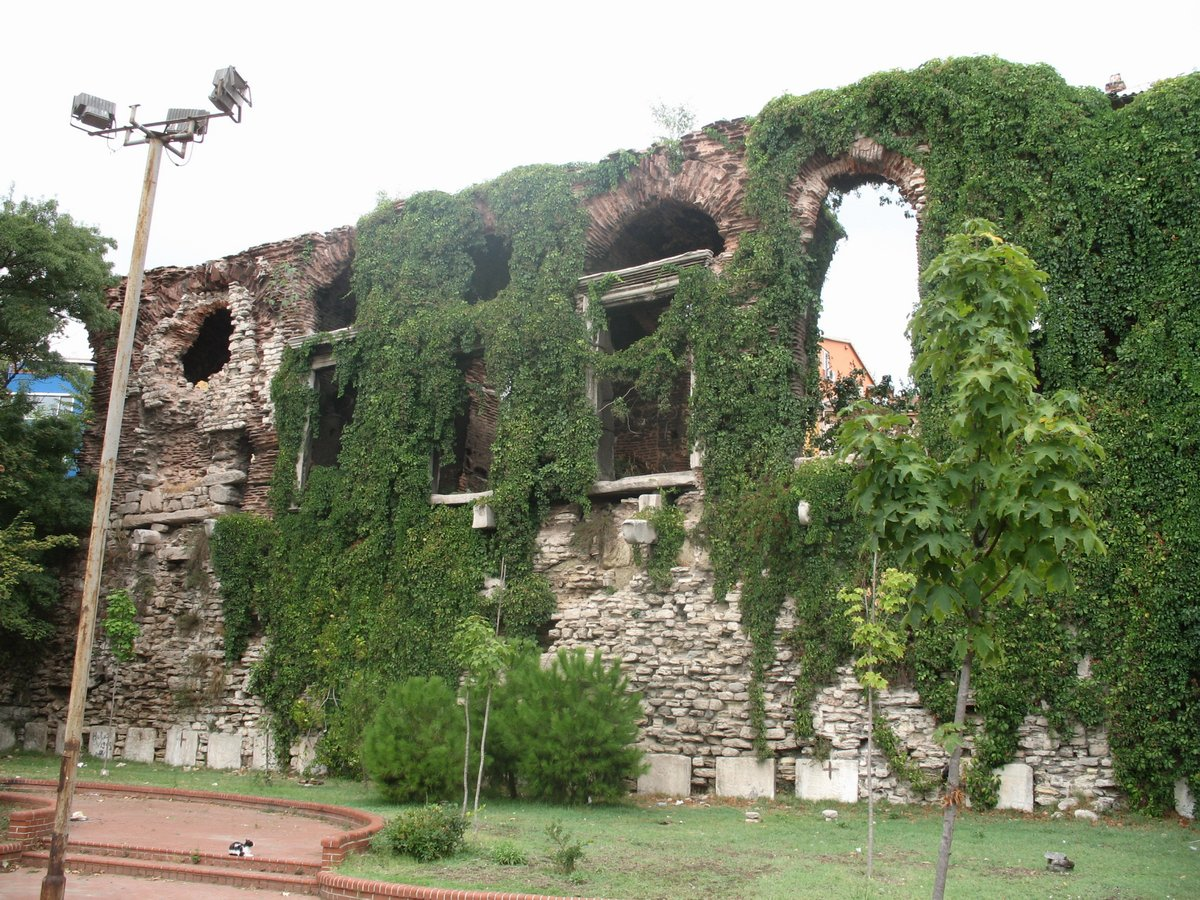
Руїни палацу Буколеон

У 867 році на престол зійшов Василій I Македонянин, який організував вбивство свого співправителя Михаїла III і започаткував Македонську династію (хоча насправді Василь був вірменином з Фракії, чия сім'я опинилася у болгарському полоні). Новий імператор ліквідував всі реформи іконоборців і відновив законодавство Юстиніана, сприяв відродженню чернецтва і посилив бюрократичний апарат держави. За нього була відремонтована низка столичних храмів, зокрема постраждалі внаслідок сильного землетрусу 869 року, а в 880 році поряд з імператорським палацом була зведена п'ятибанна церква Неа-Екклесія (Нова базиліка), що стала зразком східнохристиянської хрестово-купольної храмової архітектури. У 869–870 роках в Константинополі з ініціативи Василя I і Папи Римського Адріана II відбувся церковний собор, який позбавив влади патріарха Фотія I, але рішення цього собору не були визнані православною церквою. У 879–880 роках у Софійському соборі відбувся новий церковний собор, на якому був захищений Нікейсько-Царгородський Символ віри, але рішення якого цього разу не були визнані папством.
У 907 році новий похід проти Візантії зробив київський князь Олег, що зібрав під своїм командуванням близько двох тисяч суден (згідно з іншими джерелами — значно менше). Коли русичі з'явилися біля Константинополя, візантійці перекрили вхід до гавані й сховалися за потужними стінами. Війська Олега спустошили околиці столиці і, за переказами, перетягли судна суходолом на інший берег. Візантійці зволіли почати переговори і уклали з Олегом мирний договір, що надавав купцям Київської Русі великі пільги. Русичі прибили свої щити до воріт Константинополя і повернулися на батьківщину з багатою здобиччю в статусі переможців, а Олега за його вражаючий успіх в народі прозвали «віщим», тобто чарівником і волхвом. 911 року посли князя Олега знову прибули до Константинополя і уклали новий договір, що підтвердив всі колишні пільги. Влітку 913 року успішний похід під стіни Константинополя здійснив могутній болгарський цар Симеон I, він також зумів укласти вигідний для болгар мирний договір (візантійці були змушені відновити сплату данини, пообіцяли одружити малолітнього імператора Костянтина VII на дочці болгарського правителя і найголовніше — офіційно визнали за Симеоном титул імператора).

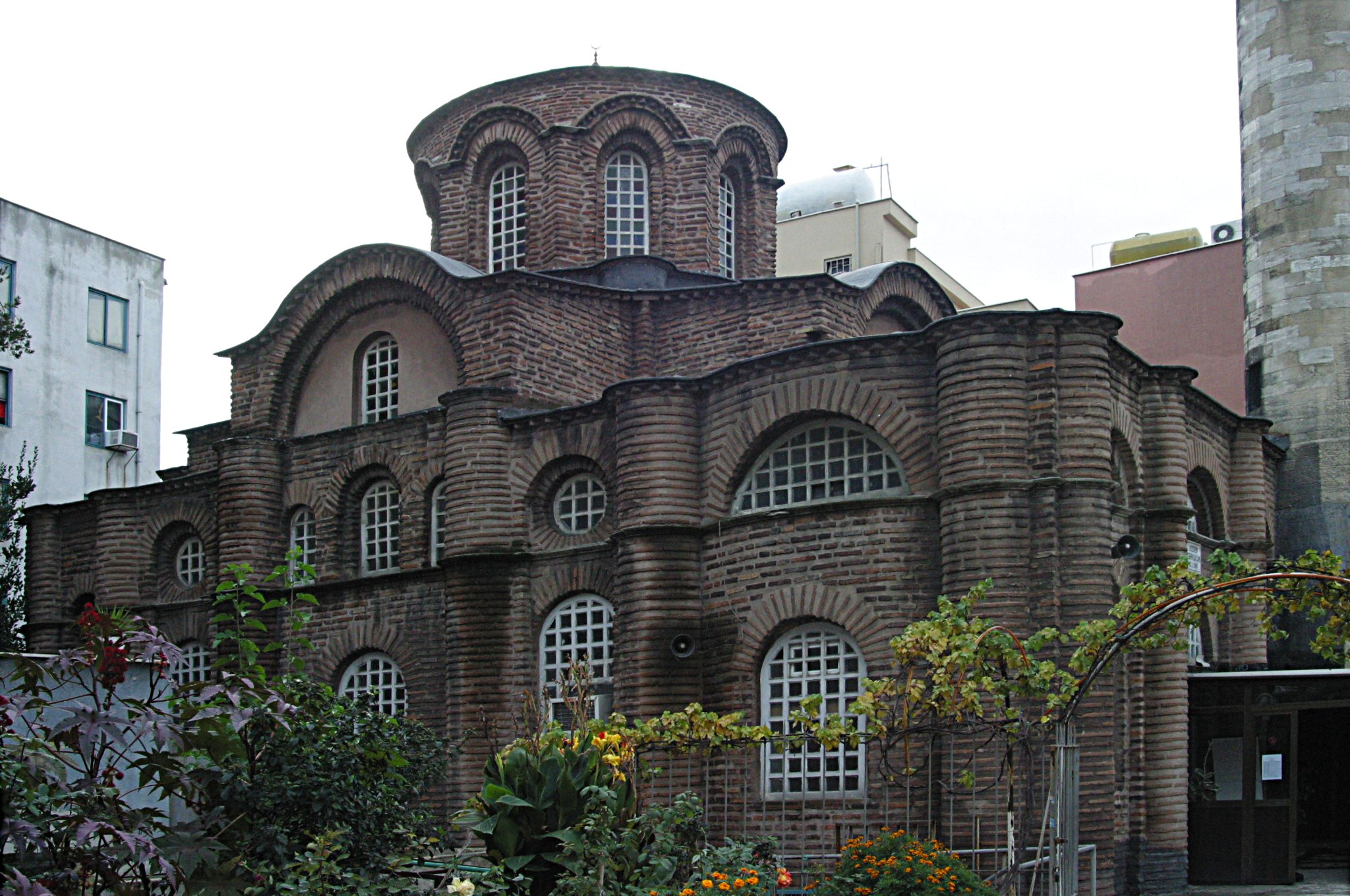
Церква палацу Мірелейон

Влітку 917 року Симеон I завдав нищівної поразки візантійськії армії і лише завдяки щасливому випадку не зайняв фактично беззахисний Константинополь. 920 року імператорський трон зайняв воєначальник вірменського походження Роман I Лакапін, який зробив своїми співправителями трьох синів і онука, а четвертого сина поставив на патріарший престол Константинополя. Лакапіни перебралися до розкішного палацу Мірелейон, що змагався в пишноті з Великим імператорським палацом. 932 року на одній з площ Константинополя був живцем спалений вождь великого селянського повстання Василь «Мідна рука» (на початку заколоту Василь був схоплений і відправлений до столиці, де йому відсікли руку, однак він повернувся до своєї феми і виготовив мідну руку, до якої був прикріплений великий меч). У грудні 944 року Стефан і Костянтин скинули батька, заславши його у монастир на Принцевих островах, проте через 40 днів вони самі були скинуть і заслані в той же монастир. Роман Лакапін і його син Христофор були поховані в придворній церкві Мірелейон, ставши першими імператорами, похованими за межами церкви Святих Апостолів.
Влітку 941 року величезний флот на чолі з київським князем Ігорем вирушив на Константинополь, але був розбитий візантійської ескадрою біля входу в Босфор за допомогою «грецького вогню». Залишки військ Ігоря почали розоряти прибережні поселення, але знову зазнали поразки від візантійців і були змушені повернутися в Київ. 944 року Ігор знову зібрав велике військо і виступив у похід на Візантію, але на березі Дунаю імператорські посли переконали князя укласти новий мирний договір («на всі літа, поки сонце сяє і весь світ стоїть»). Невдовзі відносини Візантії з Київською Руссю знову погіршали, оскільки у своїй зовнішній політиці імператор орієнтувався на печенігів. 957 року візит до Константинополя здійснила княгиня Ольга, яка правила на Русі після смерті чоловіка. Вона виказала бажання прийняти хрещення, що і зробив патріарх Поліект (хрещеним батьком від купелі в обряді хрещення виступив сам Костянтин VII Багрянородний), після чого Ольгу чекав пишний прийом в імператорському палаці.

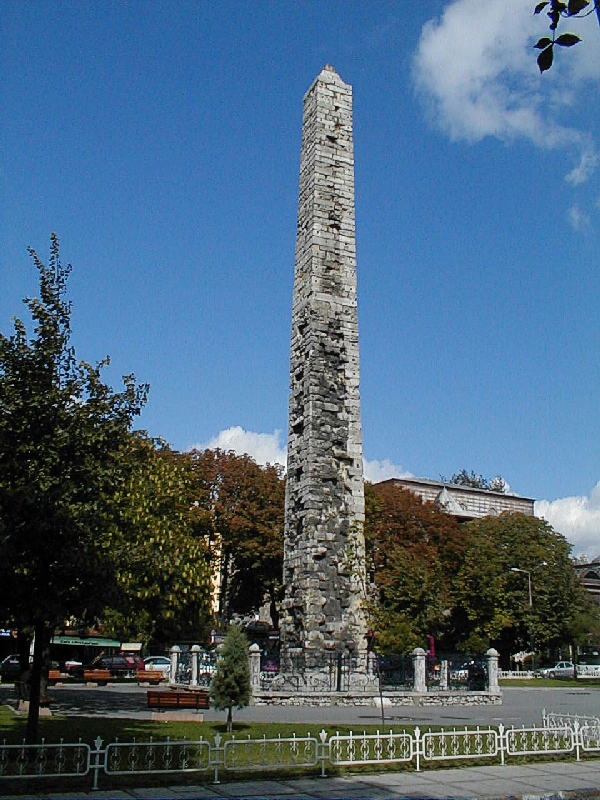
Обеліск Костянтина VII Багрянородного

До середини X століття в тривалій і виснажливій боротьбі з арабами настав перелом на користь візантійців. Розпад Аббасидського халіфату дозволив Візантії повернути під свою владу Крит, частину Малої Азії, Сирію і Верхню Месопотамію, посилити вплив у Вірменії і Грузії, затвердивши східний кордон по Тигру і Євфрату. Але на заході візантійці довгий час терпіли поразки у війнах з болгарами. Після прийняття Київською Руссю християнства значно зміцнилися торговельні та політичні зв'язки між Константинополем і Києвом, все більшого значення набував торговий шлях Дніпром (так званий шлях «із варягів у греки»). Щороку навесні в столицю Візантії через Київ вирушали великі торгові каравани з багатьох північних міст Русі, а в константинопольському монастирі Святого Маманта існувала дуже значна купецька колонія русичів.
У 967 році біля воріт Джерела повсталий натовп, невдоволений зростанням податків і спекуляціями при продажу хліба, побив камінням непопулярного імператора Никифора II Фоку. В грудні 969 року Никифор був жорстоко вбитий у своїй спальні, після чого престол обійняв його племінник зі знатного вірменського роду Іоанн I Цимісхій (намагаючись спокутувати провину за вбивство попередника, Іоанн віддалив від двору всіх заколотників, зокрема Феофано, роздав своє майно бідним і заснував лікарню для прокажених, в якій нерідко власноруч перев'язував рани хворим). 986 року багато храмів і палаців Константинополя, зокрема Софійський собор, постраждали від сильного землетрусу. 987 року здійняв повстання воєначальник Варда Фока (племінник покійного імператора Никифора II), який проголосив себе імператором, захопив майже всю Малу Азію і підійшов зі сходу до Константинополя. В цей же час з півночі столиці загрожували посталі болгари. Василій II був вимушений звернутися за військовою допомогою до київського князя Володимира Святославича, прибулі загони якого разом з варягами брали участь в розгромі узурпатора (989 рік). 1028 року помер не залишивши спадкоємця імператор Костянтин VIII. Його дочку Зою видали заміж за епарха Константинополя, який обійняв престол під іменем Роман III Аргир (за нього був заснований заможний монастир Богородиці Перівлепти в районі Пасмітія). 1034 року Романа III задушили в лазні палацу, а престол обійняв організатор його вбивства фаворит Зої Михаїл IV Пафлагонський. Після скинення Михаїла V Калафата на престол зійшов новий фаворит і третій чоловік Зої Костянтин IX Мономах, який заснував у 1043 році монастир Святого Георгія в Мангані і богадільню при ньому.
У 1045 році на запрошення Костянтина IX в Константинополь прибув анійський цар Гагік II, якого візантійці примусили зректися престолу і передати свої землі на користь імперії. Натомість Гагік отримав великі маєтки в Малій Азії і палац в самому Константинополі, а податковий тягар візантійських чиновників і часті набіги сельджуків змушували нові й нові хвилі вірмен переселятися в західну частину імперії, в тому числі до столиці. В Константинополі існувала також значна громада євреїв (талмудистів і караїмів), які жили вздовж моря в районі Пера. Головними заняттями місцевих євреїв були торгівля, виробництво шовкових тканин і фарбування текстильних виробів (так звана «єврейська фарба» славилася по всій країні). Громадянські права євреїв, особливо через старі церковні закони, були вкрай обмеженими, багато впливових євреїв офіційно сповідували християнство. Проте всередині своєї громади, якою керували виборні старшини (ефорами), євреї були відносно вільними.
В першій половині XI століття вкрай загострилася тривала і напружена боротьба в сфері релігійної догматики між папським престолом в Римі і константинопольским патріаршеством. Розбіжності між патріархом Михайлом Керуларієм і римським папою Левом IX з питання про те, кому з них має підпорядковуватися духовенство Південної Італії, призвели до того, що за наказом патріарха у 1053 році в Константинополі були зачинені всі церкви латинського обряду. Влітку 1054 року папські легати на чолі з кардиналом Гумбертом прибули до Константинополя й поклали на вівтар Софійського собору грамоту з анафемою патріарху Михайлу. Той, у свою чергу, переконав імператора Костянтина IX Мономаха скликати церковний собор візантійського духовенства, який віддав церковному прокляттю папу. Таким чином, вселенська церква розкололася на західну (римо-католицьку) і східну (греко-католицьку, яку пізніше почали називати ортодоксальною чи православною). Велика схизма мала величезні наслідки для історії Візантії та долі її столиці, вона призвела до погіршення відносин між Константинополем і країнами Західної Європи, що стало особливо відчутним у часи хрестових походів.
В період правління Македонської династії в Константинополі працювали один з найосвіченіших людей доби Костянтин VII Багрянородний (автор творів «Про управління імперією», «Про церемонії» і «Про феми»), історики Йосип Генезій і Лев Диякон, філософ Микита Пафлагон, поет Христофор Мітиленський. В цей період влада намагалася пристосувати культурний спадок античності до реалій нового часу, для чого сприяла складанню збірок і енциклопедій з історії, географії, сільського господарства, медицини і механіки. В мистецтві набули розвитку мозаїка, церковний і світський живопис (особливо зображення військових походів імператорів Македонської династії), книжкова мініатюра, кераміка, художні вироби зі слонової кістки, каміння і скла. Згідно з Книгою епарха, складеною у X столітті, в Константинополі велике значення мали корпорації (цехи) аргіропратів (міняли, лихварі і ювеліри, частково посередники і поручителі при здійсненні операцій), торговців шовком (особливо імпортерів шовку з Сирії і Багдада), готовим одягом, миро, свічками і милом, виробників шовку і пурпуру, фарбувальників тканин, продавців бакалії і кінської упряжі, м'яса та риби, пекарів, шинкарів і власників заїжджих дворів.

## Династія Дуків

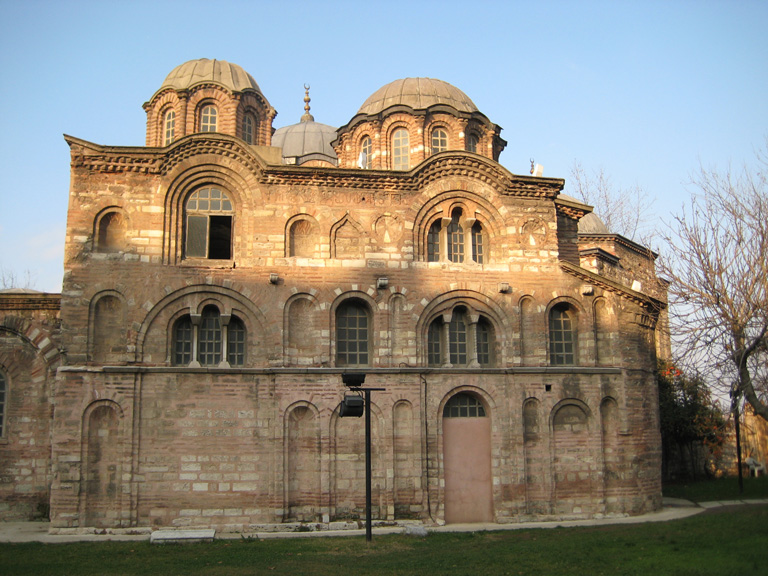
Сучасний вигляд церкви Богородиці Паммакарісти

До середини XI століття візантійців з півночі почали тіснити печеніги, а зі сходу — сельджуки. 1059 року на престол в результаті палацових інтриг зійшов Костянтин X Дука, який заснував династію Дуків. У 1060-х роках візантійські імператори здійснили кілька походів проти сельджуків. 1071 року в битві біля Маназкерте сельджуки розбили візантійців і взяли у полон імператора Романа IV Діогена, який за свою свободу заплатив величезний грошовий викуп і поступився султану майже всіма візантійськими володіннями в Малій Азії. За правління імператора Михайла VII на місці більш давнього храму була побудована церква Богородиці Паммакарісти, що стала ядром жіночого монастиря. Восени 1077 і взимку 1078 року до стін Константинополя підходили війська бунтівного полководця Никифора Врієннія Старшого і його брата Іоана, але щоразу вірні імператору загони відбивали напад. У березні 1078 року інші бунтівники, які проголосили імператором досвідченого полководця Никифора Вотаніата, захопили палац і змусили Михайла VII зректися влади й заслали його в Студійський монастир. Всі недовге правління Никифора III було сповнене заколотами і закінчилося зреченням від влади на користь свого ж полководця Олексія Комніна.
В середині XI століття в Константинополі працювали видатні філософи Михайло Пселл і його учень Іоанн Італ, письменник Кекавмен. У цей період візантійська столиця все ще зберігала значення світового торгового центру, хоча й відчувала гостру конкуренцію з боку ярмарків, що проходили в Фессалоніках. У Константинополь стікалися судна і сухопутні каравани, що привозили хутра з Русі, шовкові тканини з Греції, сукно з Італії, килими з Іспанії, ювелірні та скляні вироби з Палестини і Єгипту. Активна торгівля велася з Болгарією, Сирією, Трапезундом і Вірменією.

## Династія Комнінів
Навесні 1081 війська бунтівного воєначальника Олексія Комніна завдячуючи зраді німецьких найманців, які охороняли ворота, захопили і розграбували Константинополь. Ставши імператором, Олексій I переніс свою резиденцію зі старого імператорського палацу, закладеного ще Костянтином Великим, у Влахернський палац, споруджений у північно-західній частині міста біля Золотого Рогу. Мати імператора, Анна Далассіна, заснувала біля підніжжя Четвертого пагорба жіночий монастир з храмом Христа Пантепопта (Всевидючого), де зберігалися терновий вінець і цвях, використаний під час розп'яття Ісуса Христа, і перебудувала церкву Святої Фекли у Влахернах, а теща Олексія I, Марія Дука, перебудувала церкву Хора. 1091 року до стін Константинополя підійшли війська печенігів і їх союзників балканських слов'ян, але Олексію I за допомогою половців вдалося розгромити ворога. Навесні 1097 року Константинополь став місцем збору загонів хрестоносців з країн Західної Європи, які брали участь у Першому хрестовому поході (місто здавна служило перевалочним пунктом караванів християнських пілігримів, які слідували уздовж Рейну і Дунаю через Малу Азію до Гробу Господнього). Сутички між лицарями, що розташувалися біля стін столиці, і візантійцями відбувалися кілька разів, а католицька біднота, що заполонила місто, почала влаштовувати в Константинополі гучні заворушення. Після тривалих і складних переговорів з вождями хрестоносців Олексію I вдалося випровадити неспокійних гостей. Візантійський флот переправив хрестоносців на азійський берег Босфору, і ті продовжили свій шлях до Єрусалиму. Відносини Візантії з посталими на Сході державами хрестоносців (Єрусалимське королівство, Антіохійське князівство, Едеське графство і графство Триполі) були напруженими, не раз переростали у військові зіткнення.

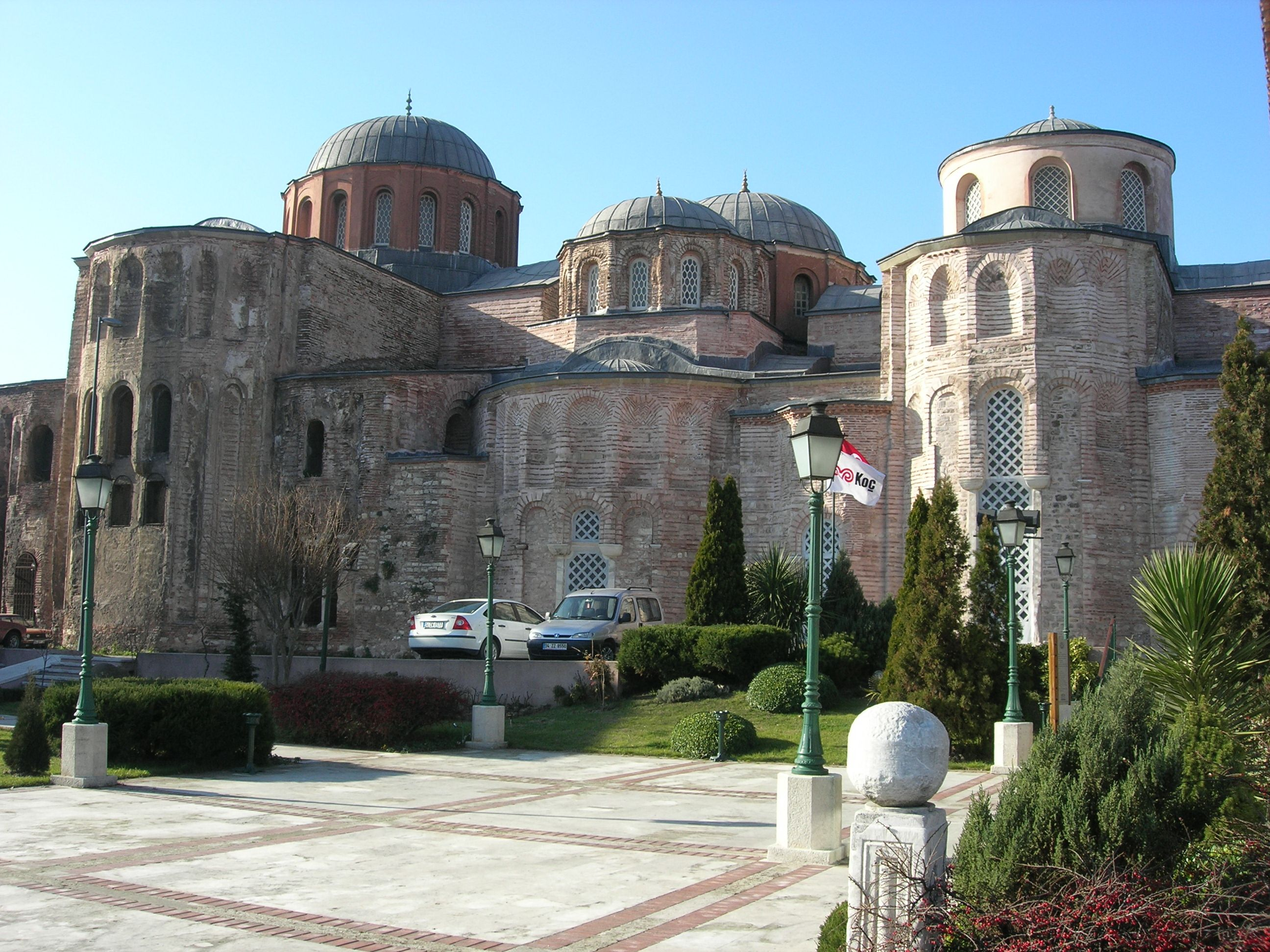
Монастир Пантократора

У 1124 році Іоанн II Комін побудував на території монастиря Христа Пантократора, що був заснований його дружиною Іриною і включав бібліотеку і лікарню, церкву (пізніше ця монастирська церква стала усипальницею для декількох імператорів з династій Комнінів і Палеологів). 1143 року Мануїл I Комнін, побоюючись сусідства з неспокійним іподромом, остаточно перетворив перебудований Влахернський палац на нову імператорську резиденцію. До величезного ансамблю площею понад 300 тис. м² входило декілька палацових будівель і церков, оточених садами і парками. Крім того, предметом особливого імператорського шанування стали всі сусідні храми і монастирі, зокрема, церква Хора. Не збував Мануїл також церкву Христа Пантократора, куди привіз з Ефесу високошанований християнами камінь, на якому зняте з хреста тіло Ісуса було обгорнене плащаницею.
Великою проблемою для візантійської влади надалі залишалися болгарські богомили. Недарма в Константинополі протягом тільки двадцяти років — з 1140 по 1160 рік — було скликано чотири церковні собори, які спростовували «богомильську єресь». Вороже ставлення населення імперії до хрестоносців ще більше посилилося в період Другого хрестового походу, коли землі візантійців зазнавали розграбувань, а буйні натовпи германців восени 1147 року реально загрожували Константинополю. Це змусило Мануїла I піти на небачений крок — укласти союз з Конійським султанатом, після чого хуткіше переправити через Босфор спочатку германців, а потім і підоспілих французів. Під час хрестових походів в Константинополі різко зріс вплив генуезьких і венеційських купців, які успішно конкурували зі столичними торгово-ремісничими колами. Візантійським імператорам не раз ставала у нагоді допомога потужного венеційського флоту, а після укладення в 1187 році союзу з Венецією візантійці взагалі звели свої військові сили на морі до мінімуму, повністю покладаючись на підтримку союзників. Уздовж узбережжя Золотого Рогу розташовувалися багатющі квартали столиці, що належали вихідцям з Венеції, Генуї, Амальфі і Пізи. Італійська колонія Константинополя налічувала близько 60 тис. осіб. Латиняни були опорою влади, вони обіймали важливі посади в армії і грали видну роль серед оточення імператора, але при цьому не приховуючи презирливого ставлення до основної маси візантійцівв.

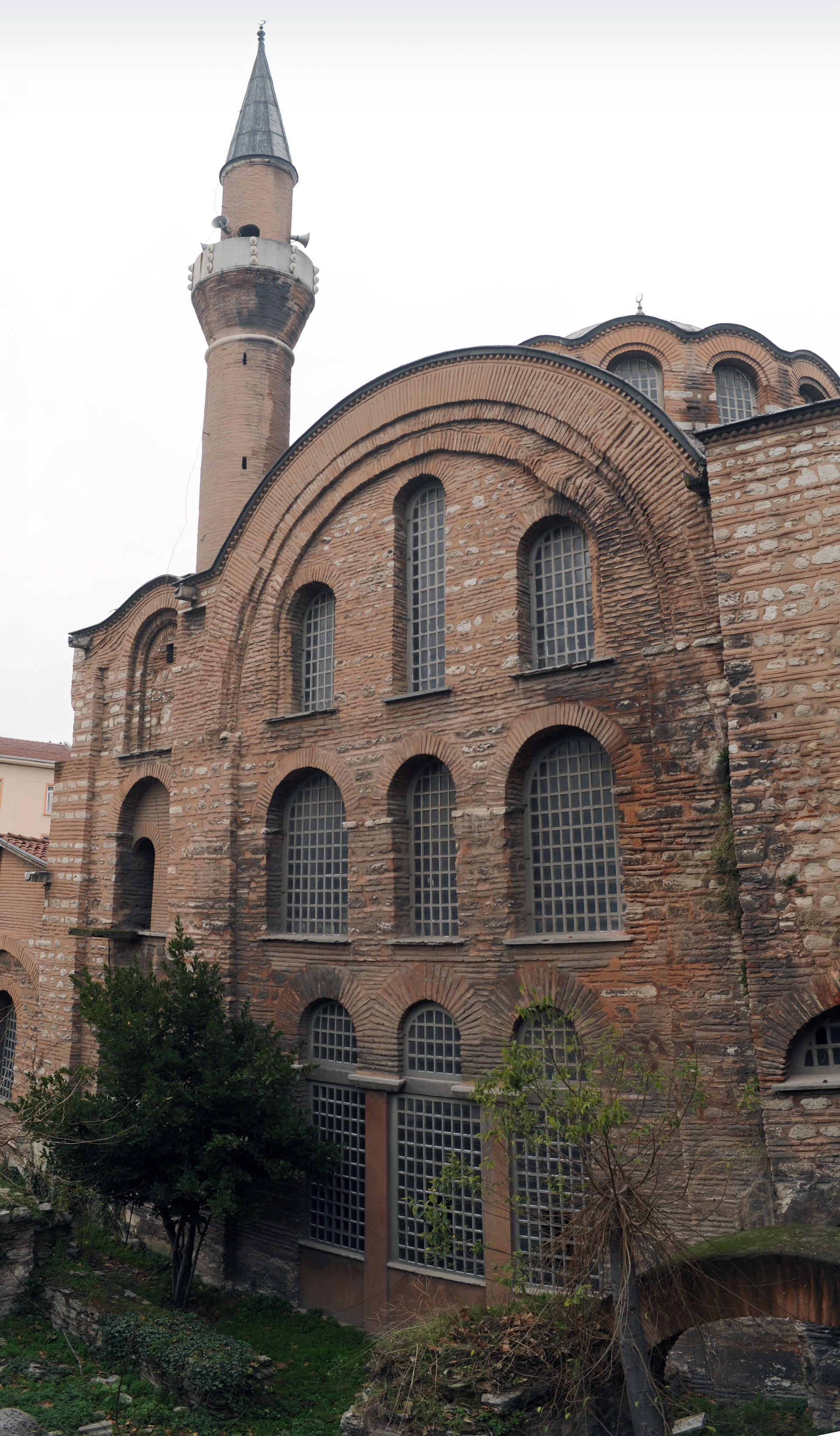
Церква Богородиці Кіриотісси

Коли італійці облаштувалися в морських портах Леванту, вони витіснили візантійських купців з посередницької торгівлі зі Сходом. Відтепер товари з Єгипту, Сирії, Ірану та Індії в обхід Константинополя стали потрапляти на ринки Західної Європи (особливо до дворів правителів Італії, Франції і Німеччини), що сильно вдарило по доходах візантійської скарбниці і врешті підірвало візантійську торгівлю й ремесла. 1171 року відбулися чергові зіткнення між представниками італійської громади Константинополя, після яких Мануїл I зажадав від венеційців відшкодувати збитки, завдані генуезькому кварталу. Отримавши відмову, імператор наказав конфіскувати все майно, що належало венеційським купцям та іншим італійцям, які перебували під заступництвом Венеції. Після смерті Мануїла I (1180) спалахнула боротьба між претендентами на престол. Навесні 1181 року вона знову загострилася, почалися зіткнення на вулицях Константинополя. Учасники бунту громили будинки аристократів, багатіїв і спалювали податкові списки. Містяни були незадоволені постійним зростанням податків і поборами імператорських чиновників, а також засиллям в столиці іноземних купців і найманців, яких влада нерідко використовувала для придушення заворушень. У травні 1182 року натовпи греків почали нападати на будинки багатих латинян, влаштувавши в Константинополі жорстокий погром. Були розграбовані і спалені житла католиків, а також їхні склади, церкви, лікарні та богадільні. Раніше квітучі італійські квартали перетворилися на руїни. Розлючені візантійці спалили в будинках або вбили на вулицях тисячі латинян, у тому числі священників, ченців і навіть папського легата. Коли частина латинян спробувала врятуватися від різанини на своїх суднах, які стояли в гавані, їх знищили «грецьким вогнем».
Кілька тисяч вцілілих латинян були продані в рабство сельджукам. Італійці, залишивши Константинополь до початку різанини, щоб помститися почали розграбовувати візантійські поселення на берегах Босфору і Принцевих островах. Крім того, вони почали повсюдно поширювати звістку про трагічну долю латинян в Константинополі, закликаючи католицький Захід до відплати, що ще більше посилило ворожнечу між Візантією і державами Західної Європи. Скориставшись народним повстанням, престол захопив представник бічної лінії Комнінів — Андронік I Комнін. Він дещо полегшив податковий тиск, обмежив владу великих феодалів (динатів), спростив бюрократичний апарат і почав боротьбу зі зловживаннями чиновників. Андронік I протегував візантійським купцям, сприяв певному відродженню торгово-ремісничої діяльності в столиці, боровся з піратами. За нього в Константинополі пожвавилося будівництво будинків, акведуків і фонтанів. Під час свого короткого правління Андронік I розкрив декілька придворних змов, придушив ряд заколотів і жорстоко розправився з бунтівниками, але все ж був зміщений двоюрідним братом і помер мученицькою смертю.
В добу правління династії Комнінів Константинополь переживав так зване Комнінівське культурне відродження. В місті працювали історики Анна Комніна, Никифор Врієнній Молодший, Іоанн Скілиця, Іоанн Зонара і Євстафій Солунський, була створена сатира «Тімаріон», яка під виглядом подорожі загробним світом висміювали візантійські норов і звичаї.

## Династія Ангелів і Четвертий хрестовий похід
У 1185 році візантійський престол обійняв Ісаак II Ангел, який започаткував династію Ангелів. За допомоги повсталого народу він зламав супротив варязької гвардії і захопив Великий імператорський палац, який невдовзі був розграбований плебсом. Ісаак переселився до Влахернського палацу, а скинутого попередника піддав страшним знущанням і витонченим катуванням, від яких той помер. 1195 року Ісаак був скинутий з престолу своїм братом Олексієм III Ангелом, осліплений і кинутий до в'язниці. Син Ісаака Олексій IV Ангел у 1202 році зумів втекти з Константинополя і звернувся за допомогою до європейських правителів, що стало формальним приводом для масштабного походу на Візантію (хрестоносці, які йшли в похід проти християнської держави, позиціонували себе як борців за встановлення влади законного імператора, скинутого узурпатором).

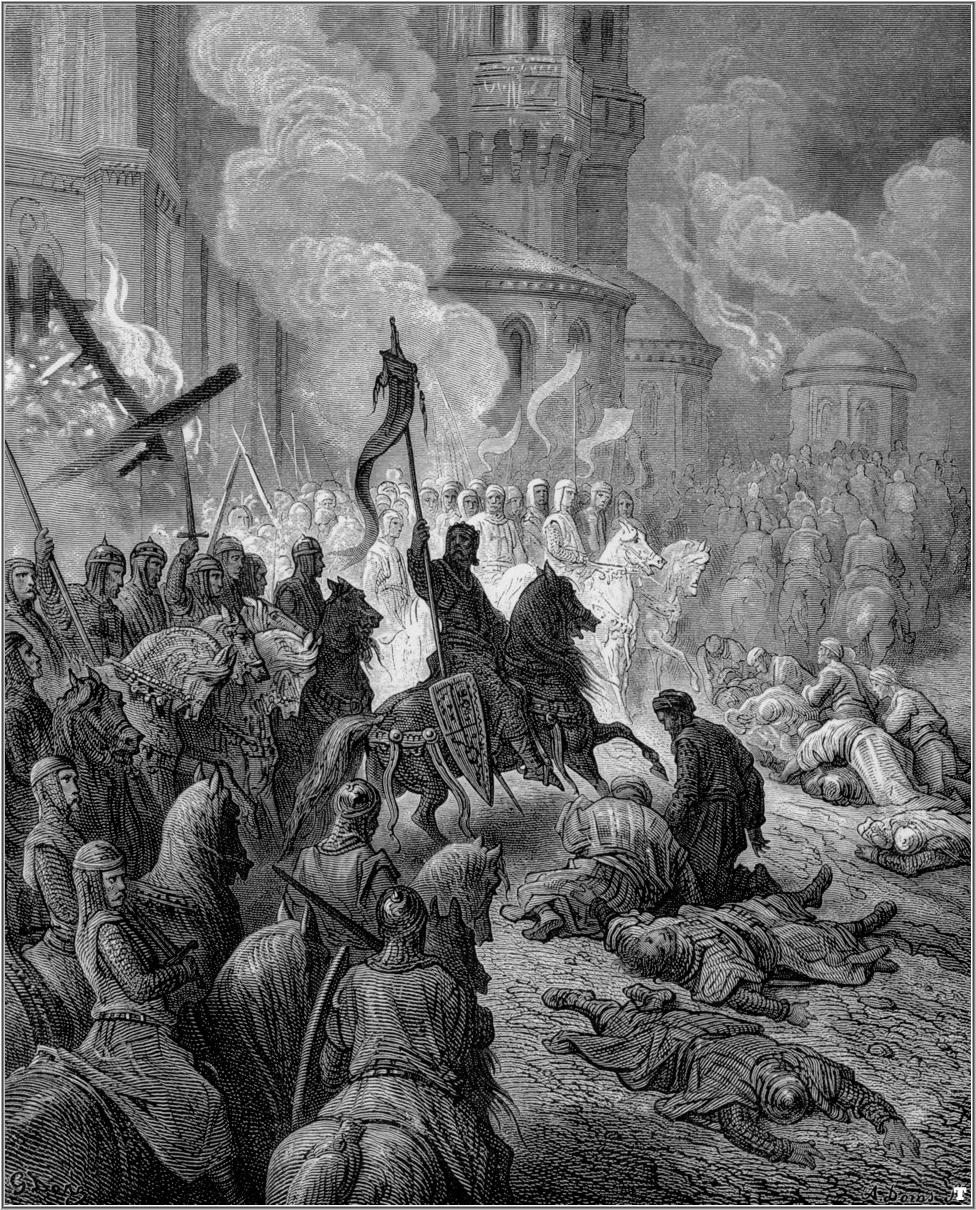
Вступ хрестоносців в Константинополь. Гравюра Гюстава Доре, 1877

Четвертий хрестовий похід, який став фатальним для Візантійської імперії та її столиці, був організований венеційцями, для яких візантійці були основними торговими суперниками на Сході. Тепер Константинополь був уже не перевалочним пунктом, а безпосередньою метою загарбників. Серед західноєвропейської військово-феодальної знаті вкоренилося переконання, що однією з головних причин невдач хрестових походів була ворожість Візантії. Крім того, антивізантійські настрої вміло підігрівалися спогадами про недавню різанину латинян в Константинополі, а розповіді про незліченні багатства візантійської столиці розпалювали уяву і жадібність хрестоносців. Таким чином, початковий план Четвертого хрестового походу, що передбачав морську експедицію на венеційських судах до Єгипту, був змінений, і військо хрестоносців рушило до Константинополя (велику роль в цьому повороті зіграла політика німецьких феодалів і папи Інокентія III, який прагнув підпорядкувати константинопольську Церкву).
В червні 1203 року судна хрестоносців підійшли до Константинополя, який вже не мав головного засобу оборони, що багато разів рятував його раніше — власного сильного флоту. Олексій III намагався організувати оборону міста з боку моря, але кораблі хрестоносців прорвалися через масивний ланцюг, який перекривав вхід до Золотого Рогу. Лицарі на чолі зі сліпим венеційським дожем Енріко Дандоло висадилися на берег і стали табором біля Влахернського палацу. Після кількох сутичок з ворогом Олексій III на хвилі народного невдоволення втік зі столиці, прихопивши з собою частину скарбниці. В Константинополі почались масові заворушення, під час яких натовп містян звільнив з в'язниці Ісаака II і проголосив його імператором. Але у хрестоносців, які стояли біля міських стін, були зовсім інші плани. З їх ініціативи співправителем немічного і сліпого Ісаака став його син Олексій IV. За допомоги високих податків останній намагався розплатитися з лицарями, які посадили його на трон.
З кожним місяцем ситуація в Константинополі дедалі більше загострювалася. Побори хрестоносців і політика імператора Олексія IV, який оточив себе чужинцями, знову посилили ворожнечу між греками і латинянами. У січні 1204 року натовпи простолюдинів, що зібралися на площах, стали вимагати зміщення Ангелів. Коли Ісаак II звернувся за допомогою до хрестоносців, його наміри видав Олексій Мурзуфл, який і був обраний новим імператором. У відповідь на повалення своїх ставлеників хрестоносці засипали рови перед міськими стінами біля Влахернського палацу і почали штурм міста. 9 квітня їм вдалося прорвати оборону і увірватися в Константинополь, але втриматися в місті вони не змогли. 12 квітня штурм поновився, супроводжуваний грандіозною пожежею, що знищила близько двох третин всіх будівель. Опір візантійських військ та імператорської гвардії, що мали чисельну перевагу, але складалися переважно з найманців, було зламано, місто поринуло в кровопролитні вуличні бої, а новоявлений імператор втік. Вранці 13 квітня до Константинополя, що вперше у своїй історії був захоплений ворогом, вступив командувач хрестоносцями князь Боніфацій I Монферратський.

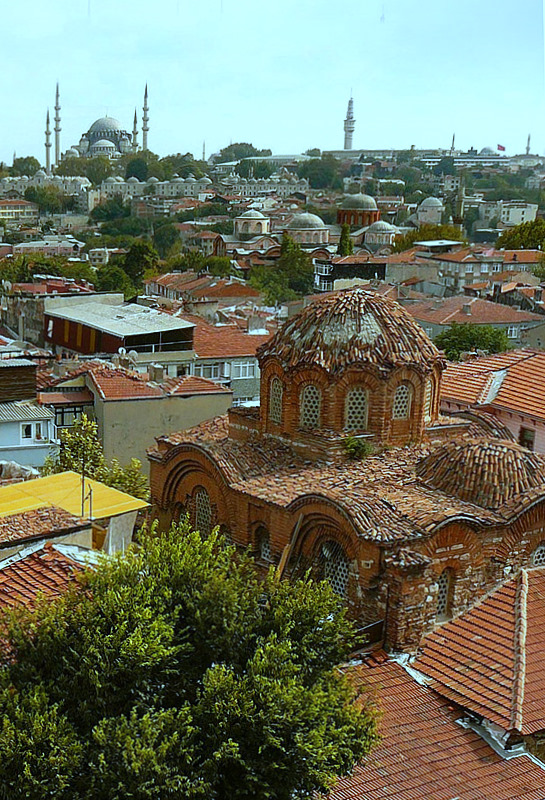
Церква Христа Пантепопта, яка під час латинського правління була зайнята бенедиктинцями

Двадцятитисячне військо хрестоносців приступило до розграбування Константинополя, не обмежившись обіцяними їм трьома днями (однак слід зазначити, що масової різанини цивільного населення лицарі не вчинили, але, рятуючись від насильства і грабежів, багато мешканців столиці самі втекли з міста). У червні 1204 року сильна пожежа спустошила велику долину між монастирем Христа Евергета і Влахернським палацом, зайняту кварталами заможних будинків. У серпні, після чергової сутички між візантійцями і латинянами, в різних місцях Константинополя знову спалахнули пожежі. За добу вигоріла вся центральна частина міста від Золотого Рогу до Мармурового моря, були знищені заможні торгово-ремісничі квартали, припинили своє існування знамениті мідні, срібні, шовкові, пурпурні, хлібні і свічкові торгові ряди; полум'я перекинулося навіть на судна в гавані. Ця пожежа призвела до повного розорення торговців і ремісників Константинополя, після неї втратили минуле значення торгово-ремісничі корпорації, а саме місто надовго зійшло зі сцени світової торгівлі.
Крім того, у пожежах залинуло багато видатних пам'яток архітектури та унікальних творів мистецтв — чудових статуй, мармурових колон і портиків, церков, монастирів і палаців знаті. У задимлених руїнах лежали Форум Костянтина і прилеглі до нього торгові вулиці, знамениті лазні Зевксіппа і околиці Великого палацу. Вогонь дивом не зачепив собор Святої Софії, зупинившись у самому храмі. Те, що вціліло у вогні пожарищ, було розграбовано хрестоносцями і венеційськими купцями. З будинків, палаців і церков вивозили золоті і срібні вироби, дорогоцінне каміння і килими, хутра і тканини, мармурові колони і статуї, посуд та ікони. Завойовники розорили навіть усипальниці візантійських імператорів і константинопольських патріархів, зламавши масивні саркофаги. Багато бронзових та мідних статуй, а також посудин та іншого церковного інвентарю були переплавлені у монети (у тому числі статуї іподрому, включаючи деякі роботи Лісіппа). Ватажки хрестоносців зайняли вцілілі палаци — Влахернский і Буколеон, але їх також спіткала доля розграбованої столиці.

## Латинська імперія
На уламках полеглої Візантійської імперії утворилося кілька держав. Хрестоносці створили Латинську імперію, яка включала столицю Константинополь, землі по берегах Босфору і Дарданелл, частину Фракії і низку островів Егейського моря. Першим імператором латинян став один з ватажків хрестового походу граф Балдуїн I Фландрський. Венеційцям дісталося північне передмістя Константинополя — Галата, а також кілька міст на узбережжі Мармурового моря, острови в Іонічному та Егейському морях, володіння на Пелопоннесі і в Албанії. Боніфацій I Монферратський очолив Фессалонікійське королівство, створене на землях Македонії та Фессалії, а Гільйом I де Шамплен — Ахейське князівство. Частина колишніх візантійських володінь залишилася під контролем грецьких правителів, які утворили Нікейську імперію, Трапезундську імперію і Епірське царство. Навколо Нікейської імперії почали поступово концентруватися сили, незадоволені іноземною присутністю. Захоплення і розграбування Константинополя різко загальмували економічний і культурний розвиток міста, яке до цього переживало період майже двовікового культурного відродження. Осередком візантійської науки та освіти стала Нікея, куди переїхали багато константинопольських вчені та викладачів, в тому числі історик і письменник Нікіта Хоніат.
У квітні 1205 року війська болгарського царя Калояна розбили хрестоносців біля Адріанополя і полонили імператора Балдуїна I. Його брат і наступник Генріх I Фландрський зібрав залишки сил і зупинив наступ болгар і половців біля самого Константинополем. У травні 1205 року в столиці Латинської імперії від хвороби помер старий венеційський дож Енріко Дандоло — головний ініціатор і натхненник Четвертого хрестового походу, а також, попри свій вік і сліпоту, учасник штурму Константинополя (він був похований в соборі Святої Софії, і його гробниця збереглася до наших днів). У січні 1206 року половці розташувалися табором під стінами Константинополя, а болгари весь рік спустошували Фракію, забираючи в полон грецьке населення міст. Лише восени 1206 року латиняни здійснили похід до Болгарії, але вже навесні 1207 року Калоян знову обложив Адріанополь. Після вбивства змовниками Калояна на болгарський трон зійшов його племінник Боріл, який зблизився з Латинською імперією, що на деякий час убезпечило Константинополь з заходу. Однак за Івана Асена II територія Болгарського царства знову розширилася майже до столиці Латинської імперії.
У 1235 році Константинополь взяли в облогу війська болгарського царя Івана Асена II і нікейського імператора Іоанна III, але ця кампанія закінчилася поразкою нікейського флоту від венеційської ескадри і відступом союзників. Надалі нікейці зробили ще кілька спроб обложити Константинополь, але всі вони закінчилися невдачею (багато в чому завдяки тогочасному домінуванню венеційців на морі). До середини XIII століття Латинська імперія дійшла стану повного економічного занепаду. Православне духовенство активно агітувало народні маси, що страждали від податкового тягаря, поборів і культурно-релігійного гноблення з боку латинян. Навесні 1260 року нікейський імператор Михайло VIII Палеолог вирішив відбити Константинополь і з цією метою захопив Селімбрію, ізолювавши столицю латинян з боку суші. Готуючись до штурму Константинополя, греки спробували оволодіти Галатою, де господарювали венеційці, але зазнали великих втрат і були змушені відступити (до того ж в Нікеї спалахнула гостра боротьба між угрупованнями знаті, яка змусила Михайла VIII на час відмовитися від думки про захоплення Константинополя). Навесні 1261 року нікейський імператор розпочав готувати новий похід на столицю Латинської імперії, попутно заручившись підтримкою генуезців, які допомагали грекам грошима і флотом, і сельджуків, які допомагали воїнами.

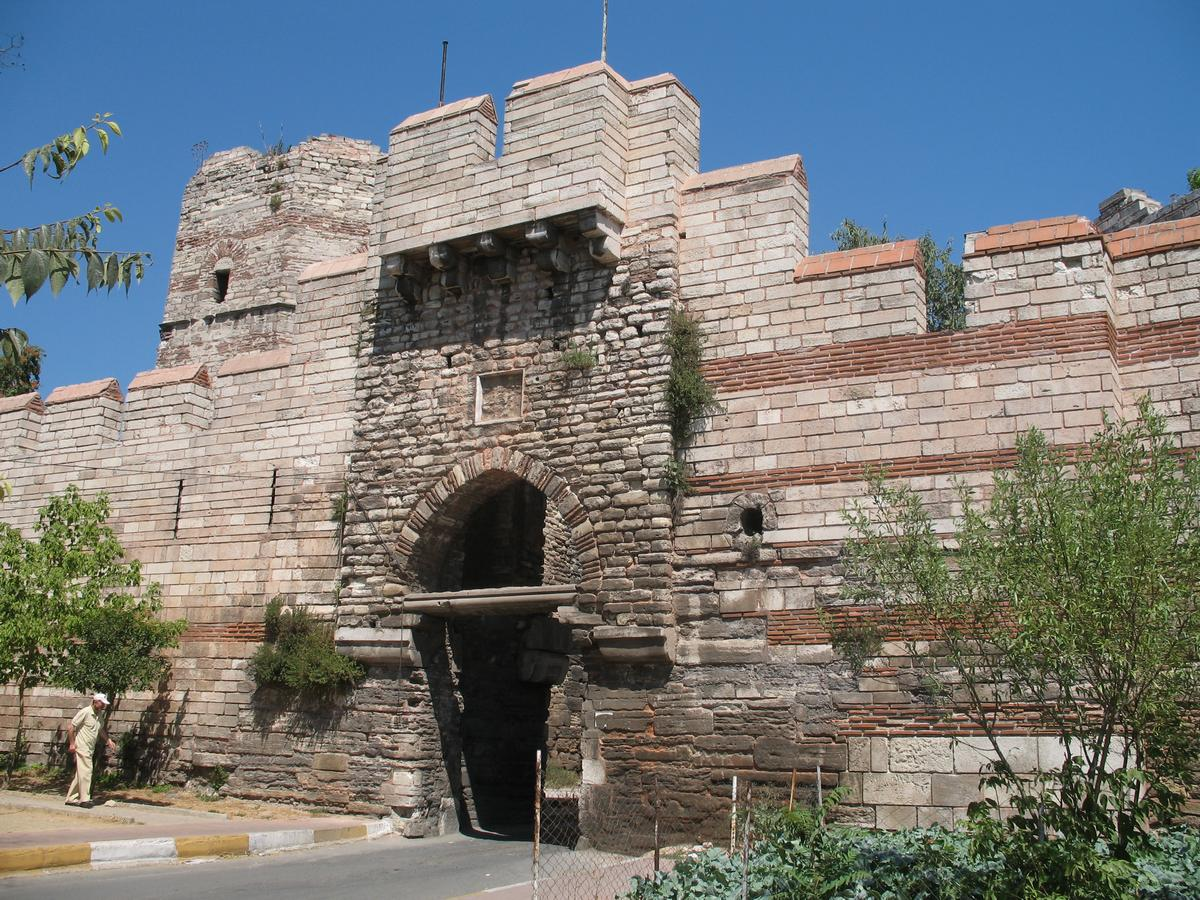
Ворота Джерела

В липні 1261 року невелике нікейське військо на чолі з Олексієм Стратигопулом, посилене половцями та сельджукською кіннотою, підійшло до стін Константинополя. Основні сили латинян перебували в цей час в морському поході, а столицю охороняв лише невеликий гарнізон з французів і венеційців. Вночі передовий загін греків зумів пробратися в місто через старий водостік, перебив варту і відкрив ворота Джерела основним силам нікейців. У сплячий Константинополь увірвалася кіннота, яка посіяла серед латинян паніку. Грецьке населення підтримало загони Стратигопула, змусивши імператора Балдуїна II де Куртене з залишками деморалізованих військ бігти зі столиці на венеційських кораблях на Евбею (латиняни мали наміри відбити місто, але, побачивши на стінах численні сили греків, не зважилися на штурм і відпливли до Італії). 15 серпня 1261 року, на свято Успіння Пресвятої Богородиці, Михайло VIII з тріумфом увійшов до Константинополя через Золоті Ворота, попрямував в Студійського монастиря, а з нього — до собору Святої Софії, де імператора очікували Стратигопул і патріарх Арсеній Авторіан. Таким чином, Візантійська імперія під владою династії Палеологів була відновлена, але вона являла собою лише тінь раніше могутньої і великої держави.

## Династія Палеологів
Після вигнання латинян Константинополю, що знову став столицею Візантійської імперії, лише частково вдалося відновити своє колишнє значення як центру візантійської культури. Однак величі і торгової могутності ні Візантія, ні Константинополь так і не змогли повернути. Михайло VIII доклав чимало зусиль для відновлення столиці, проте багато палаців і храмів лишалися в руїнах, будинки і цілі райони були розібрані містянами на каміння і дрова, на місці колись жвавих кварталів розташовувалися пустирі, городи і сади. Великий імператорський палац остаточно занепав, але Палеологи відреставрували і розширили Влахернський палац, а також перебудували і розкішно оздобили монастирі Паммакарісти (за Михайла VIII), Хора, Ліпса і Студійський (за Андроніка II). Звичайною справою для Константинополя стали голод серед міських низів та епідемії. Під владою династії Палеологів знаходилися лише частина Фракії та Македонії, кілька островів в Егейському морі, окремі райони на Пелопоннесі і північно-західна частина Малої Азії. У XIII столітті зменшилося торгове значення чорноморських проток, ослабли зв'язки з Північним Причорномор'ям, розореним монгольськими завоюваннями.

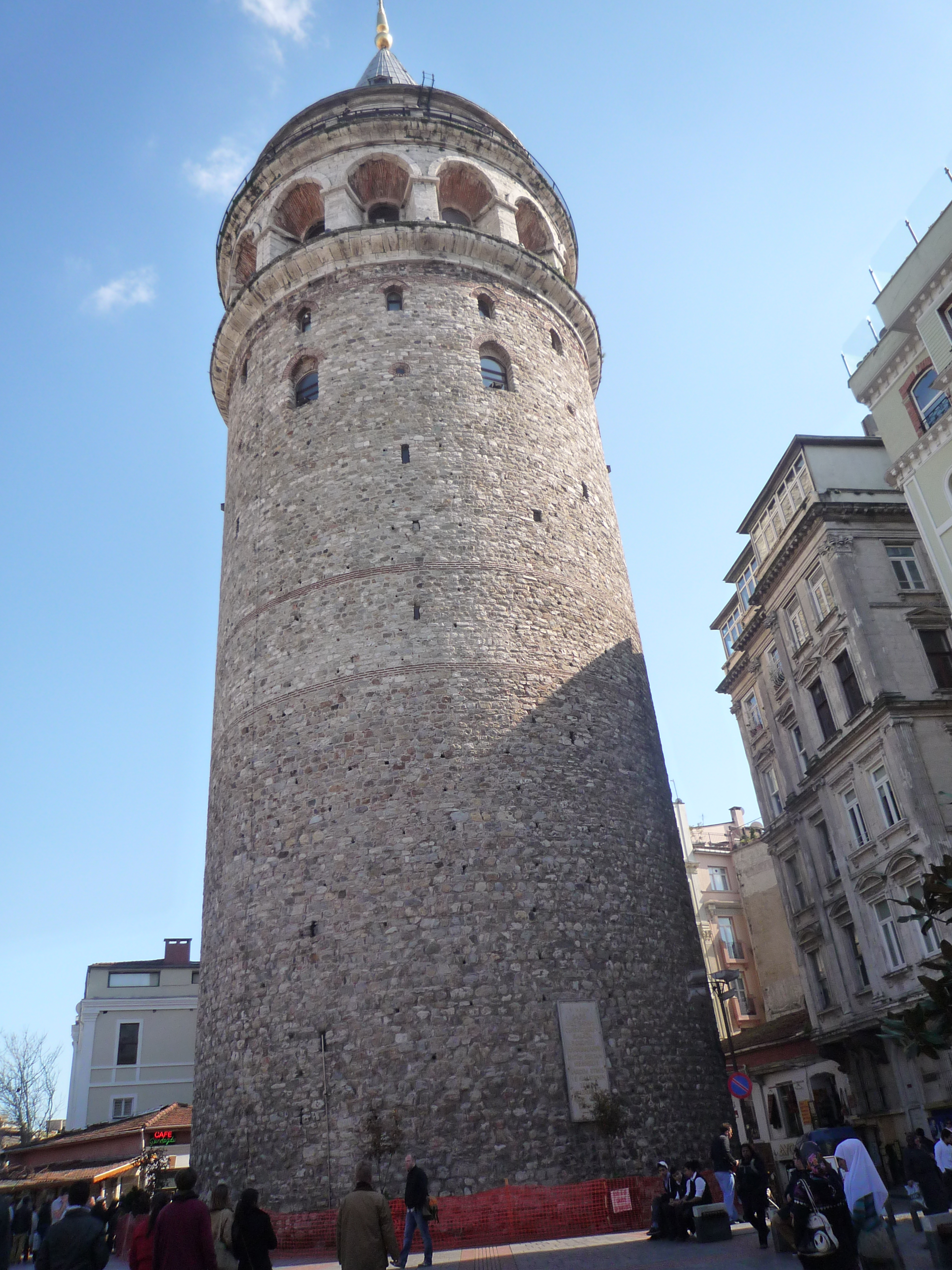
Галатська башта, побудована в середині XIV століття

З часом Константинополь знову став досить жвавим торговим центром. До середини XIV століття на ринках столиці йшла жвава торгівля зерном, бобами, сухофруктами, вином, оливковою олією, прянощами, медом, сіллю, рибою, шовком, льоном, шерстю, шкірами, хутром, пахощами, милом, воском та ювелірними виробами. Єврейський квартал, що знаходився недалеко від гирла Золотого Рогу, славився торгівлею дорогоцінними каменями. У гавань заходили судна з Італії, Сирії, Болгарії і Русі, однак торгові збори і мита, що складали раніше найважливіше джерело поповнення візантійської скарбниці, чимраз більше скорочувалися. Частка місцевих купців в загальному товарообігу була незначною, в торгівлі (особливо зовнішній) домінували генуезці та венеційці. Генуезці в подяку за підтримку, надану у боротьбі з Латинською імперією, отримали у своє володіння передмістя Галату і Перу, які незабаром виявилися взагалі не підвладні візантійській владі, а також привілеї, якими раніше користувалися венеційці. Купці Генуї були звільнені від усяких мит, навколо Галати виросла фортечна стіна з ровом, яку охороняв генуезький військовий гарнізон, а на вершині пагорба з'явилася величезна Галатська башта. Чим більше занепадав візантійський Константинополь, затиснутий стінами Феодосія, тим більше процвітала генуезька Галата.
Весь період правління Палеологів велика частина причорноморської торгівлі перебувала в руках генуезьких купців (крім того, через Кафу і Солдайю вони торгували з Руссю, Кавказом, Персією, Центральною Азією та Китаєм в обхід ринків Константинополя). У XIV столітті митні доходи Галати майже всемеро перевищували доходи візантійської скарбниці від митних зборів. Дійшло до того, що генуезці прямо перешкоджали відродженню візантійського флоту, щоб він не порушив торгової монополії італійців в протоках і Причорномор'ї. Коли візантійці все ж почали будівництво суден на корабельнях в затоці Золотий Ріг, генуезці просто спалили їх. Побоюючись ще більшого економічного посилення Генуї, Михайло VIII в 1265 році дозволив кораблям венеційців користуватися протоками і заходити до Чорного моря. Відсутність власного сильного флоту і опора на генуезьких найманців не змусили себе чекати: у 1296 і 1297 роках венеційський флот практично безперешкодно нападав на Константинополь і грабував передмістя столиці. Поступово Егейське, Чорне і навіть Мармурове моря, де панували кораблі генуезців і венеційців, майже повністю вийшли з-під контролю Візантії.
У 1274 році відбувся Другий Ліонський собор, на якому Михайло VIII уклав так звану Ліонську унію з католиками. Проте цей союз зустрів рішуче неприйняття з боку духовенства і більшої частини народних мас Візантії, які добре пам'ятали латинське правління і насадження загарбниками католицизму (особливо опиралися мешканці столиці, які найбільше постраждали від повного розграбування міста хрестоносцями). Після смерті Михайла VIII в 1282 році його син Андронік II Палеолог анулював об'єднання східної та західної Церков. Восени 1303 року в Константинополь зі своїм флотом і загонами альмогаварів прибув італійський кондотьєр Рожер де Флор. У подяку за майбутню допомогу в боротьбі з османами йому в дружини була віддана племінниця імператора та присвоєно титул великого дуки. Незабаром Каталонська дружина, яка до того здобула кілька перемог над турками, скотилася до грабування мирного населення в Малій Азії. Підбурюваний генуезцями, Михайло IX Палеолог заманив Рожера де Флора в Адріанополь, де того разом з іншими воїнами вбили найманці-алани. У відповідь каталонці, які вступили в союз з болгарським царем Феодором Святославом Тертером, розграбували Фракію аж до околиць Константинополя. 1321 року могутня феодальна знать висунула на престол онука імператора Андроніка III, що спричинило запеклу міжусобну війну, відому як «війна двох Андроників» (1321–1325 роки). Вона закінчилася поступкою Андроніка II, який був змушений призначити Андроніка III своїм співправителем. Тоді ж новим символом династії Палеологів став двоголовий орел, що символізував поділ влади між двома вороже настроєними один до одного імператорами.
У 1326 році турки-османи під проводом бея Орхана I заволоділи одним з найбільших візантійських міст на північному заході Малої Азії — Бурсою, і зробили його своєю столицею. Таким чином кордони держави Османів, яка швидко зростала, впритул наблизилися до Константинополя. У травні 1328 року в результаті заколоту був повалений Андронік II Палеолог, а його друг і радник Феодор Метохіт разом зі своїм учнем Никифором Григорієм були ув'язнені в монастирі. На трон зійшов нелюбимий онук поваленого імператора Андронік III Палеолог, всіма справами за правління якого заправляв Іоанн Кантакузин. У 1341–1347 роках в результаті громадянської війни імперія розкололася між двома угрупованнями знаті. Одні виступали проти засилля в Константинополі впливових провінційних феодалів і підтримували малолітнього імператора Іоанна V, інші стали на бік його регента і найбагатшого фракійського землевласника Івана Кантакузина, також проголошеного імператором. У лютому 1347 року Іоанн Кантакузин за підтримки Орхана I увійшов до Константинополя. Незабаром у місті спалахнула епідемія чуми, а в 1348 році почався збройний конфлікт з генуезцями Галати, які розбили візантійський флот і залишили за собою право стягувати митні збори з суден, що проходили Босфором. 1352 року спалахнула нова громадянська війна, в ході якої в листопаді 1354 року столицю за підтримки генуезців зайняв тепер уже Іоанн V Палеолог. Іоанн Кантакузин під тиском містян, незадоволених його територіальними поступками османам, був змушений піти в монастир. Внаслідок численних епідемій чуми, що обрушилися на Константинополь у другій половині XIV — початку XV століття, населення міста різко скоротилося і в XV столітті не перевищувало 50 тис. осіб. 1362 року султан Мурад I переніс свою столицю в Адріанополь, фактично оточивши Константинополь з усіх боків османськими володіннями. Місто надалі іменувалося столицею Візантійської імперії, якої, по суті, вже не існувало. Під владою імператорів, які були змушені визнати себе васалами турецьких султанів, знаходився тільки Константинополь і незначні території навколо нього.
Султан Баязид I подумував про захоплення Константинополя, але, зайнятий війнами на заході і сході, не хотів відволікати значні сили для штурму добре укріпленого міста. Він вирішив узяти Константинополь змором і, починаючи з 1394 року, протягом семи років блокував місто з суші, перешкоджаючи підвезенню продовольства. Крім того, на азійському березі Босфору була побудована османська фортеця Анадолухісар, яка значно ускладнювала вільне мореплавство протоками. У Константинополі почався голод, містяни розбирали на дрова цілі квартали старої забудови. Становище погіршували часті народні заворушення і пов'язані з боротьбою за престол міжусобиці, під час яких партії-суперники не раз зверталися за допомогою до осман або західноєвропейських правителів. Однією з умов ослаблення османської блокади стала вимога виділити для невеликого мусульманського анклаву Константинополя мечеті і дозволити мусульманам судитися між собою у шаріатського судді (каді), якого призначав султан.
У 1396 році європейські країни, налякані загрозою турецької навали, організували хрестовий похід під проводом угорського короля Сигізмунда, проте війська Баязида I розгромили хрестоносців в північній Болгарії біля Нікополя. Сигізмунду разом з Великим магістром Родоса вдалося втекти. Вони дісталися до венеційських кораблів, що стояли на Дунаї, а потім сховалися за стінами Константинополя. Турки продовжували спустошувати околиці візантійської столиці, становище якої ставало катастрофічним. Наприкінці 1399 року імператор Мануїл II Палеолог, який намагався заручитися підтримкою католицької Європи, відплив з Константинополя у супроводі своєї свити. В Італії, Франції, Англії та Іспанії йому надали урочистий прийом, співчували, але ідея організації нового хрестового походу проти Баязида не знайшла підтримки у західноєвропейських правителів.
Порятунок прийшов звідки не чекали. З Середньої Азії в Анатолію вдерлися війська Тамерлана, які 28 липня 1402 року в битві біля Анкари розгромили армію османів. Султан Баязид був потрапив у полон і помер у неволі, його держава зазнала повного розорення, що на півстоліття відстрочило остаточну загибель Візантії і падіння її столиці. Тільки но султан Мурад II зумів зміцнити владу турків в Малій Азії і на Балканах, він став готуватися до захоплення Константинополя. 24 серпня 1422 року османи пішли на штурм фортечних стін, але зустріли відчайдушний опір всіх мешканців міста. Вночі Мурад наказав спалити облогові вежі і відступити (однією з причин став новий заколот частини османської знаті в Малій Азії), а у 1424 році підписав з Мануїлом II мирний договір, за яким візантійський імператор знову визнавав себе данником султана і поступався йому низкою міст в Македонії і Фракії. 1433 року була повністю оновлена зовнішня стіна міста (в тому числі і завдяки приватним пожертвам), в 1434 році пожежа знищила Влахернську церкву, одну з найшанованіших у Константинополі. 1439 року Іоанн VIII Палеолог домігся згоди православного духовенства на укладення унії, яка фактично ставила константинопольського патріарха в залежність від папи римського. На Флорентійському соборі латинянам вдалося нав'язати основні положення католицького віровчення грецьким церковним ієрархам, які разом з імператором у відповідь сподівалися отримати від Заходу допомогу в боротьбі з турками.
|                    |                        |                       |                               |
| Влахернський палац | Церква монастиря Ліпса | Церква монастиря Хора | Церква монастиря Паммакарісти |

Флорентійська унія була відкинута переважною більшістю православного духовенства і народних мас. Багато з тих членів посольства, хто поставив на документі свої підписи, після повернення до Константинополя були змушені під тиском натовпу негайно відкликати їх. Столичний люд був настроєний вкрай вороже по відношенню до католицької Церкви, в його уявленні папа ототожнювався з Антихристом, а «папа римський» було поширеною в місті кличкою собак (невдоволення унією досягло такого ступеня, що багато містян відмовлялися згадувати імператора-уніата в своїх молитвах). У Константинополі розгорілася гостра боротьба між латинофільською частиною знаті і партією противників унії з самих різних верств суспільства (в 1450 році на хвилі цього протистояння був змушений тікати до Риму навіть патріарх Григорій III, який виступав за унію з папством). Цей розкол ще більш погіршив катастрофічне становище міста, з усіх боків оточеного володіннями османів. Після розгрому турками останнього хрестового походу під Варною (1444) Константинополь втратив будь-яку надію на порятунок з боку європейських країн. Доля Візантії була вирішена наперед (особливо після повторного вступу на престол султана Мехмеда II, який поставив собі за мету будь-якою ціною захопити Константинополь і знищити Візантійську імперію).
Після смерті імператора Іоанна VIII (31 жовтня 1448) візантійський престол спробував захопити його молодший брат Димитрій, який першим прибув до Константинополя, але їх мати Олена Драгаш зробила ставку на іншого сина — Костянтина. У січні 1449 року за згодою османського султана Костянтин був проголошений імператором в Містрі і лише в березні прибув до столиці (не маючи коштів, він був змушений добиратися до Константинополя на попутному каталонському судні). Ситуація в місті була такою, що новоспечений імператор наперекір традиції так і не був коронований патріархом у кафедральному соборі Святої Софії. Попри те, що Константинополь продовжував грати відігравати великого торгового центру аж до відкриття морського шляху до Індії, а в руках візантійських купців ще були значні багатства, попри зародження в місті мануфактур і появу сильного лихварського капіталу, візантійська економіка і міське життя імперії занепадали. Наплив іноземних товарів, засилля італійських купців і слабкість внутрішнього ринку привели до розорення багатьох місцевих ремісників і дрібних торговців. Венеційці, які відродили свій квартал в прибережному районі Платея (трохи вище того місця, де розташовувався колишній квартал), мали в Константинополі свої церкви, склади, майстерні, органи самоврядування і навіть свій автономний суд, що не залежав від рішень імператора і його уряду. Турецькі купці, які нерідко прибували до міста, також підпорядковувалися місцевим османським чиновникам, підзвітним лише султану.

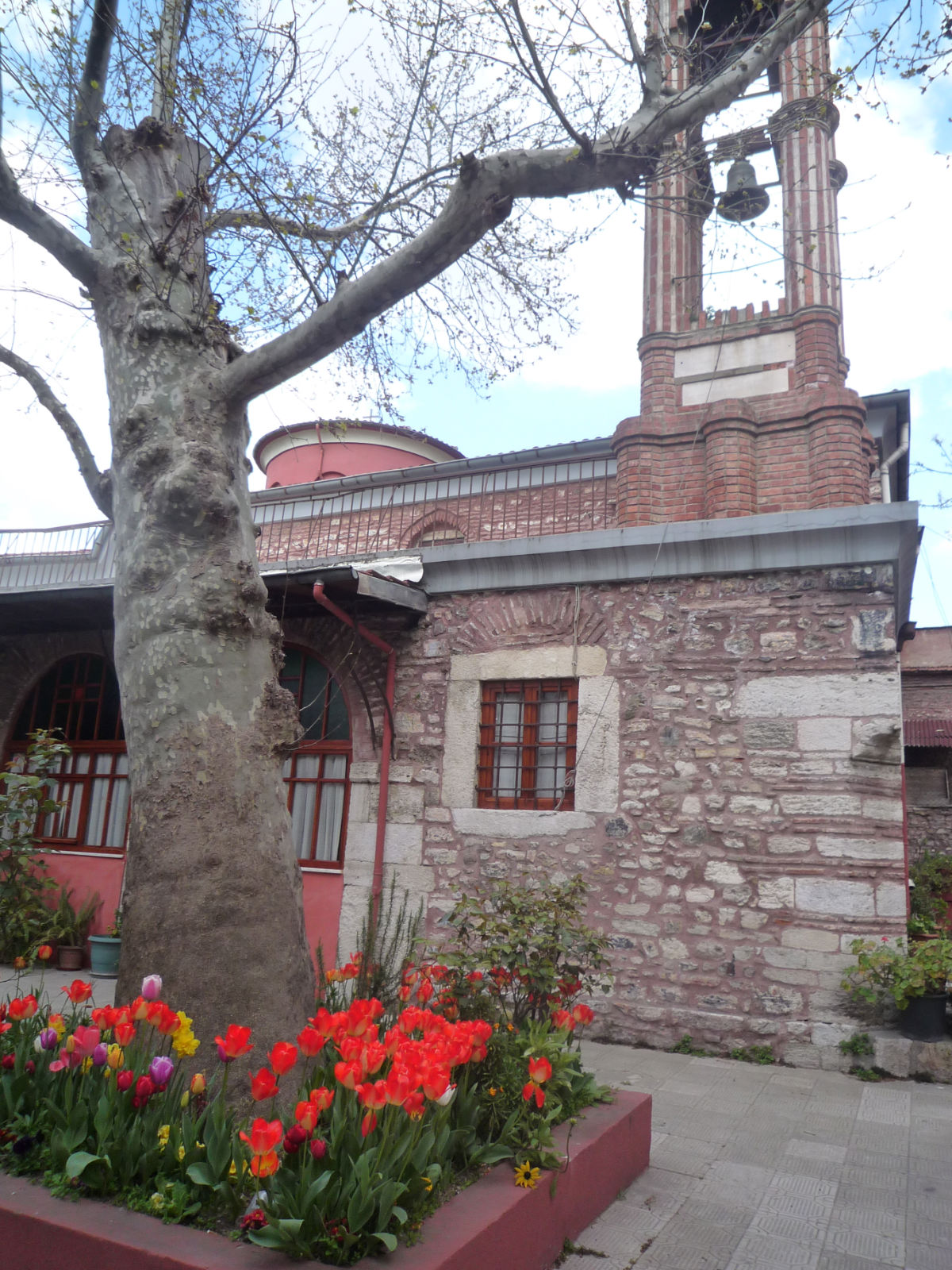
Церква Марії Монгольської

У XIV–XV століттях, з розквітом в Італії культурного феномену епохи Відродження, серед західноєвропейських інтелектуалів прокинувся інтерес до античної культури і грецької мови. Багато вчених Константинополя (Варлаам Калабрійський, Пліфон і Мануїл Хрисолор) підтримували тісні зв'язки з видними гуманістами Італії, чимало італійських гуманістів (Гуарино та Верона, Франческо Філельфо та інші) приїжджали в столицю Візантії вивчати грецьку мову, старогрецьку літературу та філософію. З Візантії до Італії було вивезено величезну кількість старовинних грецьких рукописів і ілюстрацій (це робили як італійські колекціонери і ченці, так і грецькі вчені, які рятували манускрипти від османських погромів).
В епоху династії Палеологів в Константинополі, що переживав так зване Палеологівське відродження, працювали відомі богослови і філософи Григорій Палама, Феодор Метохіт, Варлаам Калабрійський, Мануїл Хрисолор, Пліфон і Марк Ефеський, історики Георгій Акрополіт і Георгій Сфрандзі, історик і астроном Нікіфор Григора, історик, філософ і математик Георгій Пахімер, математик Максим Плануд, художник Феофан Грек, поет Мануїл Філ, письменник Йосип Вріенній. У мистецтві також стався короткочасний, але яскравий розквіт. З появою в культурі нових гуманістичних рис живопис набув більшої реалістичності (особливо в зображенні людських емоцій, що видно на прикладі мозаїки церкви монастиря Хора).

## Захоплення Константинополя османами

Фортеця Румеліхісар

Підготовку до захоплення Константинополя Мехмед II почав з дипломатичних кроків, уклавши мирні угоди з західними сусідами, а потім зміцнив свою владу в Малій Азії, підкоривши бунтівного правителя Карамана. Імператор Костянтин XI Палеолог, намовлений частиною придворних радників, спробував натиснути на султана через османського принца Орхана, який перебував в Константинополі як номінальний заручник, але це лише спонукало Мехмеда прискорити приготування до облоги міста. У березні 1452 року турки на європейському березі Босфору, в найвужчому місці протоки, розпочали будівництво могутньої фортеці Румеліхісар, яка разом з розташованою навпроти старою фортецею Анадолухісар фактично ставила водний шлях під повний контроль султана. Чотири місяці тут працювали понад 6 тис. осіб, а Мехмед особисто контролював хід робіт. Фортеця була споруджена у формі трикутника або неправильного п'ятикутника, її високі стіни увінчали чотири великих і 13 малих веж. Турки розібрали на будматеріали всі навколишні церкви, монастирі і покинуті грецькі села, а також розташовані на самому мисі старі візантійські в'язниці, відомі в минулому під назвою веж Віку і Забуття. Гарнізон Румеліхісар під командуванням Фіруз-бея, озброєний гарматами великого калібру, являв собою досить значну військову силу. Після завершення будівництва османи почали морську блокаду Константинополя, перекривши підвезення життєво важливого для столиці зерна з Причорномор'я (недарма турки називали фортецю Богазкезен — «що перерізує протоки» або «що перерізує горло»). Мехмед віддав наказ піддавати ретельному митному огляду всі судна, що проходили через Босфор, а тих з них, хто наважився ухилятися від огляду та сплати мита, — знищувати вогнем фортечних знарядь (у листопаді 1452 року для науки іншим був потоплений великий венеційський торговий корабель, а його екіпаж був страчений за непокору наказу про огляд).
Імператор Костянтин, готовий майже на будь-які поступки, спробував досягти миру з Мехмедом, але султан поставив лише одну умову — здати йому місто, натомість запропонувавши імператору у володіння Морею. Костянтин відмовився здати візантійську столицю, заявивши, що воліє померти на полі бою. У середині літа мешканці навколишніх сіл, що зазнавали постійного розорення з боку турків, були зібрані в місті, після чого Костянтин наказав закрити всі ворота. Восени 1452 року турки зайняли останні міста, що належали візантійцям, — Месемврію, Анхіалос, Візу і Селімбрію. У жовтні (за іншими даними — в листопаді) 1452 року в Константинополь з невеликим загоном лучників прибув папський легат Ісидор, який підписав у соборі Святої Софії нову угоду на підтвердження Флорентійської унії. Після того як Ісидор відслужив у головному православному храмі міста месу за католицьким обрядом (12 грудня 1452), пристрасті дедалі більше загострилися. Константинополь охопили масові заворушення, натовп збуджених популярним у народі богословом Геннадієм містян і ченців став погрожувати розправою прихильникам унії і католикам, а собор Святої Софії спорожнів як спаплюжений.

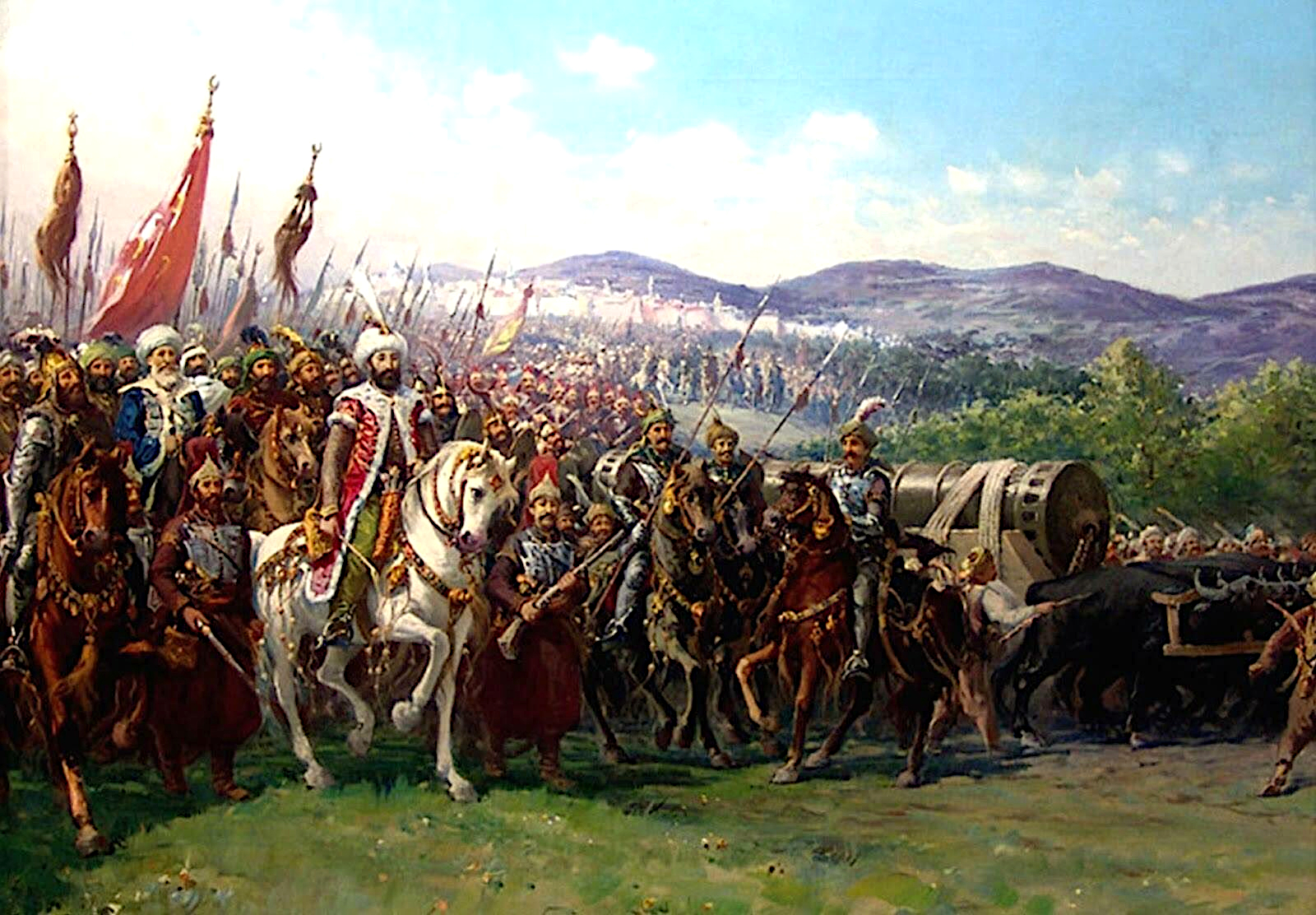
Похід Мехмеда II на Константинополь. Картина Фаусто Дзонаро, 1876

Тим часом всю зиму три турецьких кінних полки стояли табором біля міських воріт генуезького району Пера, а в Адріанополі йшли останні приготування до вирішального походу на Константинополь. Султан особисто вивчав плани міста та його укріплень, ретельно обговорював зі своїми радниками стратегію кампанії, особливу увагу приділяючи оснащенню армії потужною облоговою технікою і артилерією. Попри релігійну ворожнечу і нелюбов населення до імператора-уніата, Костянтин XI завдяки приватним пожертвам зумів заготовити невелику кількість продовольства і зброї, зміцнити вежі й занедбані ділянки стін, розчистити рови. Водночас чимало заможних містян намагалися втекти з Константинополя, прориваючись повз османські судна на венеційських і критських галерах. Перепис мешканців, здатних із зброєю в руках захищати Константинополь, показав, що таких не більше 5 тис. чоловік. Ще близько 2 тис. воїнів налічували загони генуезьких, венеційських і каталонських найманців і добровольців, частина з яких прибула незадовго до початку облоги на декількох судах (причому деякі з них — на своїм коштом). Блокований в Золотому Розі візантійський флот налічував 25 кораблів. 23 березня 1453 року величезна турецька армія під командуванням самого Мехмеда II рушила на Константинополь (каравани з гарматами і важким спорядженням, а також допоміжні загони, що зміцнювали перед ними дороги і мости, почали марш по Фракії ще раніше — в лютому). Тим часом османський флот, що вийшов з Галліполі, увійшов в Босфор і почав переправлення частин з Малої Азії на європейський берег. 1 квітня всі мешканці Константинополя востаннє відсвяткували Великдень, 2 квітня були запечатані всі ворота і натягнутий ланцюг через Золотий Ріг, а 6 квітня розпочалася знаменита облога візантійської столиці.

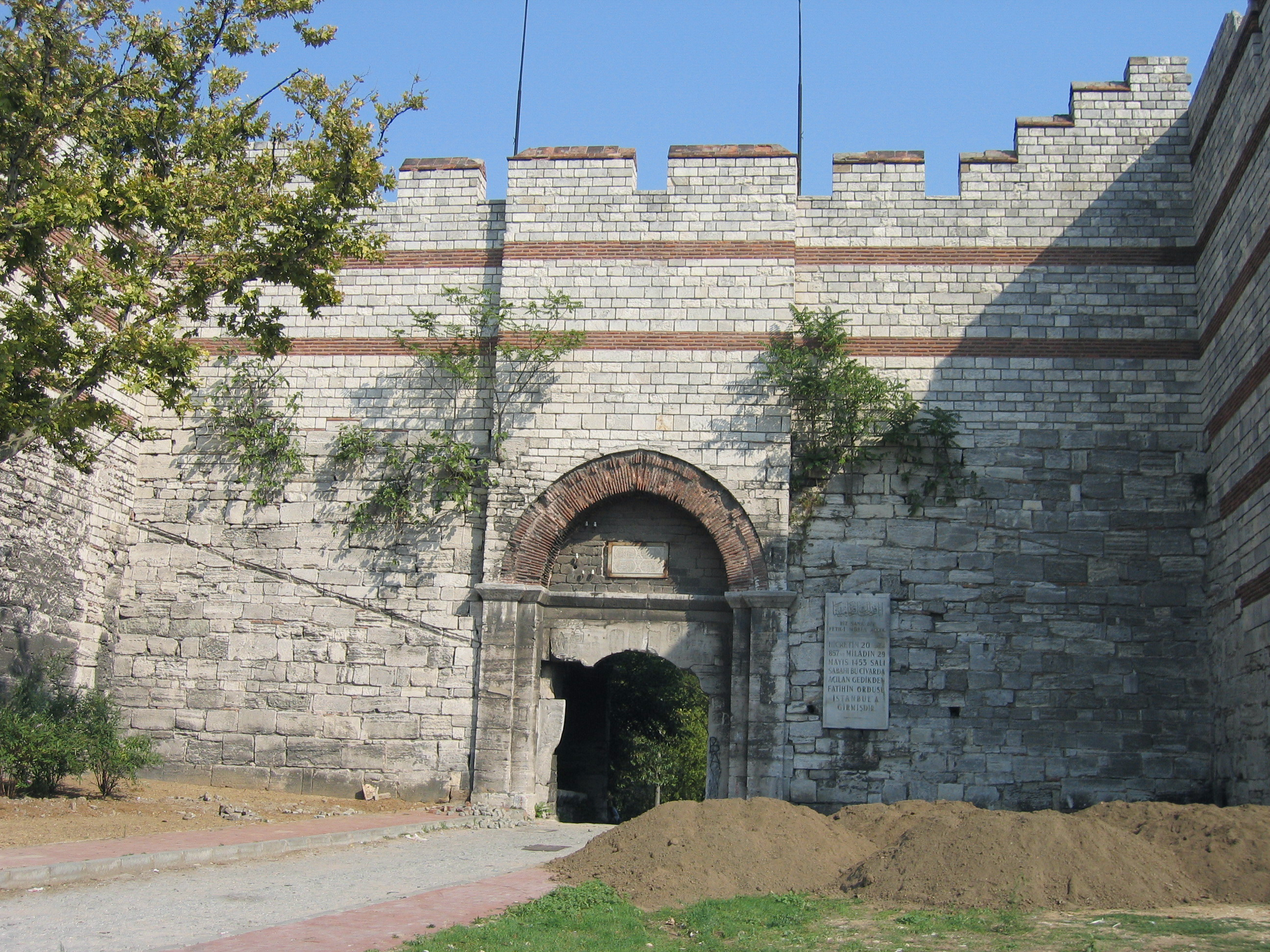
Харисійські (Адріанопольські) ворота

Турецькі війська оточили місто по всій лінії його сухопутних стін — від Золотих воріт до Галати і Пери. Ставка султана була розташована за Шостим пагорбом, навпроти Адріанопольський воріт. Відомості про чисельність армії Мехмеда досить суперечливі і значно різняться залежно від джерела. Візантійський історик Дука писав про 400 тисяч осіб, інший історик і очевидець облоги, Георгій Сфрандзі, згадував про 250 тисяч, сучасні турецькі історики оцінюють чисельність османської армії в 150 тис. осіб (включаючи численні тилові і допоміжні частини, прислугу, ремісників і дрібних торговців, мусульманських священників і дервішів, які не брали безпосередньої участі в бойових діях). Крім того, султан зібрав для облоги близько 80 військових і понад 300 торговельних суден, пристосованих для перекидання військ і військових вантажів. В армії Мехмеда було чимало християнських васалів, постачальників зброї і боєприпасів, майстрів і радників з європейських країн; для служби в розвідці охоче наймалися венеційські шпигуни (під час облоги в таборі облоги проводилися навіть християнські богослужіння).
Більша частина новоствореної артилерії, в тому числі і гігантська гармата Урбана, а також сотні требушет були поставлені навпроти воріт Святого Романа і ділянки Середніх стін (між шостим і сьомим пагорбами). Центральною групою, що складалася з добірних частин яничарів, командував сам Мехмед II. Правим крилом облоги, яке тягнулося до Золотих воріт і було укомплектовано малоазіатськими частинами, командував досвідчений полководець Ісхак-паша (йому допомагав Махмуд-паша). Лівим крилом, що тягнулося до берега Золотого Рогу і було укомплектоване полками з балканських володінь османів, командував воєначальник Караджа-бей. Тили турецького війська прикривала кіннота, а вздовж Золотого Рогу і на пагорбах Пери розташувалися загони Заган-паші. У місці злиття Босфору і Золотого Рогу стояла турецька ескадра під командуванням адмірала Балтоглу, навпроти якої, за залізним ланцюгом, в бойовому ряду вишикувалися судна візантійців і їхніх європейських союзників (до сорока торгових каракк і військових галер з Венеції, Генуї, Анкони, Криту, Хіосу, Родосу, Тани, Трапезунда, Каталонії і Провансу).

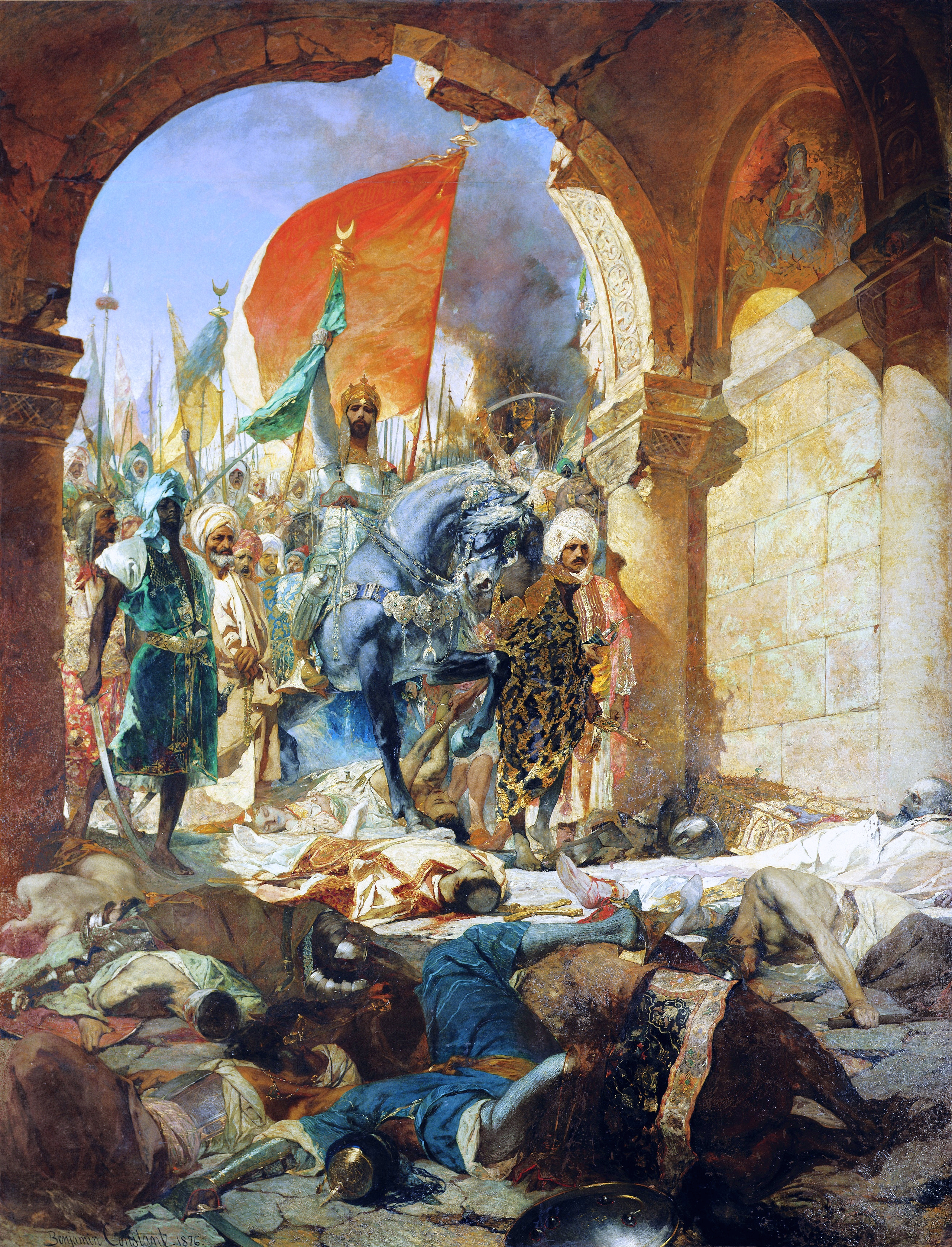
Вступ Мехмеда II в Константинополь. Картина Жана-Жозефа Бенжамен-Констана, 1876

Через брак людей візантійці залишили практично без захисту міські стіни вздовж узбережжя Мармурового моря, а оборону узбережжя Золотого Рогу доручили Луці Нотарасу. Найбоєздатніші сили захисників Константинополя, що складалися з імператорської гвардії і генуезьких загонів під командуванням Джованні Джустініані, були розміщені в центрі оборони, біля воріт Святого Романа і в долині річки Лікос (фактично ставки султана і імператора розташовувалися одна навпроти одної). Інші ділянки стін і узбережжя прикривали змішані загони візантійців і найманців — латинян під командуванням греків Феодора з Карістоса, Феофіла Палеолога, Димитрія Кантакузіна і Нікіфора Палеолога, братів-генуезців Боккьярді, венеційців Мінотті, Тревізано, Джакопо Контаріні і Альвізе Дьєду, шотландця Іоанна (Івана Германця), турка Орхана і кардинала Ісидора. 7 квітня загриміли перші постріли батарей турецьких гармат, які вважалися в ті часи найкращими в Європі. Водночас загони турків захопили фортеці Ферапія і Студіон, що розташовувалися за межами міських стін, і спалили фортецю на острові Прінкіпо, жорстоко стративши уцілілих воїнів. 18 квітня Мехмед віддав наказ почати штурм, зосередивши головні сили на найпошкодженіших артилерією ділянках стіни і навіть зробивши підкоп, але візантійці змогли відбити атаку (у тому числі напад османської ескадри на флот союзників). 20 квітня три генуезьких судна, завантажених на гроші папи Миколая V зброєю і продовольством, і один візантійський корабель, що перевозив зерно з Сицилії, завдали поразки турецькій ескадрі і прорвалися в Золотий Ріг до основних сил обложених.
Тоді Мехмед наказав перетягнути близько 70 своїх легких кораблів волоком через пагорби Пери в Золотий Ріг, що сильно деморалізувало захисників Константинополя і справило великий вплив на подальший хід бойових дій. 28 квітня кілька італійських кораблів зробили спробу атакувати турецький флот в Золотому Розі, але зазнали поразки. Близько 40 полонених моряків за наказом Мехмеда посадили на кіл перед стінами міста. У помсту візантійці повісили на бастіонах кілька сотень полонених турків, які утримувалися у в'язниці. У таборі обложених загострилися розбіжності між греками і латинянами, посилені нестачею продовольства і позицією генуезців Галати, які не раз відкрито допомагали султанові. Крім того, часто конфліктували між собою традиційні суперники — генуезці і венеційці, а православне духовенство було роздратоване імператором-уніатом, який вилучав церковне майно для потреб оборони. Безперервні обстріли стін гарматами і катапультами чергувалися спробами засипати рів, підігнати облогові вежі, підпалити ворота і прорити під стінами тунелі, а також масованими сухопутними і морськими атаками, які ослабленим силам захисників міста було відбивати все важче й важче. Основний удар вирішального штурму Мехмед вирішив завдати по найбільш постраждалій ділянці фортечних мурів — між воротами Святого Романа і Харисійськими воротами, де укріплення через особливості рельєфу розташовувалися нижче позицій турецьких батарей, а рів був не таким глибоким.
До моменту штурму з усіх захисників міста, хто стояв на стінах і плавав на суднах на початку облоги, уцілів лише кожен другий. У деяких місцях вежу або бастіон між вежами обороняло по дві-три людини. На центральній ділянці оборони в районі Месотехіона було зосереджено три тисячі воїнів — візантійських гвардійців, генуезьких найманців і венеційських моряків. Після півночі 29 травня 1453 року турецькі війська хвиля за хвилею пішли в атаку. Гармати зруйнували залишки стін в районі воріт Святого Романа, а втеча важко пораненого командира генуезців Джустініані викликала безлад в рядах оборони міста. У бою біля воріт Святого Романа загинув останній візантійський імператор Костянтин (незабаром за наказом султана його відсічену голову виставили на високій колоні Юстиніана в центрі міста). Турки ринули в Константинополь, добиваючи всіх воїнів, хто вцілів, і тих, хто не становив цінності як раб (старих, хворих, калік, недоумкуватих і немовлят). Близько 20 візантійських та італійських суден (згідно з іншими даними — тільки сім генуезьких і венеційських кораблів) змогли вирватися з Золотого Рогу, скориставшись тим, що моряки турецької ескадри також кинулися грабувати місто. Мужність критян, які обороняли кілька веж, так вразила Мехмеда, що він дозволив їм припинити опір і безперешкодно поплисти з міста на своїх трьох кораблях. Розграбування Константинополя тривало три доби, частина будівель сильно постраждала від пожеж. Уцілілих мешканців підкореної столиці, в тому числі тих, хто сховався в соборі Святої Софії (переважно жінок, дітей, старих і ченців) турки продали в рабство на невільничих ринках.